# Église Saint-Pierre-Saint-Paul de Goussainville
Pour les articles homonymes, voir Église Saint-Pierre-et-Saint-Paul.
L'église Saint-Pierre-Saint-Paul est une église catholique située à Goussainville, en France. C'est au moins la troisième église sur le même emplacement, édifiée pour l'essentiel entre 1550 et 1564 dans le style de la Renaissance, avec une ornementation particulièrement riche et élaborée pour un petit village rural. Les arcs brisés et les voûtes d'ogives rappellent encore l'architecture gothique, tandis que les chapiteaux, entablements et pilastres sont d'inspiration antique. Le plan est très simple, et ne prévoit qu'un vaisseau central aveugle accompagné de deux bas-côtés, ainsi qu'une petite chapelle, l'ensemble se terminant par un chevet plat. Les travaux sont financés par le seigneur Antoine de Nicolaï, premier président de la Cour des comptes, et sont peut-être dirigés par le maître-maçon Nicolas de Saint-Michel. Il faut encore une dernière campagne de travaux au début du XVIIe siècle pour terminer la reconstruction des murs extérieurs. L'église actuelle conserve encore des éléments de l'église romane tardive et gothique primitive du XIIe siècle, en l'occurrence deux travées du bas-côté sud avec un ancien portail et le premier étage du clocher, profondément remanié. Seulement les bases des piliers de la nef et les parties basses des murs extérieurs des premières travées subsistent de la reconstruction gothique du XIIIe siècle. De la fin du XVe siècle, reste l'étage de beffroi du clocher avec une remarquable décoration flamboyante. L'église est classée monument historique en 1914 et sa crypte en 1940. Elle a été désaffectée au culte à la fin du XXe siècle en raison de son mauvais état, puis en grande partie restaurée entre 2010 et 2013. L'utilisation occasionnelle pour le culte reprend à la fin de l'année 2017.

## Localisation

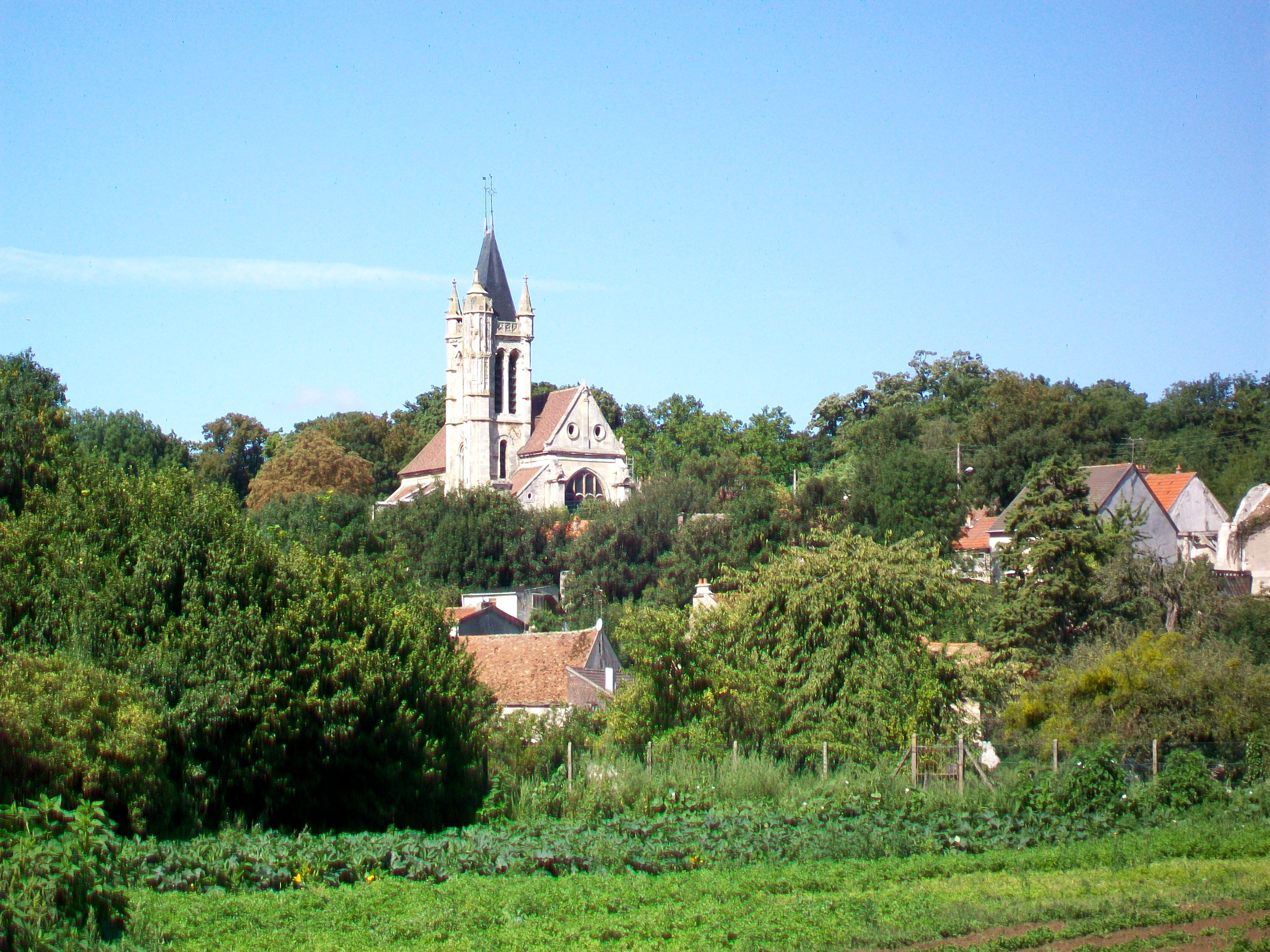
Vue sur le Vieux-Pays et l'église depuis le sud-est.

L'église est située dans le département français du Val-d'Oise, sur la commune de Goussainville, au Vieux-Pays (village ancien), rue Brûlée / place Hyacinthe-Drujeon. Elle est bâtie sur un petit promontoire, et l'on monte vers le portail méridional par un escalier depuis le monument aux morts, ou par un chemin en pente depuis la rue Brûlée. La façade occidentale et la moitié du mur gouttereau méridional donnent sur le parc municipal, anciennement domaine du château. Le mur septentrional donne sur le cimetière, et le chevet sur une étroite ruelle permettant d'accéder au cimetière.

## Historique

### L'histoire de la paroisse jusqu'à la Révolution

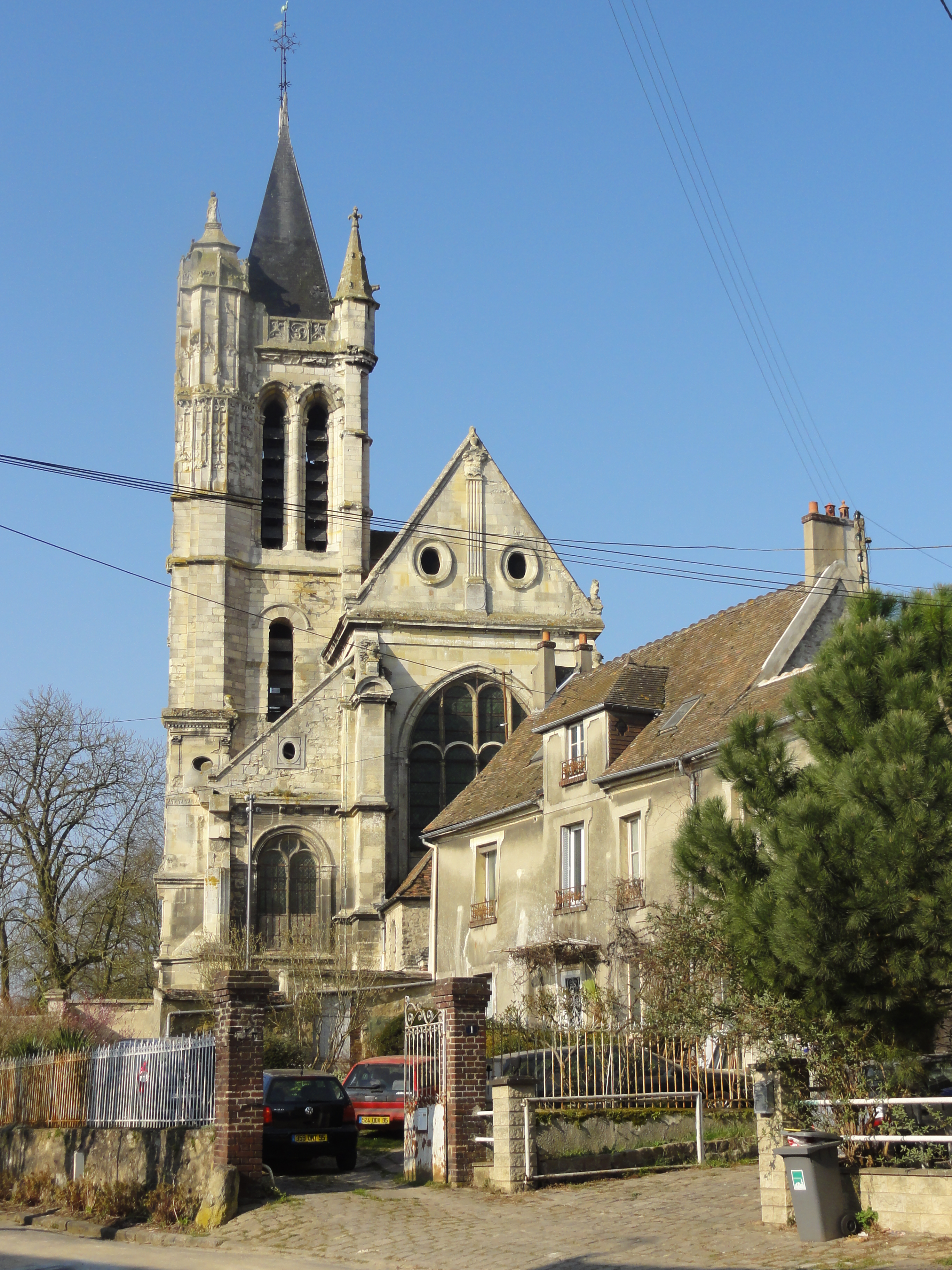
Vue depuis l'est.

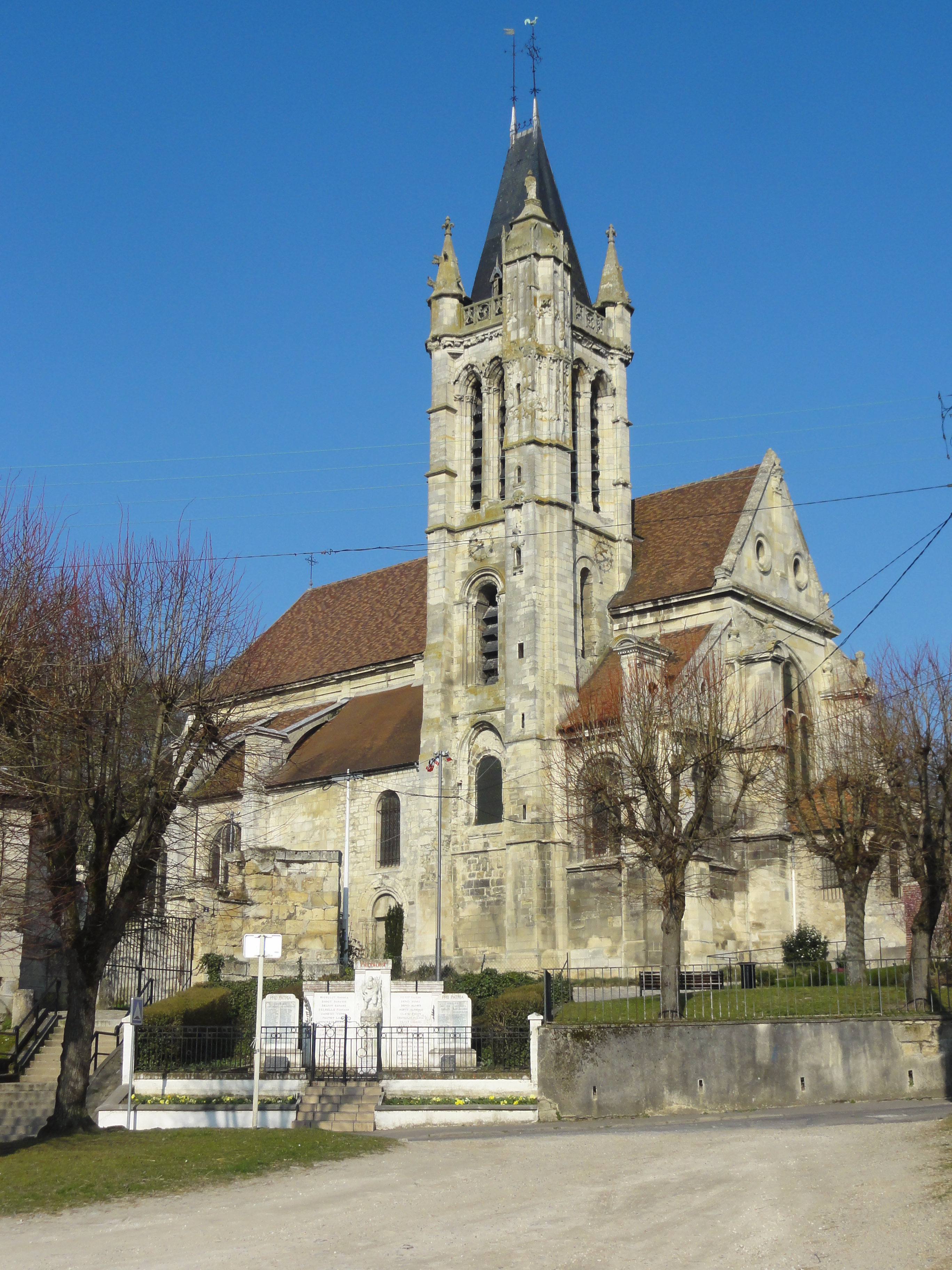
Vue depuis le sud-est.

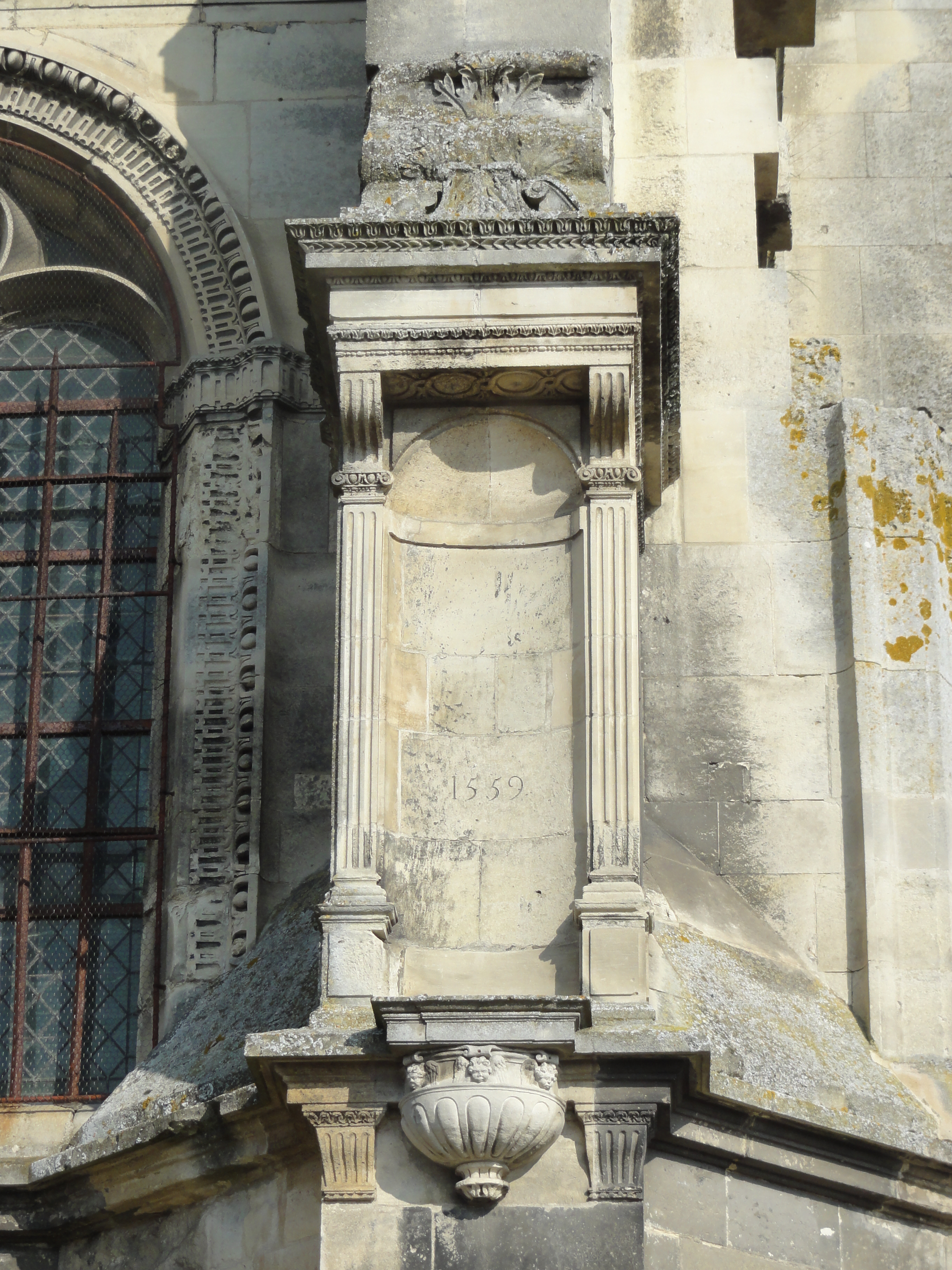
Contrefort d'angle sud-est, côté sud : date 1559.

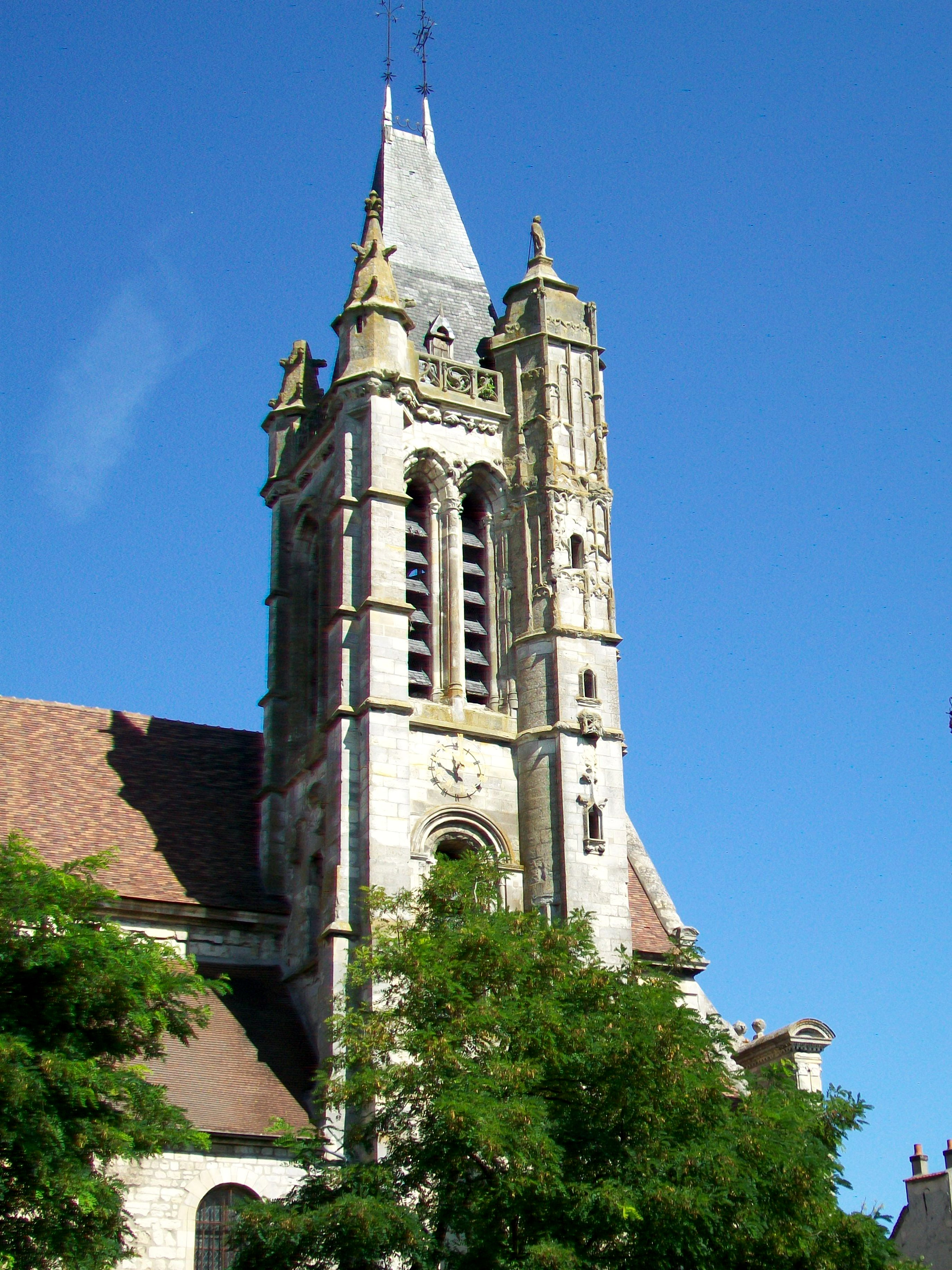
Clocher, côté sud.

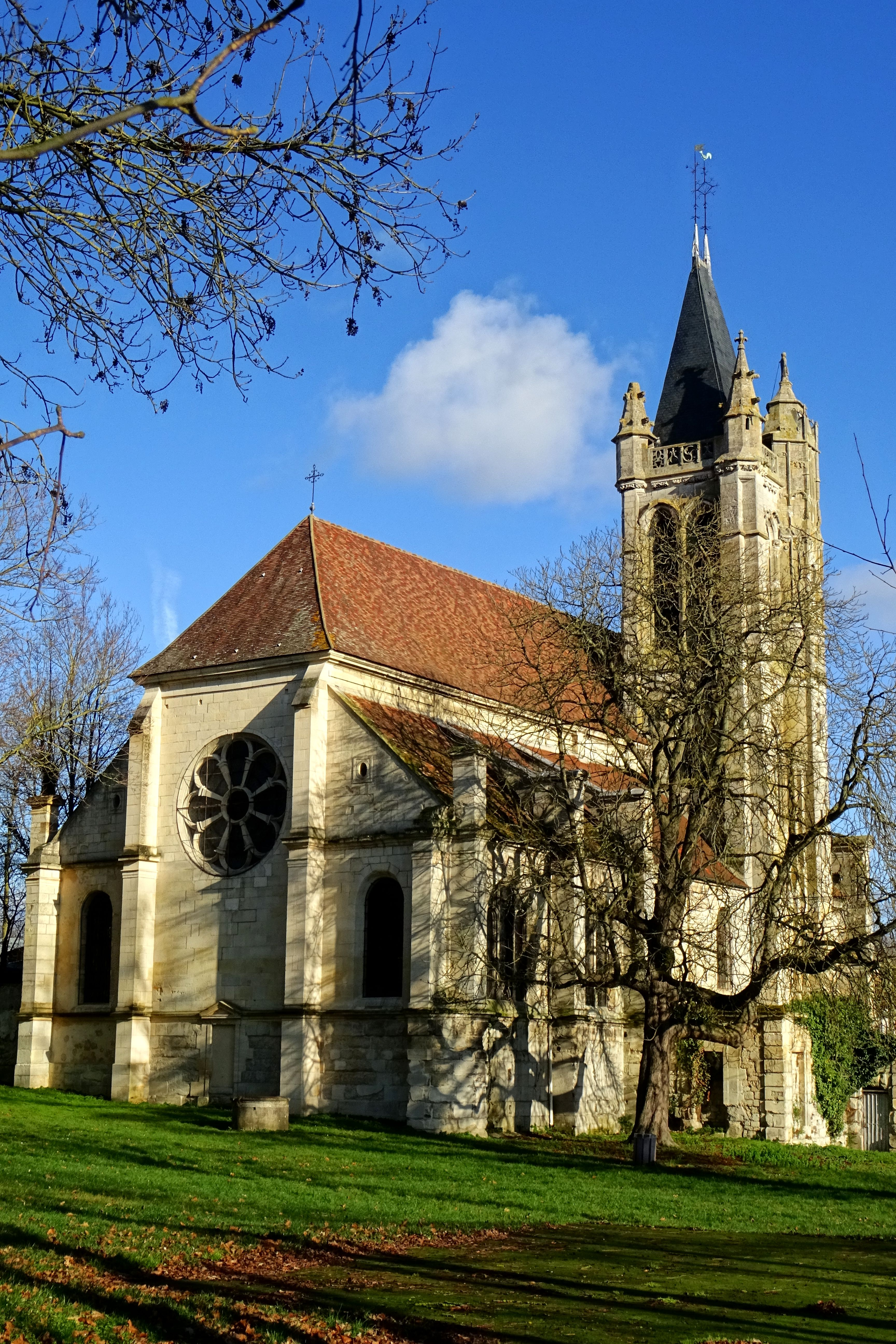
Vue depuis le sud-ouest.

Sous le nom de Gunsanevilla, Goussainville est mentionnée pour la première fois dans l'énumération des biens de l'abbaye de Saint-Denis, qui a été rédigée sous l'abbé Hilduin en 832. Gunsana est un prénom féminin franc, et synonyme de Chunsana ou Chunsine, nom porté par la seconde épouse de Clotaire Ier. Le village pourrait donc être bien plus ancien, mais on ignore tout sur son église et sa paroisse à ces époques reculées. Au début du XIIe siècle, un nommé Gazon de Rurote jouit d'un fief sur l'église de Goussainville, et il doit foi et hommage à Matthieu le Bel, chevalier. Ce fait est consigné dans un acte de démembrement, que Matthieu le Bel remet à l'abbaye Saint-Denis en 1125. Le chevalier précise que Gazon n'a aucun droit sur l'autel ni sur la dîme, ni sur ce qu'Yves de Conflans y possède avec sa femme. C'est le premier témoignage sur l'existence d'une église à Goussainville. La cure de Goussainville est mentionnée dans le premier pouillé parisien rédigé au XIIIe siècle, et dans tous les suivants. Elle est à la nomination du prieur de Conflans-Sainte-Honorine jusqu'au XVIIe siècle, puis elle est à la présentation de l'abbé du Bec, dont dépend le prieuré de Conflans-Sainte-Honorine. Ce changement intervient aussi pour d'autres cures placés sous le patronage du même prieuré. Sous le règne de Charles VIII, la cure de Goussainville est réunie à celle de Tremblay-en-France, mais cette situation ne dure que pendant le ministère d'un seul curé. Sous l'Ancien Régime, la paroisse de Goussainville relève du doyenné de Montmorency du diocèse, puis archidiocèse de Paris. L'église est placée sous le vocable des saints Pierre et Paul. La dédicace avait été faite un dimanche de Quasimodo, mais la fête de l'anniversaire de la dédicace est reportée vers le 1er juillet par acte du 18 mars 1536, à la demande du seigneur Aymar de Nicolaï. En 1549, elle change pour le 1er octobre, et en 1561 enfin, sur l'intervention du curé Jean Boisot, elle passe au premier dimanche d'octobre, afin de tenir compte des moissons (il devrait plutôt s'agir de vendanges, car l'abbé Lebeuf a trouvé des vignobles à Goussainville). À partir de 1536 au plus tard, la dîme est partagée entre le prieuré de Conflans-Sainte-Honorine et le chapitre de la cathédrale Notre-Dame de Paris, qui a obtenu sa part grâce à plusieurs dons et transactions.

### Les campagnes de construction de l'église
Aucun élément en élévation ne semble subsister de l'église qui existe en 1125, car le style roman tardif et gothique primitif des deux travées les plus anciennes et leur voûtement d'ogives donnent à penser qu'elles ont été construites après cette date. Il s'agit de la base du clocher et de la travée précédente du bas-côté sud, avec un portail bouché. Autour de l'an 1200, la reconstruction de l'église se poursuit dans le style gothique, et elle prend alors les dimensions et le plan de l'édifice actuel. Aujourd'hui, les seuls vestiges de cette époque sont les bases des piliers à tores et scoties, agrémentées de griffes. À la fin du XVe siècle, le clocher roman est remanié et pourvue d'un étage supplémentaire. Les contreforts d'angle et la tourelle d'escalier du clocher datent également de cette époque. Hormis les éléments signalés et vraisemblablement les soubassements des murs extérieurs des trois premières travées, l'église romane et gothique du second quart du XIIe siècle et du début du XIIIe siècle est démolie et remplacée par l'édifice Renaissance actuel à partir du milieu du XVIe siècle. Sa construction est entreprise par le seigneur local, Antoine de Nicolaï, premier président de la Cour des comptes et allié du connétable Anne de Montmorency. Le projet architectural est ambitieux, et la richesse de l'ornementation est remarquable pour un modeste village de quelque cent-cinquante feux. En plus, les travaux sont menés à un rythme accéléré, et s'échelonnent sur la courte période de 1550 environ à 1564. La date de 1559 est deux fois inscrite sur la niche d'un contrefort au sud du chevet, et plus haut, figure la date de 1564. À l'intérieur, l'avant-dernier pilier du nord montre les trois croissants entrelacés, qui sont l'emblème de Henri II,,.
L'on peut distinguer deux phases de construction, la première portant sur les trois travées orientales, et la seconde sur les trois travées occidentales. Indépendamment des deux phases, les finitions et l'ornementation affichent clairement le style de la Renaissance, mais les voûtes sont en partie flamboyantes, et l'emploi d'arc brisé rappelle également la période gothique. À l'issue de la seconde campagne de travaux, certaines finitions manquent encore, et l'église n'a pas encore pris tout à fait sa physionomie actuelle : la façade occidentale, le mur gouttereau des trois premières travées du bas-côté nord, celui des deux premières travées du bas-côté sud et le portail méridional dans la troisième travée de ce même bas-côté sont rebâtis une quarantaine d'années plus tard, soit au début du XVIIe siècle,. On a longtemps considéré Jean Bullant comme l'architecte de la reconstruction de l'église de Goussainville, mais la comparaison avec d'autres églises du pays de France et certaines réminiscences de l'art Renaissance italien rendent une attribution au maître-maçon luzarchois Nicolas de Saint-Michel plus plausible. Il ne s'agit toutefois que de conjectures, car seulement quelques éléments du vocabulaire décoratif se retrouvent sur des églises attribuées avec certitude au même architecte.

### L'église Saint-Pierre-Saint-Paul depuis la Révolution
Le déroulement concret des événements sous la Révolution française à Goussainville reste à étudier. L'église est désacralisée en 1794, et des marchés sont attribués afin d'effacer tous les symboles religieux ou rappelant l'Ancien Régime. Les croix doivent être enlevées et les pierres tombales doivent être retournées. Même le croix en antéfixe sur le toit de la sacristie doit disparaître, ainsi qu'une épitaphe qui se trouve sur un mur extérieur de la sacristie. Les emblèmes religieux dans la chapelle de la Vierge, la chapelle Saint-Nicolas et la chapelle Saint-Jean doivent également être enlevés. L'on ignore les circonstances dans lesquelles une bonne partie du mobilier et plusieurs pierres tombales des seigneurs de Goussainville ont été préservés de la destruction par les paroissiens. La liberté du culte est réinstaurée définitivement avec le concordat de 1801. Goussainville se situe désormais dans le nouveau diocèse de Versailles, qui correspond au territoire du département de Seine-et-Oise. En 1804, l'évêque signale que la voûte du chœur s'est écroulée. En 1838, le conseil de fabrique demande du secours au ministre pour des travaux de réparation. Entre 1852 et 1867, la toiture est effectivement remise en état, et le clocher est restauré. À l'issue du chantier, l'architecte des travaux publics inspecte l'église et épingle le mauvais état des arcs-boutants et des voûtes des bas-côtés. Les travaux nécessaires sont exécutés jusqu'en 1875. Apparemment tous les arcs-boutants sont démolis ; qualifiés de nuisibles par l'architecte, il n'est pas sûr s'ils sont rebâtis dans l'immédiat. Il se peut que les nouveaux tirants en fer sont jugés suffisants pour lutter contre la poussée des voûtes, qui a tendance à écarter les murs. La nef reçoit une nouvelle couverture en ardoise (à présent, on est revenu vers un toit en tuiles plates). Une maison encombrant le parvis de l'église est démolie en 1888. L'église Saint-Pierre-et-Saint-Paul est classée au titre des monuments historiques par arrêté du 21 février 1914. En 1935, l'architecte Achille Carlier fait déposer les cadrans en bois de l'horloge qui masquaient l'architecture du clocher, et installer des abat-son plus petits pour dégager les baies du clocher,.
Après l'ouverture de l'aéroport de Paris-Charles-de-Gaulle, le vieux pays de Goussainville se dépeuple. Situé à moins de 5 km des pistes d'atterrissage, les nuisances sonores dépassent le seuil toléré pour une zone habitée. Cent-quarante quatre maisons sont rachetées par les Aéroports de Paris à des prix au-dessus du niveau du marché, dans le but de les démolir. Le village, qui compte un millier d'habitants pendant les années 1960, est voué à la disparition. Mais les maisons situées autour d'un monument historique classé ne peuvent être démolies sans l'accord de l'architecte en chef des monuments historiques, qui s'y oppose fermement. Ce ne suffit pas pour sauver l'église sur le long terme. Avec la nouvelle église Saint-Michel inaugurée en 1960, la paroisse dispose d'un autre lieu de culte au centre de la nouvelle agglomération. L'église Saint-Pierre-Saint-Paul souffre de l'indifférence des municipalités successives : elle n'est plus entretenue et l'humidité s'infiltre au versant nord et par les toits. Ces parties souffrent de problèmes de stabilité et des désordres de structure apparaissent. Les voûtes sont particulièrement affectées et risquent de s'effondrer avec l'écartement des murs sous l'influence de leur poussée. La dernière messe est célébrée en 1997, puis l'église est fermée au culte[réf. souhaitée]. Sur l'instigation de l'architecte en chef des monuments historiques, Pierre-André Lablaude, des étais en bois sont installés vers 2005 afin d'éviter l'effondrement,. Le chantier de restauration est enfin lancé en 2010 et s'échelonne sur trois ans. À son issue, l'église n'est pour autant pas encore prête pour être rendue au culte. Le mobilier a en partie été arraché et entassé dans la première travée de la nef ; quelques objets de valeur restent entreposés dans un dépôt municipal. Le retable majeur et le retable de la chapelle de la Vierge n'ont pas été restaurés, ni même nettoyés. Il n'y a aucun système de chauffage et le système d'éclairage n'est que provisoire. La sacristie est inutilisable. Ce n'est qu'à la fin de l'année 2017 que l'église est de nouveau présentable et se prête à accueillir quelques célébrations occasionnelles.

## Description

### Aperçu général

Plan de l'église.

Orientée irrégulièrement vers le nord-est du côté du chevet, l'édifice se compose d'un vaisseau central de six travées accompagnées de deux bas-côtés, ainsi que d'une chapelle latérale d'une seule travée située au nord de la dernière travée du bas-côté nord. Il n'y a pas de transept. Les trois vaisseaux et la chapelle, dédiée à saint Joseph et anciennement à saint Jean, se terminent par un chevet plat. L'ensemble de l'église est voûté d'ogives. Le vaisseau central comporte deux niveaux d'élévation, à savoir l'étage des grandes arcades et un étage de murs aveugles au-dessus des grandes arcades, sans aucune trace de fenêtres bouchées. La quatrième et la cinquième travée du bas-côté sud sont de style gothique primitif et roman tardif, et la cinquième travée sert de base au clocher. Ses fortes piles et ses arcs-doubleaux relativement bas l'isolent un peu du reste de l'espace intérieur. De ce fait, la dernière travée du bas-côté sud forme comme une chapelle latérale indépendante, et le bas-côté sud contraste fortement avec l'enfilade homogène de six travées de son homologue au nord. Le vaisseau central ne présente pas de distinction formelle entre nef et chœur. Si l'on considère les trois premières travées comme nef, la distinction repose seulement sur des caractéristiques fortuites : premièrement, il s'agit des irrégularités déjà mentionnées, et deuxièmement, le décor sculpté des supports du second ordre et des piliers engagés au début des grandes arcades n'a pas été achevé. L'église possède deux accès : le portail latéral dans la troisième travée du bas-côté sud, et la « porte des morts » donnant sur le cimetière, dans la première travée du bas-côté nord. La structure des toitures est simple et prévoit un toit à deux rampants pour le vaisseau central, avec des pignons à l'est et à l'ouest, et des toits en appentis pour les bas-côtés.

### Extérieur

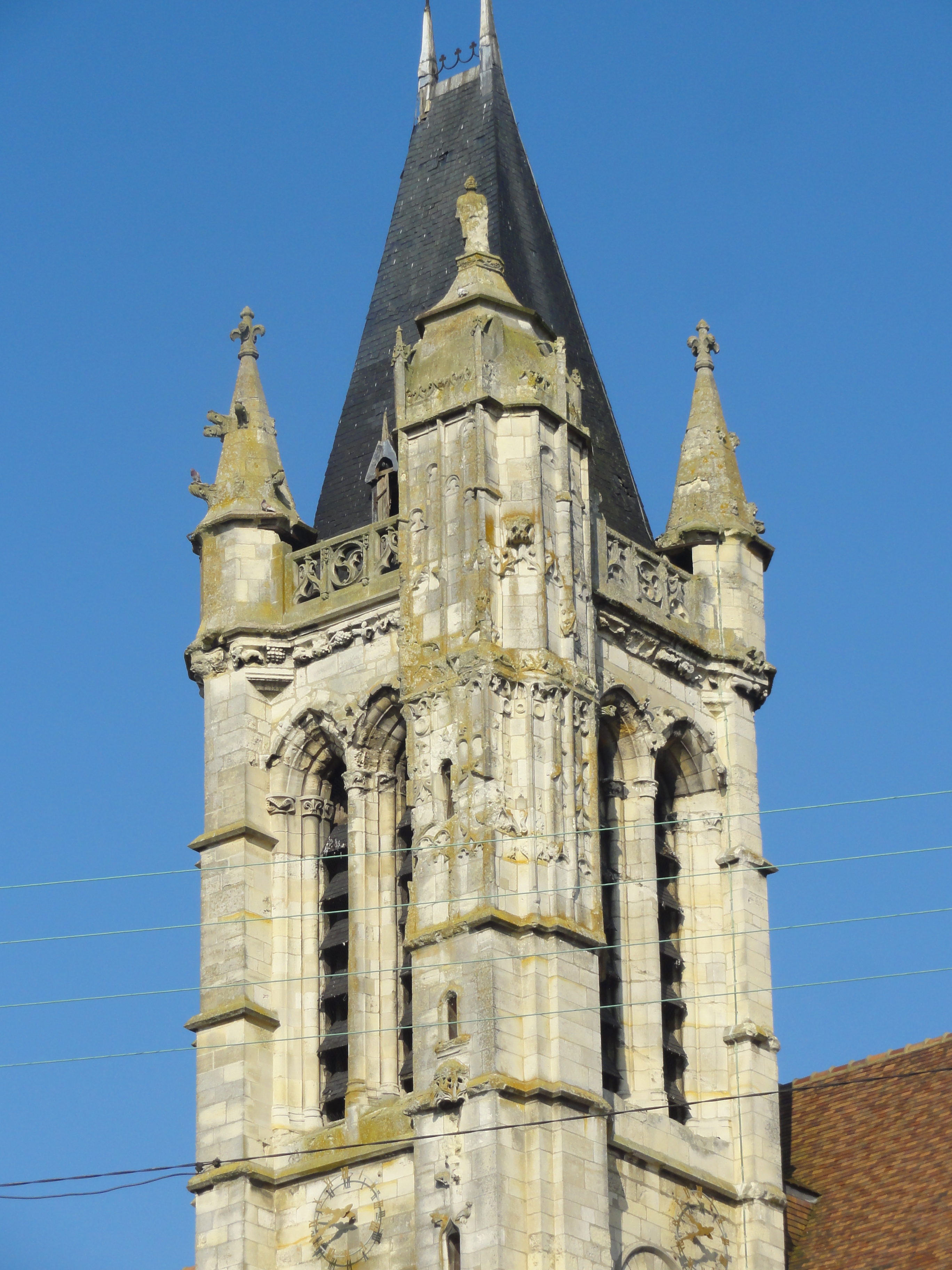
Clocher, côté sud-est.

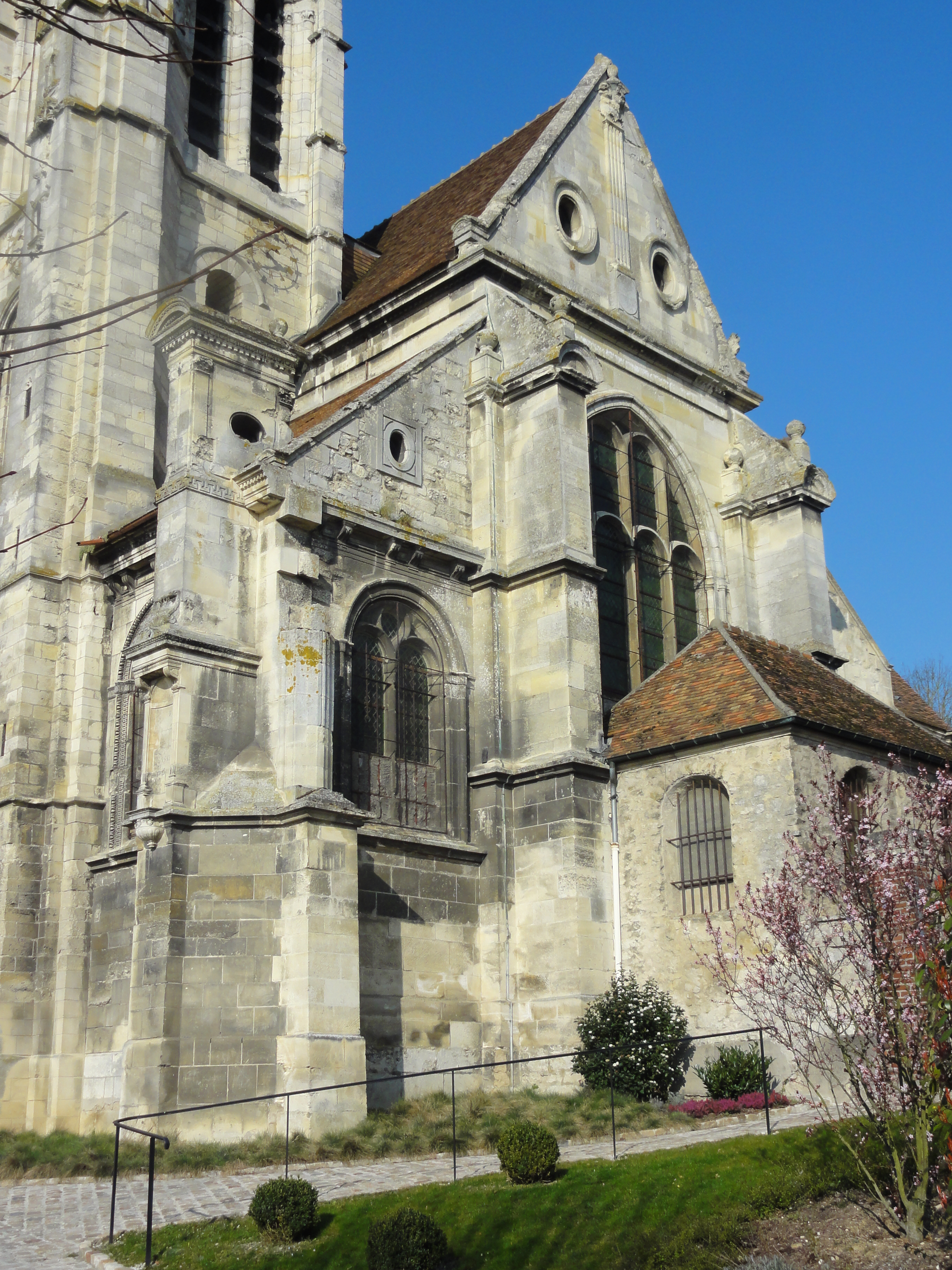
Goussainville (95), chevet, vue depuis le sud-est

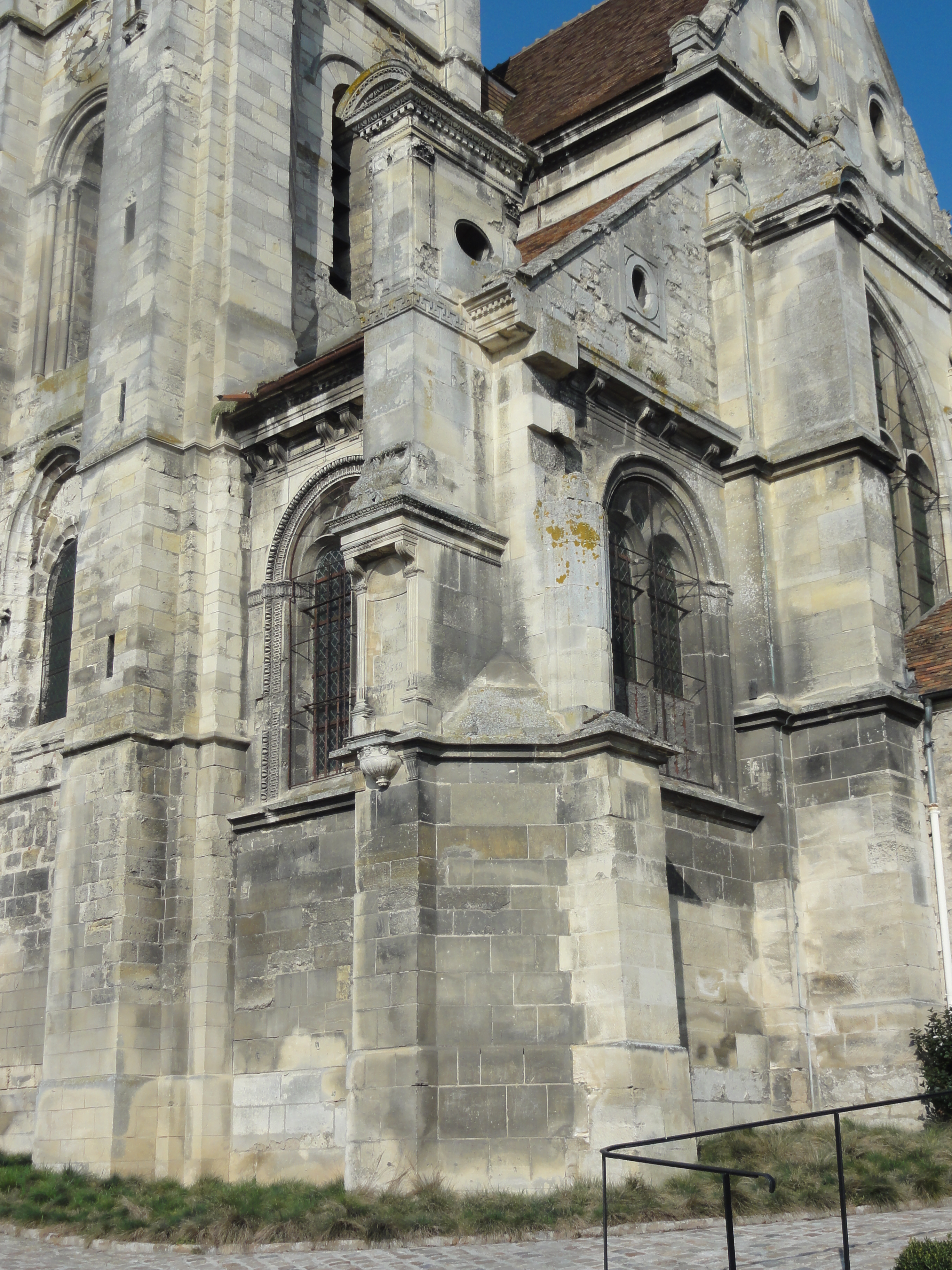
Bas-côté sud du chœur.

L'église ne comporte pas de façade occidentale proprement dite, car le mur donne sur le parc de l'ancien château. Elle ne possédait qu'une petite porte sans décoration, réservée au seigneur et sa famille, depuis longtemps bouchée. La partie centrale correspondant à la nef est flanquée de deux pilastres avec des entablements à mi-hauteur, et elle est percée en hauteur d'une grande rosace à huit festons. Une fenêtre plein cintre non décorée est ménagée dans les murs occidentaux des bas-côtés. Verticalement, la façade est scandée par un larmier à la limite du soubassement des fenêtres, et par un second larmier au-dessus de ces fenêtres, sauf sur la partie centrale. Finalement, une corniche marque l'intersection entre le mur de la nef et le pignon.
Le portail principal se situe au milieu de l'élévation méridionale ; de style Renaissance tardive, il adopte l'ordre dorique et comporte une porte rectangulaire à double vantail. Les deux pilastres ne sont pas décorés, et la frise à triglyphes est interrompue pour céder la place à un cartouche, aujourd'hui vide. Le fronton est brisé et présente en son centre un socle, devant servir de support à une statue aujourd'hui disparue. À droite de ce portail, les vestiges d'un portail roman sont encore visibles. De sa double archivolte torique, seulement la partie inférieure subsiste ; au-dessus, les claveaux de l'arc en plein cintre affleurent directement le mur. Les deux colonnettes aux chapiteaux sculptés en feuillages du côté gauche sont vraisemblablement le fruit d'une restauration, et du côté droite, seulement l'un des chapiteaux reste en partie lisible. Le tympan est nu, et la porte murée ; vraisemblablement cet état dure depuis l'aménagement du portail actuel.
La base du clocher, à droite du portail roman, correspond à l'avant-dernière travée du bas-côté sud. La baie en plein cintre est surmontée d'une archivolte en arc brisé retombant sur des consoles, l'ensemble étant fortement érodé. Au niveau du premier étage, les faces ouest, sud et est du clocher sont ajourées de baies abat-son plein cintre, mais seule la baie du sud (orientée vers la ville) est décorée. Elle est cantonnée de deux colonnettes à chapiteaux et s'inscrit dans une archivolte torique lui-même reposant sur des colonnettes à chapiteaux identiques. Cette fenêtre est lourdement restaurée. La tourelle d'escalier est comprise en grande partie dans l'épaisseur des murs, et remplace le contrefort de droite de la face méridionale du clocher, sans occuper l'angle comme c'est souvent le cas pour d'autres clochers. La meurtrière en haut du premier étage est pourvue d'une décoration flamboyante. Les contreforts largement saillants sont strictement verticaux, et ils ne sont agrémentés de trois niveaux de larmiers qu'à hauteur du second étage. Cet étage de beffroi culmine à une hauteur 27 m au-dessus du sol au niveau de la balustrade qui relie les échauguettes octogonales disposées aux quatre angles, et il est décoré d'une riche ornementation flamboyante. Elle se compose de crochets sur les pyramides de pierre couronnant les échauguettes ; de fleurons à leurs sommets ; de frises de gros feuillages en haut des murs et au-dessus des doubles archivoltes des baies abat-son gémellées en arc brisé ; et d'arcatures trilobées en bas-relief sur les deux niveaux supérieurs de la tourelle d'escalier. Le toit à la hache est couvert d'ardoise.
Sur l'élévation méridionale, seule la dernière travée du bas-côté affiche le style de la Renaissance. Sa baie en plein cintre est entourée d'un cordon d'oves et de rais de cœur, et d'un autre cordon de fines cannelures, disposition qui se retrouve sur la grande baie occidentale de l'église Saint-Aquilin de Fontenay-en-Parisis. Le remplage se compose des deux arcs en plein cintre surmontés d'un oculus, qui est en fait un soufflet simplifié. En haut, un entablement dorique avec des biglyphes profilés en consoles soutiennent une frise. À droite, le dernier contrefort du sud est particulièrement remarquable. Il comporte, à hauteur de la baie, une niche à statue en plein cintre décorée d'un ordre ionique. La culée présente par contre un ordre corinthien, qui figure nulle part ailleurs sur l'édifice, et son chaperon couronné d'une boule possède un petit fronton.
Le chevet bénéficie d'un traitement particulièrement soigné, sans doute en raison de l'absence de façade occidentale à proprement parler. Il est en partie obstruée par la sacristie. Le mur correspondant au chevet du vaisseau central fait légèrement saillie et est flanqué de deux contreforts orthogonaux à chaque angle. Ils sont strictement verticaux et scandés de plusieurs larmiers. Les chaperons également couronnés de boules s'inspirent du spécimen du bas-côté sud, mais sont plus sobrement décorés. La vaste baie centrale occupe presque toute la largeur du vaisseau. Elle est curieusement en arc brisé, forme en principe dépassée à la Renaissance, et son remplage est constitué de quatre formes en plein cintre, dont celles au milieu sont surmontées de deux autres en hauteur. Au-dessus d'une corniche très saillante, le pignon est subdivisé verticalement par un pilastre cannelé, et le mur est ajouré d'un oculus elliptique de part et d'autre du pilastre. Les chevets des bas-côtés possèdent des fenêtres en plein cintre, avec une archivolte à moulures prismatiques et une ébauche de colonnettes à chapiteaux sur les meneaux.

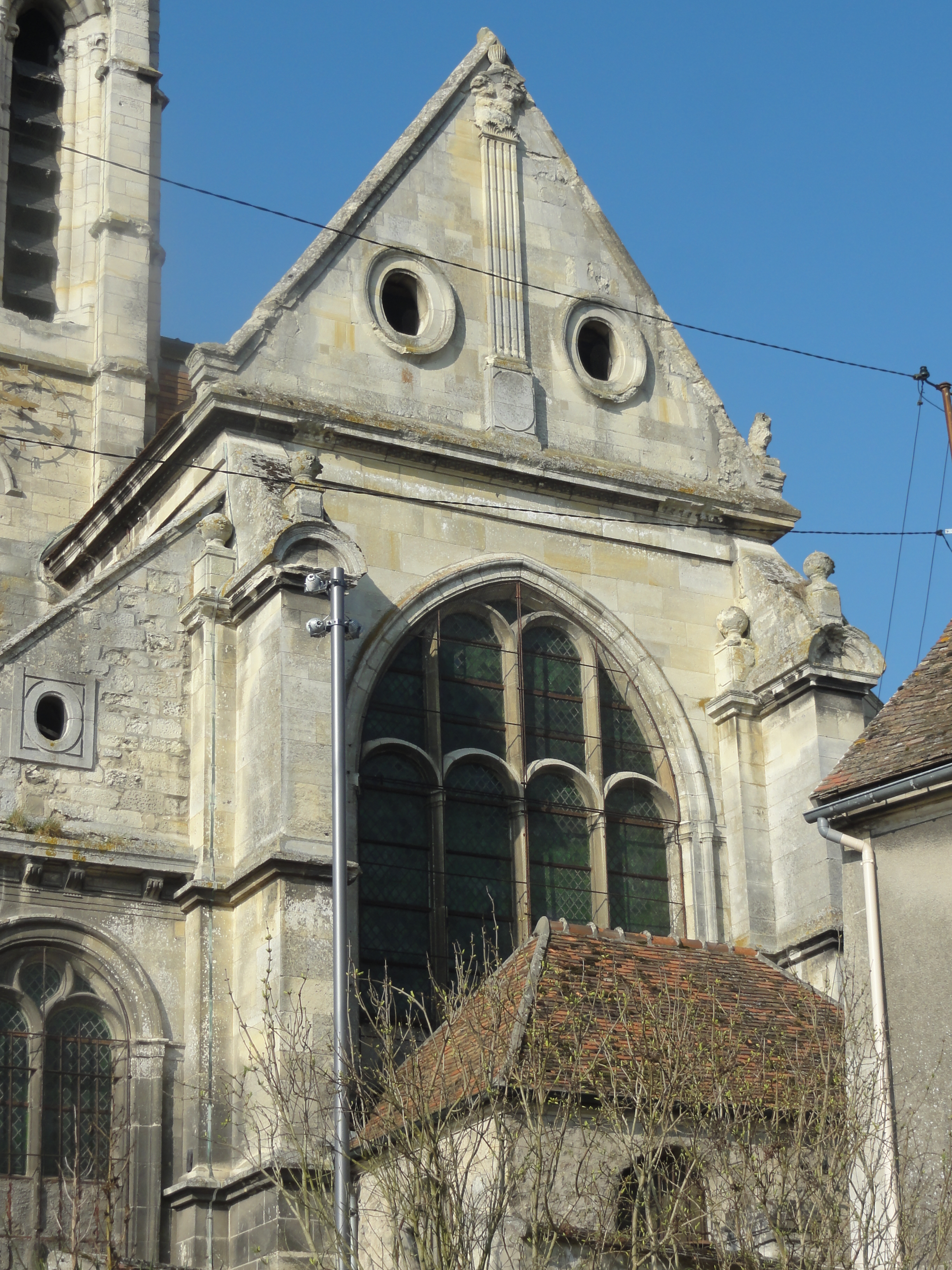
Chevet du vaisseau central.
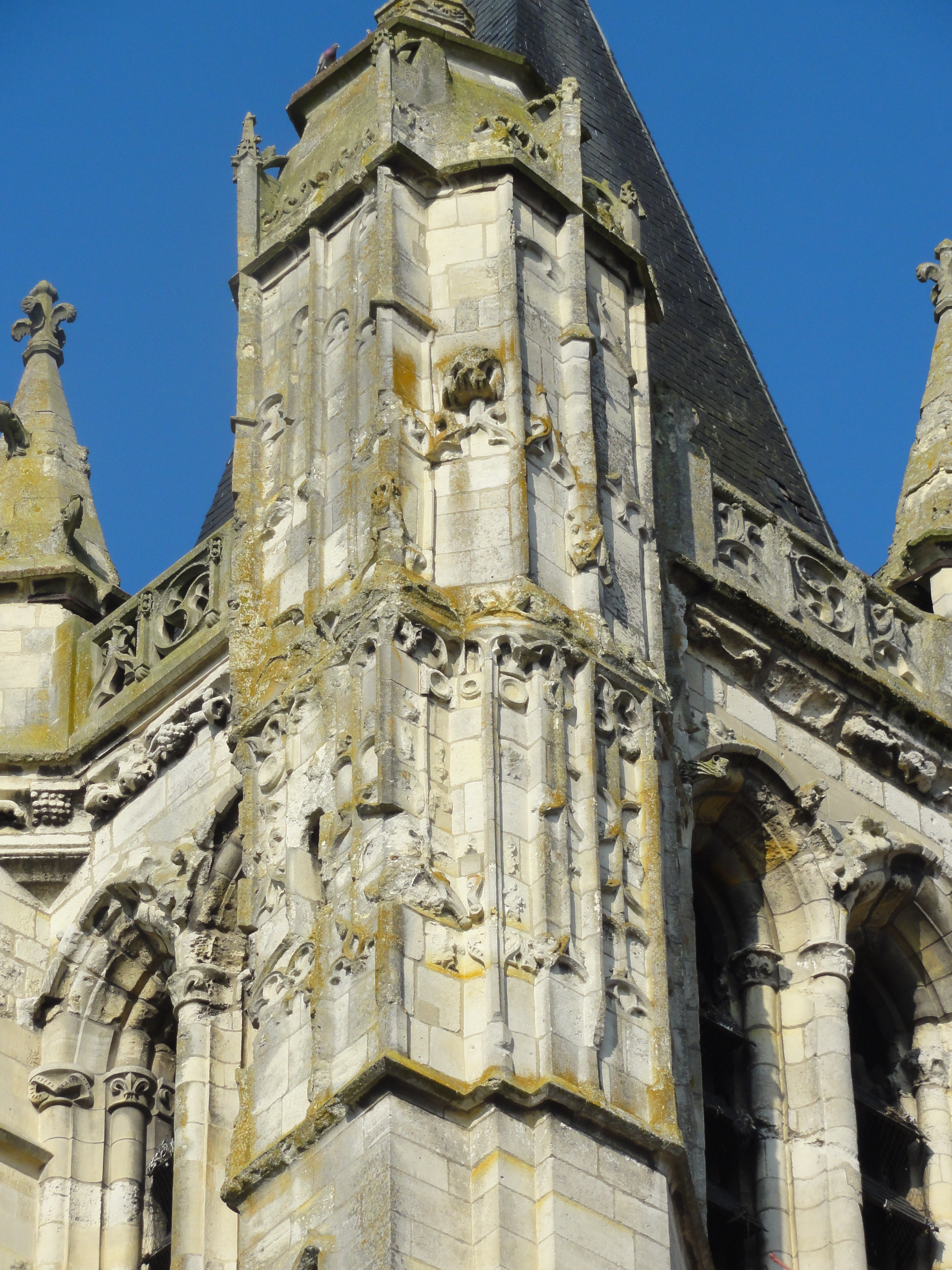
Couronnement de la tourelle d'escalier.
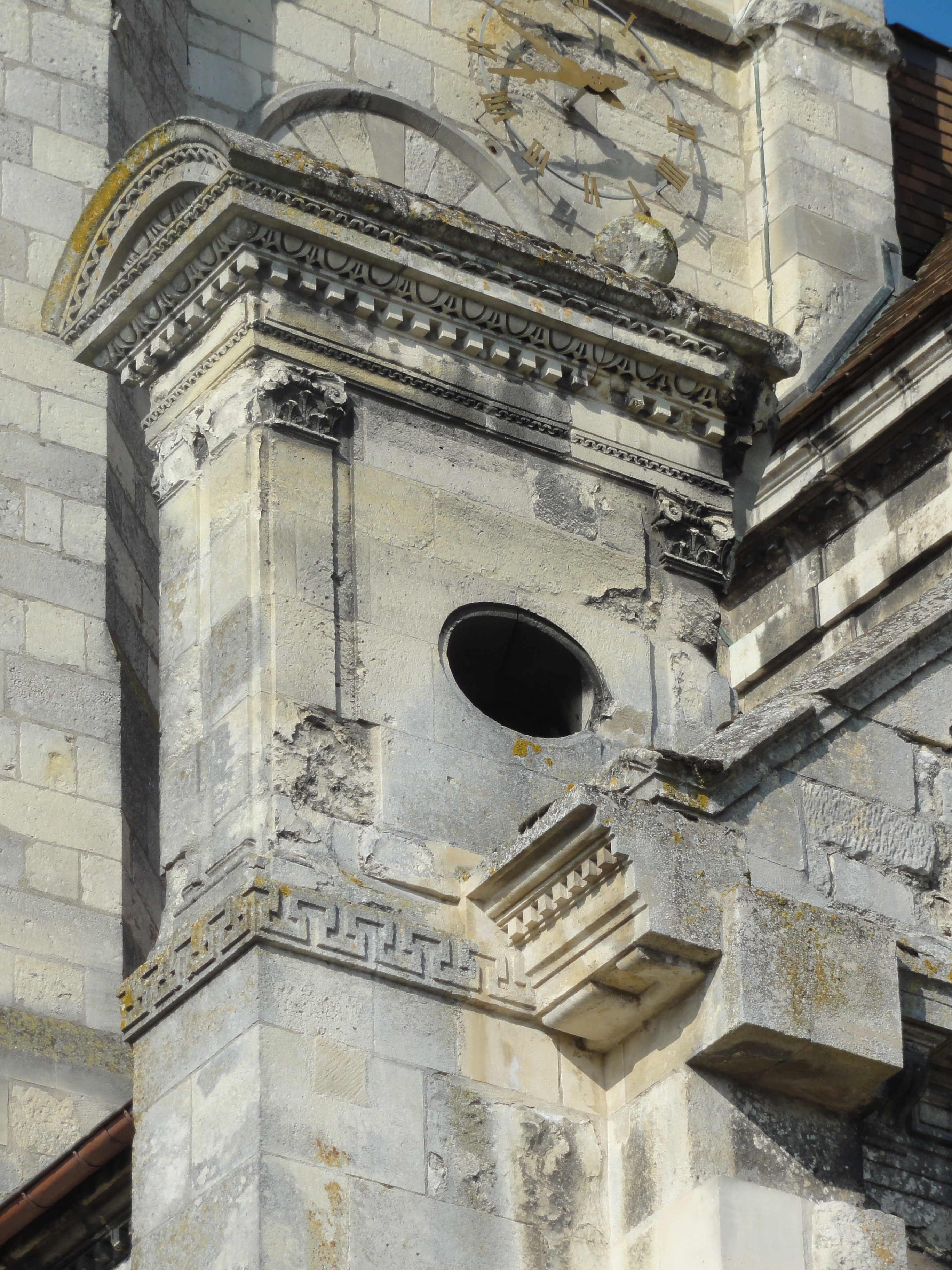
Contrefort d'angle sud-est.
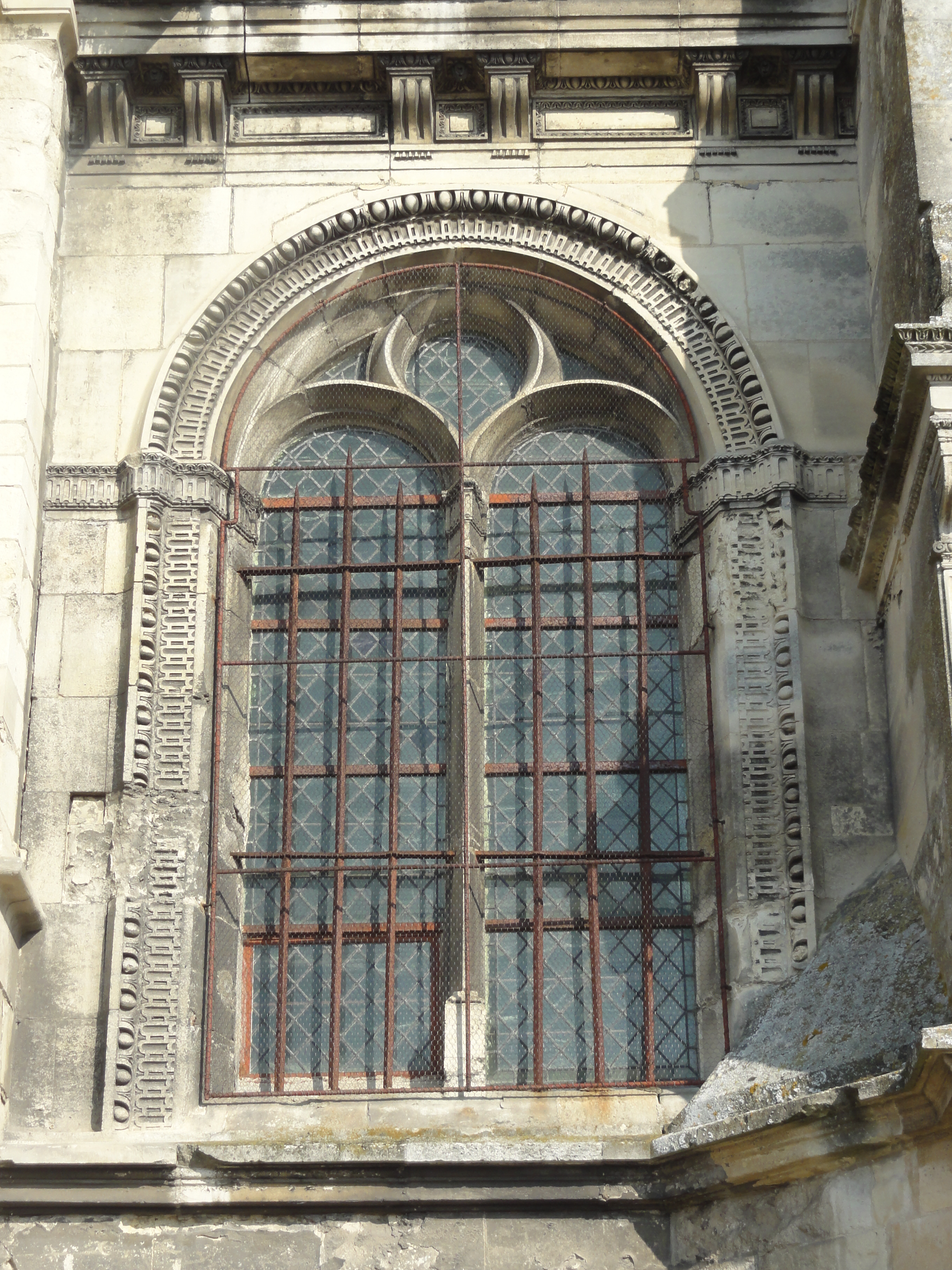
Baie sud du bas-côté sud du chœur.
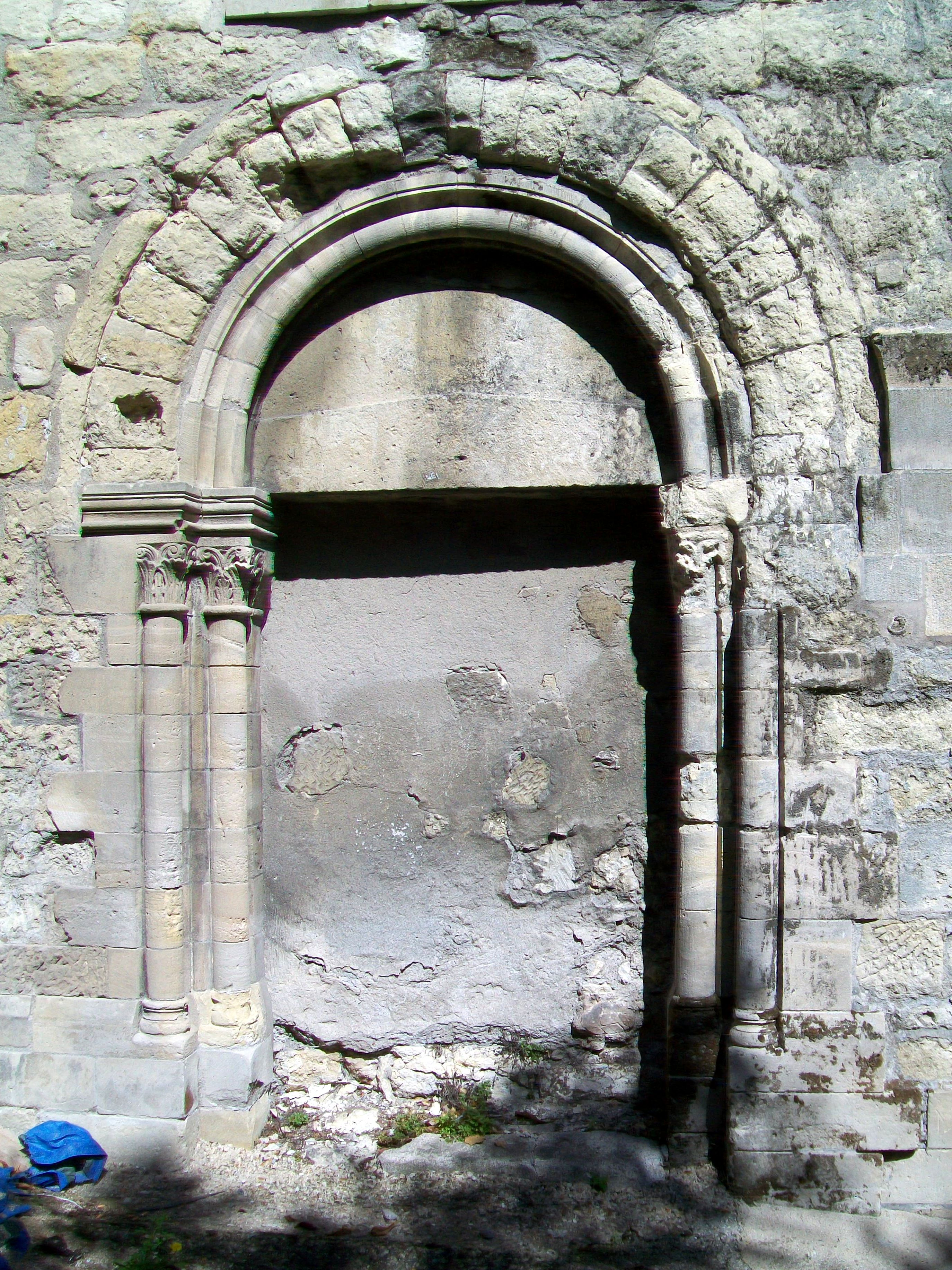
Bas-côté sud, ancien portail roman.
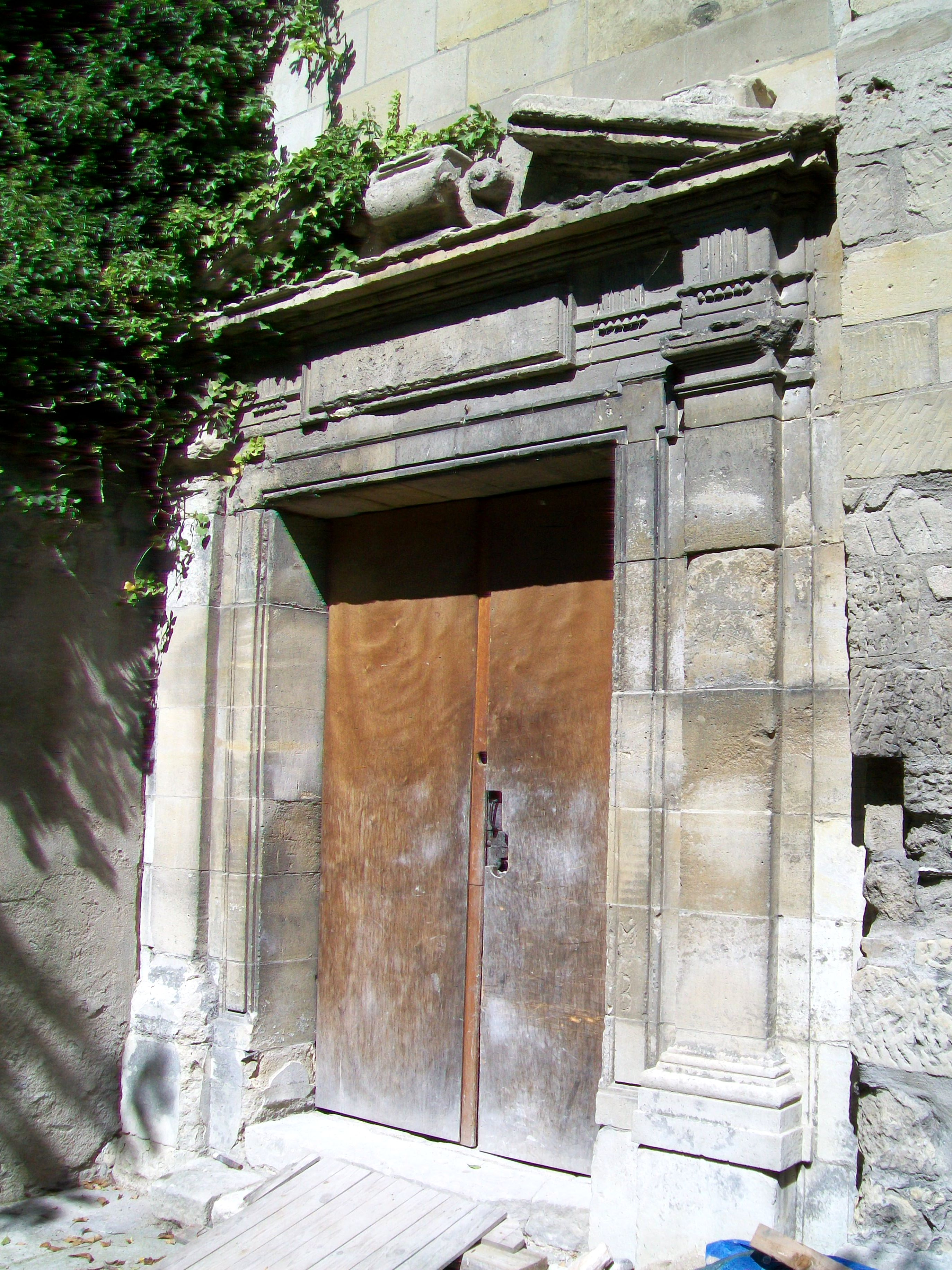
Bas-côté sud, portail début du XVIIe s.

### Intérieur

#### Vaisseau central

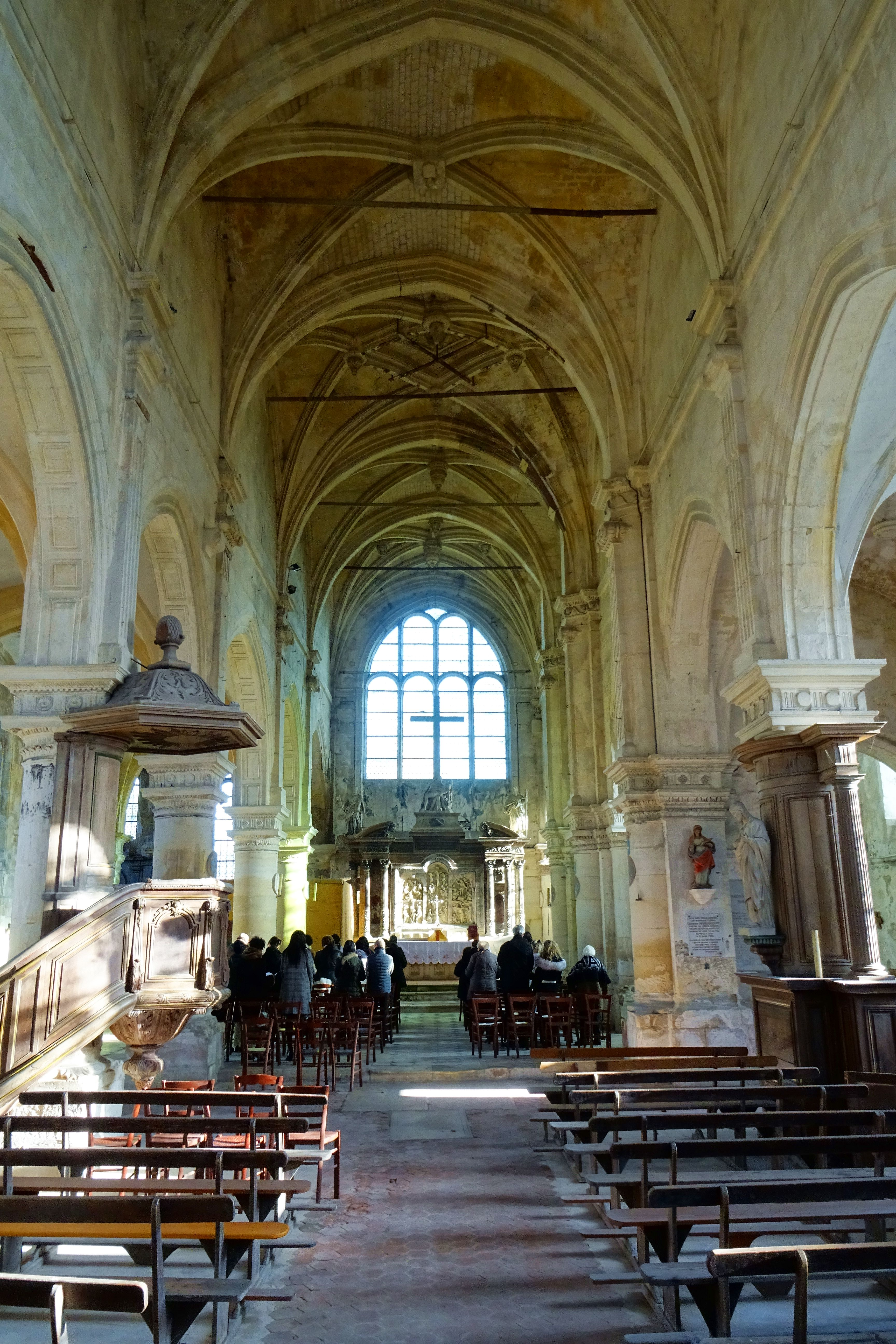
Vue intérieure générale.

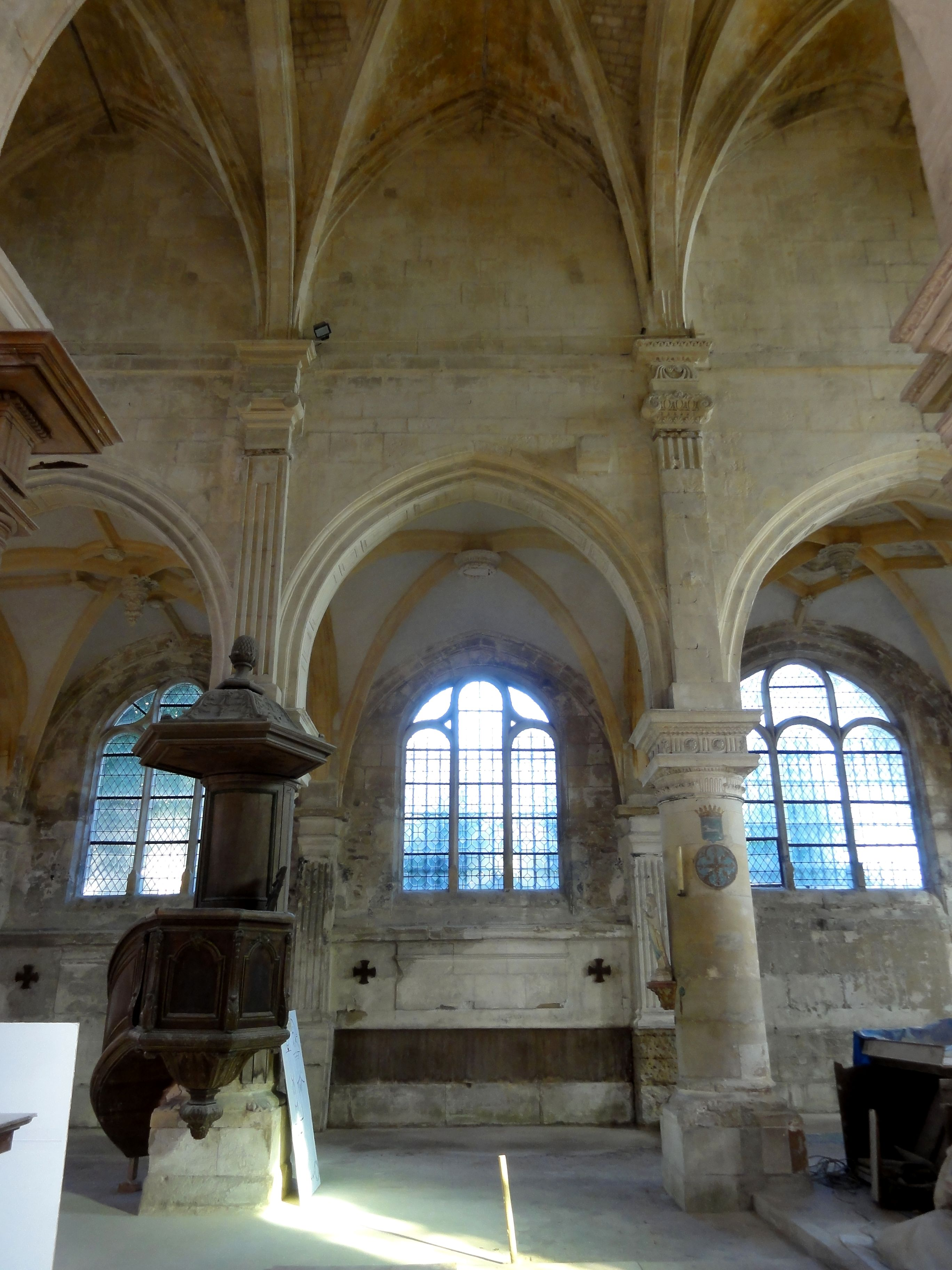
3e travée, élévation nord.

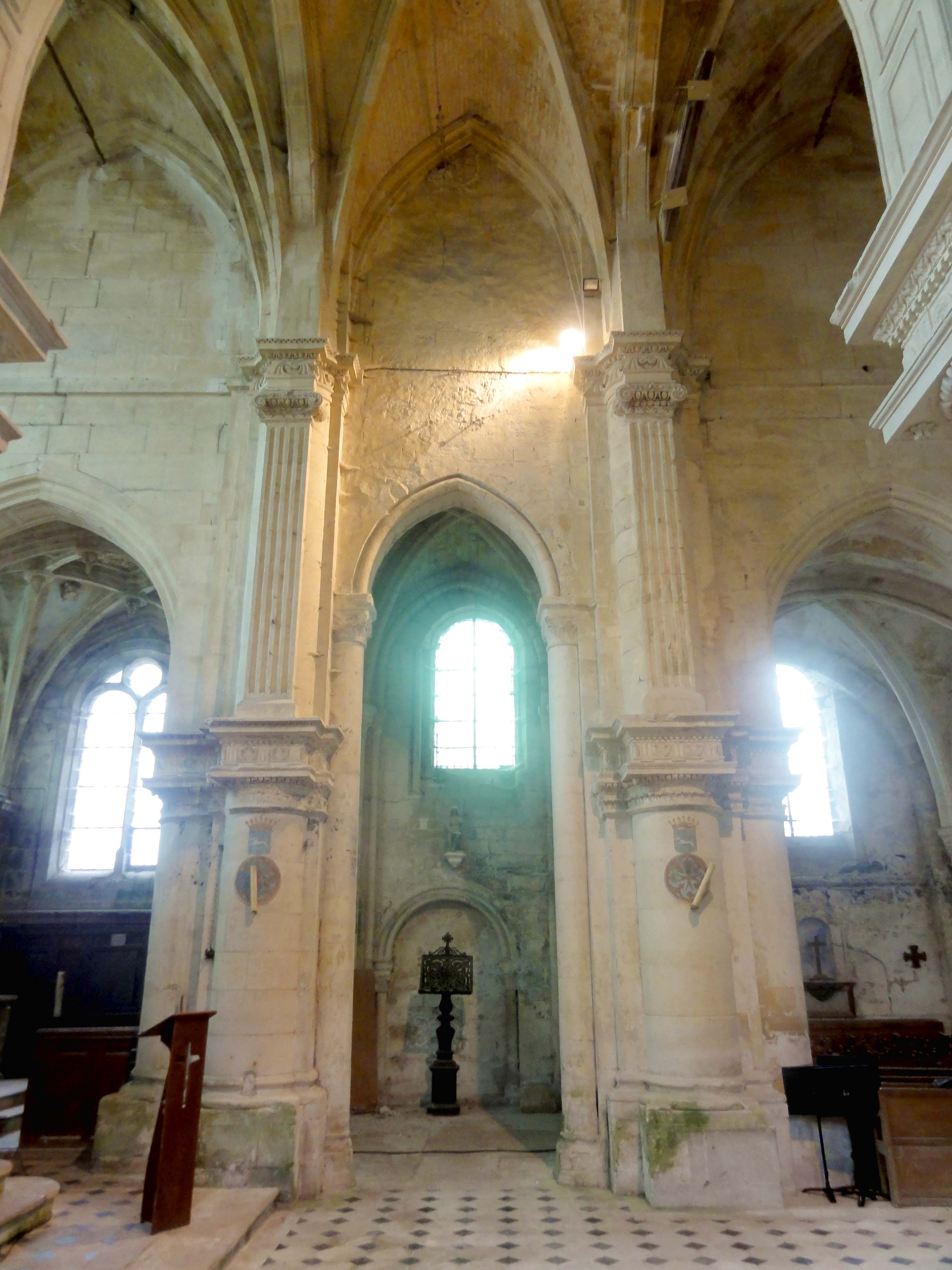
Vue sur la base du clocher.

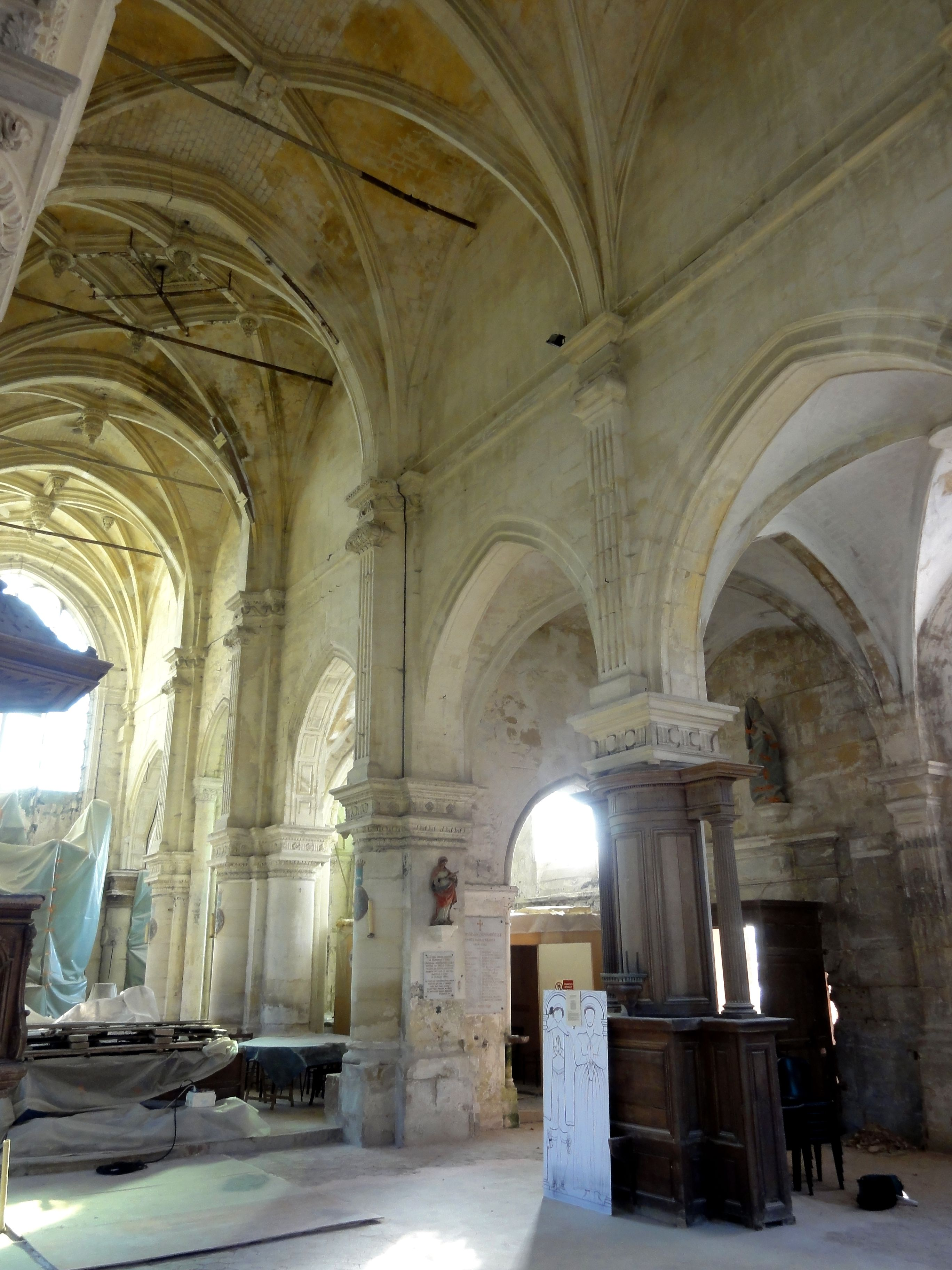
Élévation sud.

Partout, l'arc en tiers-point règne dans le vaisseau central : Ceci vaut tant pour les grandes arcades que pour les doubleaux, ogives et formerets, et même pour la grande baie du chevet. Cependant, les doubleaux et ogives ne sont pas aigües, et l'angle très ouvert des doubleaux n'est pas favorable à la stabilité de l'édifice. Des tirants en fer ont dû être installés vers 1875. Les travées sont barlongues, mais n'ont pas toutes la même profondeur. Généralement elles sont moitié plus larges que profondes. Afin de contrebuter le clocher, la cinquième travée est moins profonde que les autres, comme la troisième travée au Plessis-Gassot, et afin de compenser cette perte en longueur, la profondeur de la quatrième travée se trouve augmentée. Sur les élévations latérales, la hauteur des piliers, chapiteaux compris, équivaut à la moitié de la hauteur sous le sommet des voûtes. L'étage des grandes arcades prévaut donc sur celui des murs hauts, mais celui-ci occupe néanmoins beaucoup de place pour un vaisseau central dépourvu de fenêtres latérales. La nudité des murs n'est atténué que par les supports des hautes-voûtes et par un bandeau horizontal en faible relief, qui court au niveau des chapiteaux du second ordre. Les bases attiques des piliers, à tores et scoties, sont flanquées de griffes végétales aux angles. Les griffes ne sont plus guère employées après le XIIIe siècle. D'après Charles Huet, les bases elles subsistent de la précédente église gothique, alors que Charles Terrasse s'étonne sur leur réapparition à la Renaissance. Toutes ces bases sont mutilées et en mauvais état. De la période romane tardive, ne reste que l'arcade ouvrant dans la base du clocher, dont la hauteur est exactement la même que celle des arcades Renaissance. L'arcade de la travée romane à l'ouest du clocher a été retaillée à la Renaissance, et son tracé est tronqué du fait du renforcement des piliers à cette époque. L'intrados de cette arcade et des arcades Renaissance est décoré de caissons,,,.
Sauf au niveau des deux travées romanes tardives, les grandes arcades retombent sur de gros piliers cylindriques appareillés en tambour et non galbés. Pour des raisons de stabilité, les piliers sont avancés vers la nef au nord du clocher, et prennent ici la forme de piliers cantonnés, avec des fûts de colonne indépendants pour les grandes arcades et les supports des voûtes de la nef. Le diamètre des fûts ne se trouve pourtant pas réduit. Les noyaux des piliers reste roman. Au début de la quatrième grande arcade, qui correspond à la travée romane à l'ouest du clocher, le pilier comporte deux fûts Renaissance, dont un pour l'arcade, et l'autre pour les supports des voûtes de la nef, ainsi que pour la troisième grande arcade. Cette exception devrait être motivé par un souci de symétrie, mais le même principe n'a pas été appliqué sur la dernière grande arcade, où l'on trouve un seul fût. À l'instar du chœur de l'église Saint-Éloi de Roissy-en-France et de l'église Notre-Dame-de-l'Assomption du Plessis-Gassot, chaque pilier est pourvu d'un chapiteau sommé d'une section d'entablement, qui dédouble en quelque sorte le chapiteau, et dont la corniche sert en même temps de tailloir. Les chapiteaux sont librement inspirés de l'ordre dorique, mais bénéficient d'un décor sculpté plus riche qu'à l'Antiquité. Au-dessus de l'astragale, il comporte un collier de feuilles appliquées ; un rang de cannelures ; un rang de perles ; et un rang d'oves séparés de dards ou de fleurons. Assez stylisées, les feuilles sont proches de l'architecture gothique du XIIIe siècle. À l'arrière-plan, des feuilles d'eau simples alternent avec des feuilles aux extrémités recourbées en crochets. Au premier plan, quatre feuilles polylobées se superposent à ces dernières. Quant aux oves et dards, elles semblent dérivés des rais de cœur. Les sections d'entablement sont du même diamètre que les chapiteaux, et leurs angles sont situés en surplomb, ce qui a permis de décorer le dessous par un genre de bourgeon pendant. L'architrave et la corniche adoptent à peu près le même profil, et présentent une plate-bande, une doucine et un filet, ainsi qu'un mince filet avant la doucine sur la corniche. Sur la frise, des biglyphes alternent avec des métopes ornées de roses à quatre pétales ou patères à ombilic. Certaines métopes présentent aussi des Sainte Faces ou des têtes d'ange. Comme particularité, une métope figure à chaque angle, et se partage ainsi entre deux faces. Sous la corniche, court un rang de dentelures et un rang d'oves, qui sont en réalité des demi-fleurs, découpés horizontalement. Malheureusement, le décor sculpté n'est pas achevé jusqu'au second doubleau inclus, ainsi que sur les faces tournées vers les arcades et vers les doubleaux des bas-côtés,,,.
Conformément à la règle de la superposition des ordres, les supports du second ordre sont ioniques. Ils sont reliés aux supports des grandes arcades par des pilastres cannelés, ce qui confère à la nef une esthétique linéaire et graphique, en réunion avec le profil méplat des grandes arcades et des nervures des hautes-voûtes. Il est à noter que la cannelure n'a pas été exécutée partout. En revanche, le décor sculpté des chapiteaux des hautes-voûtes est abondant, et comporte des feuilles appliquées festonnées décrivant des hémicycles ; un rang de perles ; trois oves découpées entre les coussinets traités en balustres et enveloppées de feuilles ; et une guirlande. La section d'entablement qui surmonte chaque chapiteau affiche sur la frise un motif tout particulier. Ce sont des plastrons arborant deux postes affrontés encadrant une petite feuille. Ensuite, les oves découpées des chapiteaux se répètent sur l'échine de la corniche, alors qu'un rang d'oves plus petites et plus simples court sur le bandeau supérieur. Les corniches tiennent lieu de tailloirs, mais ne se situent pas à la retombée réelle des nervures des voûtes. Celles-ci comportent donc une courte section verticale, ou autrement dit, elles affectent un tracé surhaussé. La raison évidente est que l'architecte voulut donner aux pilastres la même hauteur qu'aux piliers des grandes arcades. Charles Terrasse s'interroge s'il n'eut pas mieux fait en donnant plus de hauteur aux pilastres, quitte à ne pas respecter les proportions de l'architecture classique. C'est le parti pris par Nicolas de Saint-Michel à d'Attainville et Mareil-en-France, et par le maître d'œuvre de l'église Notre-Dame-des-Champs de Maffliers. Le profil des nervures est courant à la Renaissance. L'intrados est méplat, et aux doubleaux et aux ogives, il est suivi d'onglets. Latéralement, on voit trois bandeaux en retrait les uns des autres, le premier et le second séparés d'un quart-de-rond. Les clés de voûte sont cernées d'un rang d'oves analogues à ceux des chapiteaux, et légèrement pendantes. La voûte de la quatrième travée possède un dessin particulier, avec un losange relié aux quatre extrémités par huit liernes. La voûte suivante est établie sur une croisée d'ogives ordinaire, mais est agrémentée de quatre clés secondaires. La dernière voûte présente le dessin à liernes et tiercerons conventionnel. Les dessins de ces trois dernières voûtes sont d'inspiration gothique flamboyante, comme par ailleurs sur l'ensemble des voûtes de l'église du Mesnil-Aubry, à peu près contemporaine,,,.
Le motif des plastrons fournit l'occasion d'insister sur la question de l'architecte. Dominique Foussard n'a pas trouvé le motif ailleurs que dans les églises d'Attainville et du Plessis-Gassot, et le considère comme propre à Nicolas de Saint-Michel. Les sections d'entablement avec frises à biglyphes, et non à triglyphes, sont qualifiées par le même auteur comme signature artistique de l'architecte, même si le procédé et les biglyphes existent dans des églises qui ne sont pas encore attribuées à un maître d'œuvre (contreforts de l'abside de l'église de Roissy, chœur de Chennevières-lès-Louvres). Dans la carrière de Nicolas de Saint-Michel, l'église de Goussainville serait la première œuvre suivant la première travée et la façade de l'église de Luzarches. À Luzarches, le décor sculpté à l'intérieur est plus pauvre ; à Goussainville, il est plus riche que dans les autres églises du même architecte. Sauf au Plessis-Gassot, à partir de la fin des années 1560, Nicolas de Saint-Michel n'a pas employé de piliers cantonnés en réunion avec des pilastres, mais il est vrai qu'à l'exception de l'église de la Nativité-de-la-Vierge du Mesnil-Aubry dont il a repris le chantier après l'achèvement de l'église de Goussainville, les autres réalisations du maître-maçon sont postérieures. La comparaison montre encore que les chapiteaux des grandes arcades n'ont pas d'équivalent dans son œuvre, et qu'il préfère apparemment un style plus sobre, mais on voit aussi le même attachement à l'arc brisé, et des élévations latérales presque identiques qu'au Plessis-Gassot. Il y a donc des détails architecturaux qui semblent propres à Nicolas de Saint-Michel, mais aussi des arguments qui permettent de douter de son rôle de maître d'œuvre, tandis que d'autres caractéristiques ne sont pas assez spécifiques pour justifier d'abonder dans un sens ou l'autre. Charles Terrasse, qui a été le premier à étudier l'œuvre du maître-maçon, reste donc prudent, et ne cite jamais son nom dans le contexte de l'église de Goussainville. Mais il est vrai que la particularité du plastron aux deux postes affrontés lui a échappé,,.

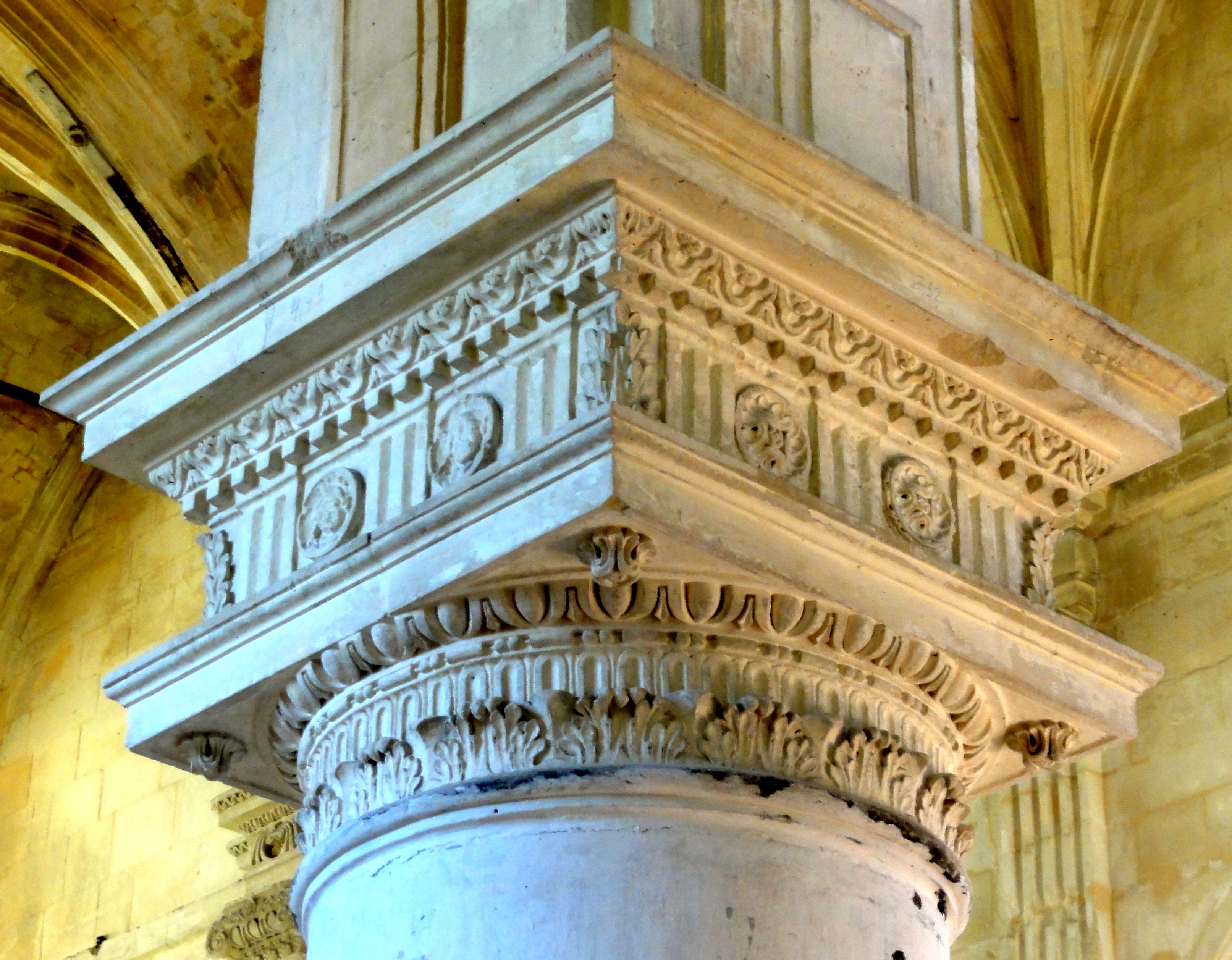
Chapiteau du 1er pilier intermédiaire du nord.
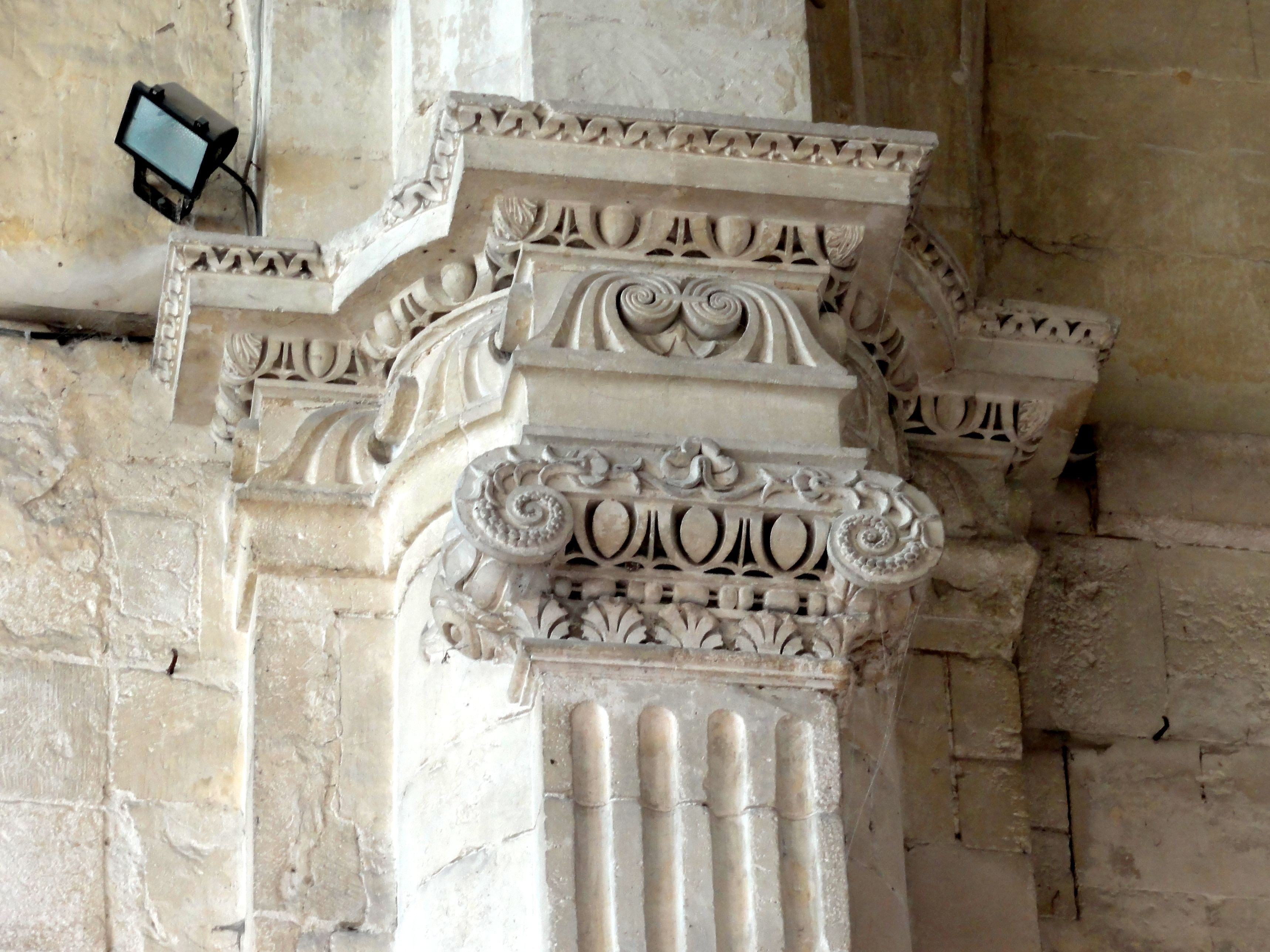
Pilastre et chapiteau du second ordre, côté sud.
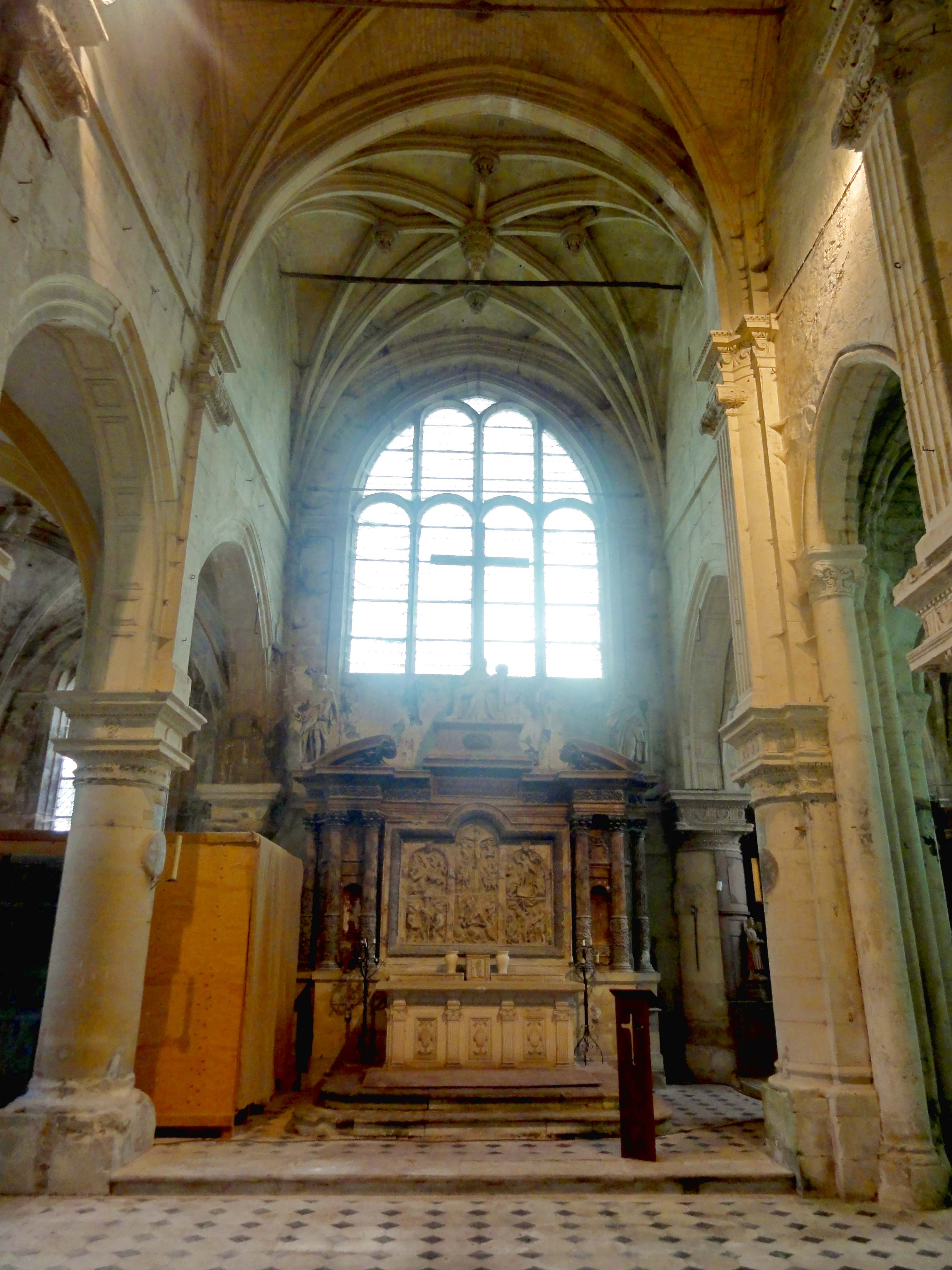
Chœur, vue vers l'est.
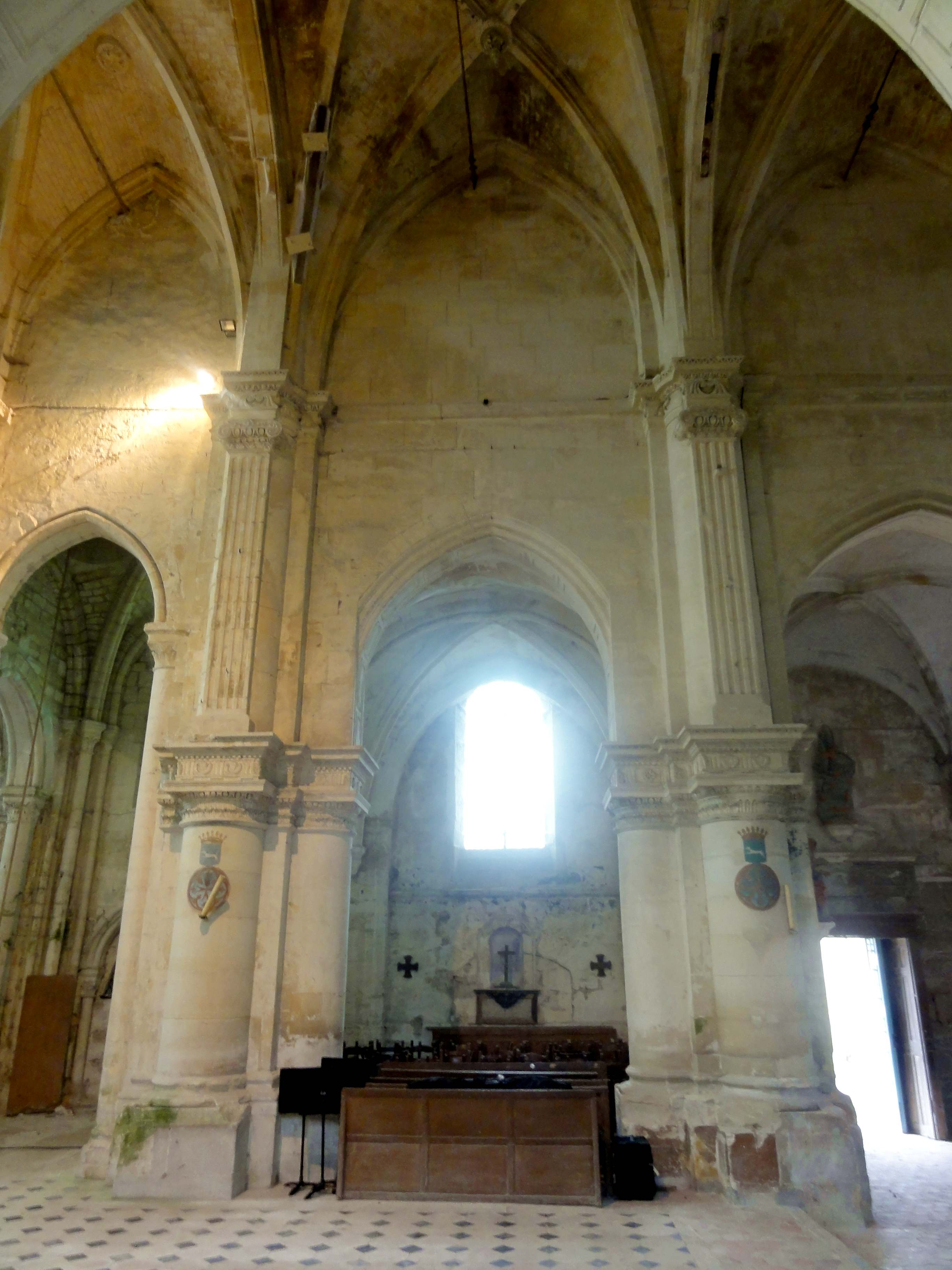
4e travée, côté sud.
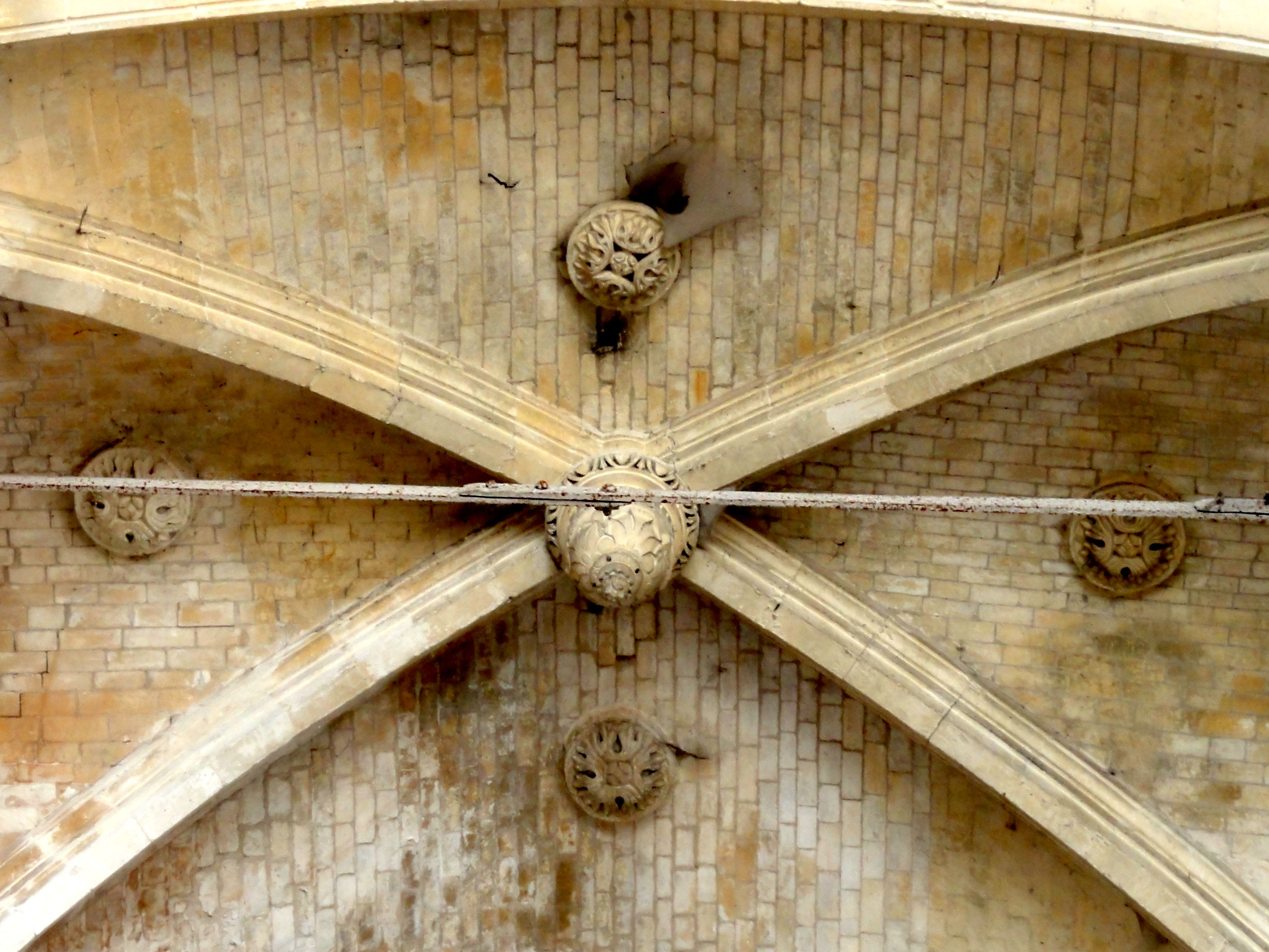
Clés de la 5e travée.
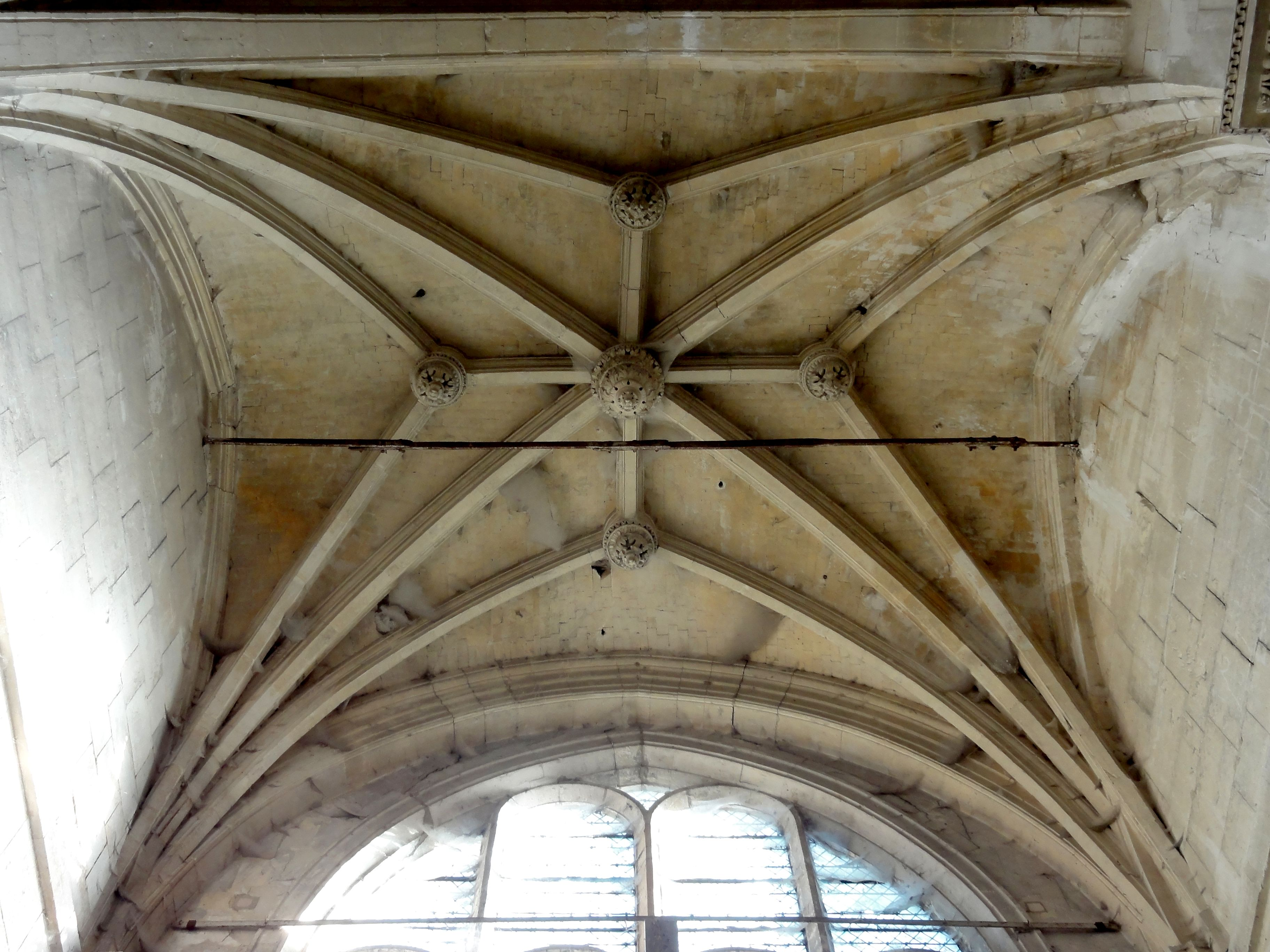
Voûte de la dernière travée.

#### Base du clocher et travée précédente

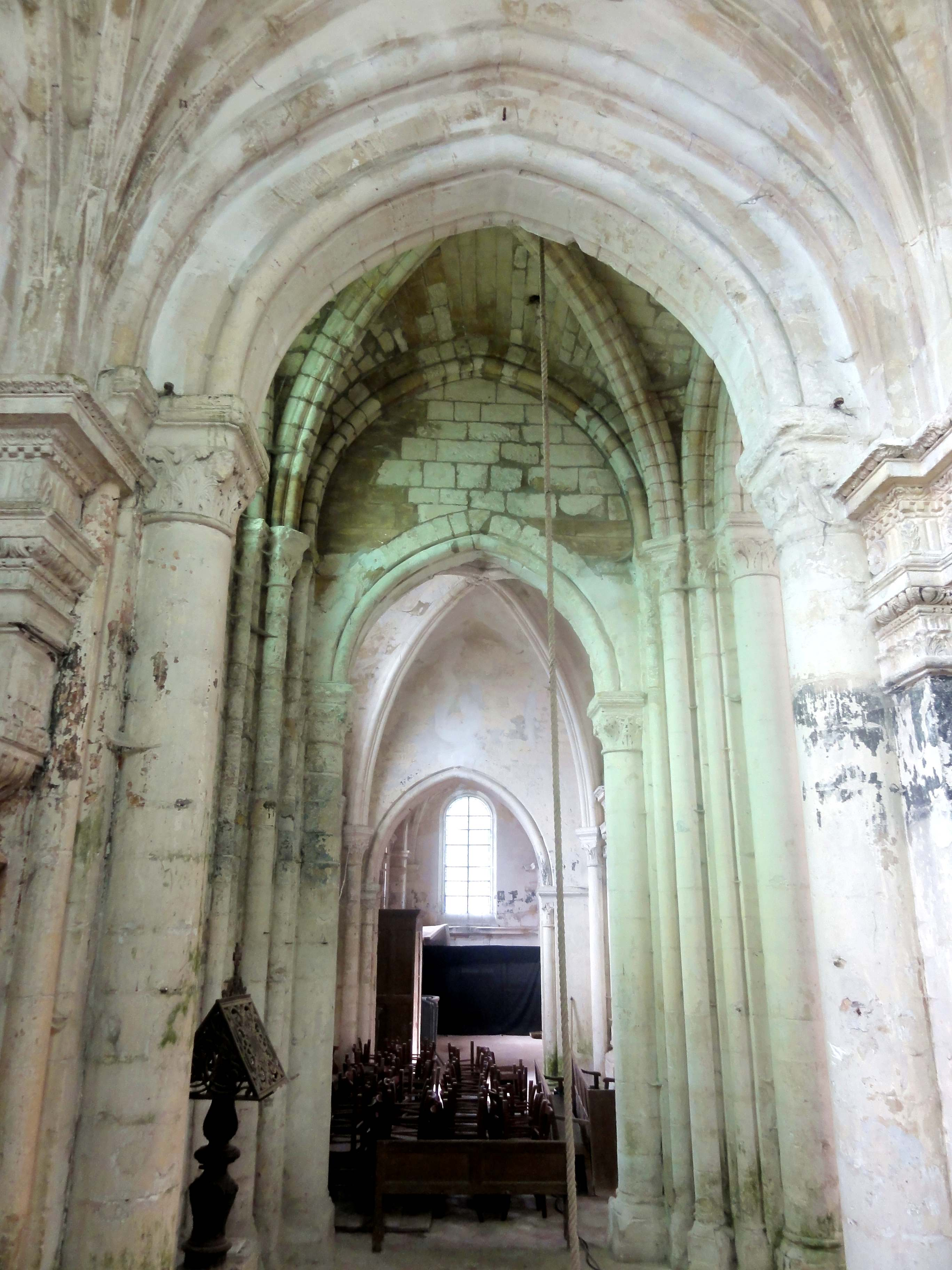
Vue dans la base du clocher en direction de l'ouest.

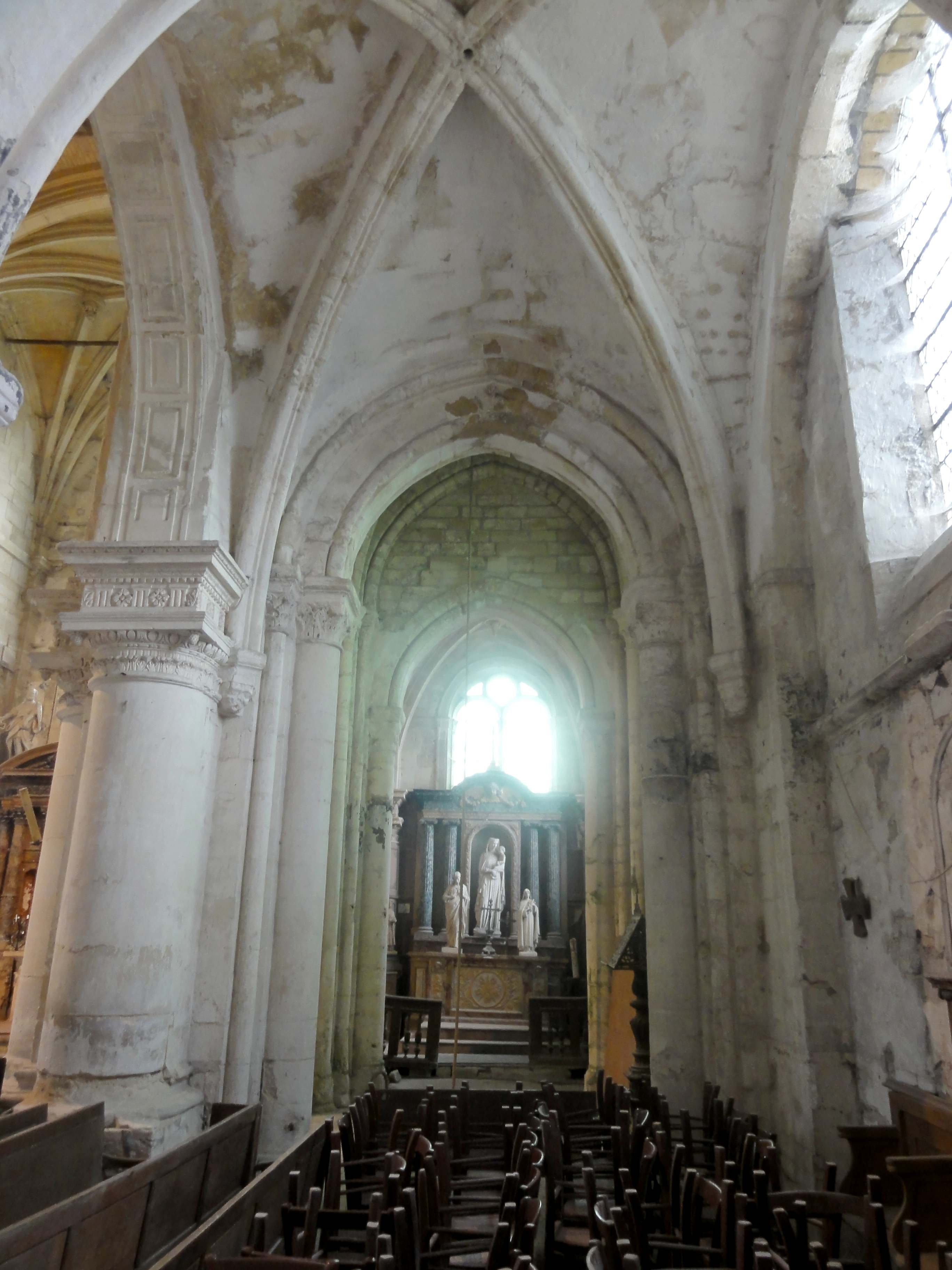
Travée précédant le clocher, vue vers l'est.

La position latérale du clocher sur une travée d'un bas-côté près du chœur n'est pas la règle dans la région, où les clochers centraux dominent. Un certain nombre d'églises édifiées autour du milieu du XIIe siècle partagent quand même cette particularité : Fontenay-en-Parisis, Luzarches, Nesles-la-Vallée et anciennement Beaumont-sur-Oise. Les bases des clochers ont souvent bénéficié très tôt d'un voûtement d'ogives, ainsi que des travées voisines, et c'est donc dans ces églises que l'on trouve les voûtes d'ogives les plus anciennes du département. Elles datent des années 1130-1150. On peut ajouter à l'énumération la base du clocher de l'église Saint-Christophe de Cergy, qui correspond à la croisée du transept, et le bas-côté nord de Saint-Clair-sur-Epte. Le chœur de l'ancienne église Saint-Rieul de Louvres était primitivement voûté d'ogives, mais a été recouvert de voûtes d'arêtes à la période classique. Davantage de voûtes d'ogives romanes existent dans le département de l'Oise.
La voûte de la base du clocher de Goussainville a des lignes de faîte horizontales : elle n'est pas bombée. Elle retombe sur des faisceaux de trois colonnettes dans chaque angle, dont une est réservée à l'ogive, et les deux autres aux formerets. Les colonnettes des ogives sont légèrement plus fortes que les autres, et celles qui supportent l'arcade vers le vaisseau central et les doubleaux sont nettement plus épaisses. Ces colonnes entrent dans la composition des faisceaux, mais les colonnes des doubleaux sont moins élevées que les autres. Les chapiteaux sont sculptés de feuilles d'acanthe, avec parfois des têtes d'angle, et les tailloirs sont carrés. Comme fréquemment, les tailloirs recevant les ogives sont placés de biais, afin de s'orienter face aux ogives. Celles-ci sont au profil rare de trois tores accolés, dont celui du milieu est proéminent. Les arcades et doubleaux sont au profil d'un méplat entre deux tores, ce qui est tout à fait caractéristique de la première période gothique. Ils sont à simple rouleau, sauf le côté extérieur des doubleaux, vers la sixième et la quatrième travée du bas-côté. Des fines colonnettes s'y joignent donc aux gros fûts. Le caractère roman de la base du clocher tient à peu de choses : tous les arcs sont en tiers-point, sauf les archivoltes du portail bouché et de la fenêtre. L'enfeu dans le mur méridional est flanqué de deux colonnettes et s'ouvrait sous une archivolte torique ; la fenêtre n'est plus flanquée que d'une seule colonnette. Les motifs des chapiteaux et les profils (ainsi que les arcs en tiers-point) existent à la période romane tardive, mais se maintiennent jusqu'au début du XIIIe siècle. Pour les feuilles d'acanthe, on peut notamment citer Béthisy-Saint-Pierre, Foulangues, Saint-Germer-de-Fly, Louvres, Noël-Saint-Martin (commune de Villeneuve-sur-Verberie), et la cathédrale Notre-Dame de Noyon. On ne trouve aucun motif archaïque à connotation clairement romane. Des fenêtres en plein cintre sont encore occasionnellement utilisées à la période gothique primitive, comme sur l'abside de l'église Saint-Denis de Jouy-le-Comte,.
Globalement, la base du clocher de Goussainville montre la même conception que son homologue de Nesles-la-Vallée : ailleurs, les formerets font défaut, les tailloirs ne sont pas disposés de la même façon, ou les ogives affectent un profil plus simple. Mais même à Nesles-la-Vallée, certains chapiteaux présentent encore des motifs proprement romans. C'est aussi le cas des églises romanes tardives de l'Oise voûtées d'ogives, telles que Bury, Cambronne-lès-Clermont, Foulangues ou Mogneville. À Goussainville, on se situe donc à l'extrême fin de la période romane. Tous les composants de l'architecture gothique sont déjà réunis : le voûtement d'ogives, l'arc en tiers-point, une mouluration soignée, la structuration hiérarchisée des supports, une place importante accordée aux fenêtres. Il est donc difficile de maintenir que la base du clocher appartient, dans sa forme actuelle, à l'église mentionnée en 1125. Du reste, le rédacteur du dossier d'inventaire, Canet, ne le fait pas : il reste un peu évasif et indique les XIIe et XIIIe siècles. Ce n'est que Charles Huet qui veut y voir un vestige de la première église, mais il vieillit également la tour Saint-Rieul, le chœur de l'église Saint-Justin de Louvres et la nef et le clocher de l'église de Roissy-en-France, et qualifie le chœur de l'église Saint-Étienne de Fosses de roman, bien qu'il ne soit pas antérieur au troisième quart du XIIe siècle. Les autres auteurs ne se sont intéressés qu'aux parties Renaissance de l'église, et une analyse approfondie des parties médiévales reste à fournir,,.
Il reste à revenir sur la quatrième travée du bas-côté sud, qui se situe à l'ouest du clocher, et qui est considérée comme contemporaine de celui-ci par Charles Huet, mais que le service du pré-inventaire du Val-d'Oise date de la fin du XIIe siècle. C'est ici que se situait le portail roman, dont on ne voit plus que les contours. Du côté du mur extérieur, un genre d'arc formeret rudimentaire retombe sur de larges pilastres nus, décorés seulement d'un bandeau plat au niveau des impostes. Un larmier court à mi-hauteur du mur. Il est sans lien avec la large fenêtre sans style qui a été percée au-dessus du portail, et dont le sommet se situe derrière le formeret. D'habitude, les larmiers sont intégrés dans les glacis en bas des fenêtres : il doit donc s'agir d'apports d'époques différentes. La première période gothique étant une phase d'expérimentation, il n'est pas étonnant que la voûte soit différente de celle de la base du clocher : Elle est dépourvue de formerets, et retombe donc sur des colonnettes uniques dans les angles sud-ouest et nord-ouest, et sans raison apparente, sur des culs-de-lampe sous la forme de têtes grimaçantes dans les angles sud-est et nord-est. Le profil des ogives est d'une fine arête entre deux tores, ce qui est l'un des profils les plus courants à l'époque gothique primitive. Sur le plan esthétique, il paraît curieux que les supports de la voûte soient situés à un niveau plus bas que ceux du doubleau vers la base du clocher. Ceci vient des arcs d'inscription très aigus, et d'une voûte également basse. L'arcade ouvrant dans la partie Renaissance du bas-côté sud, côté ouest, est encore plus basse, et elle est désaxée vers le sud (vers le mur extérieur), de sorte que sa colonnette septentrionale soit éloignée de la colonnette de l'ogive. Le tailloir se poursuit néanmoins jusqu'à l'angle du mur. Cette disposition donne à penser que la nef et les bas-côtés qui existaient à la seconde moitié du XIIe siècle avaient déjà la même largeur que l'église actuelle, mais étaient moins élevés.

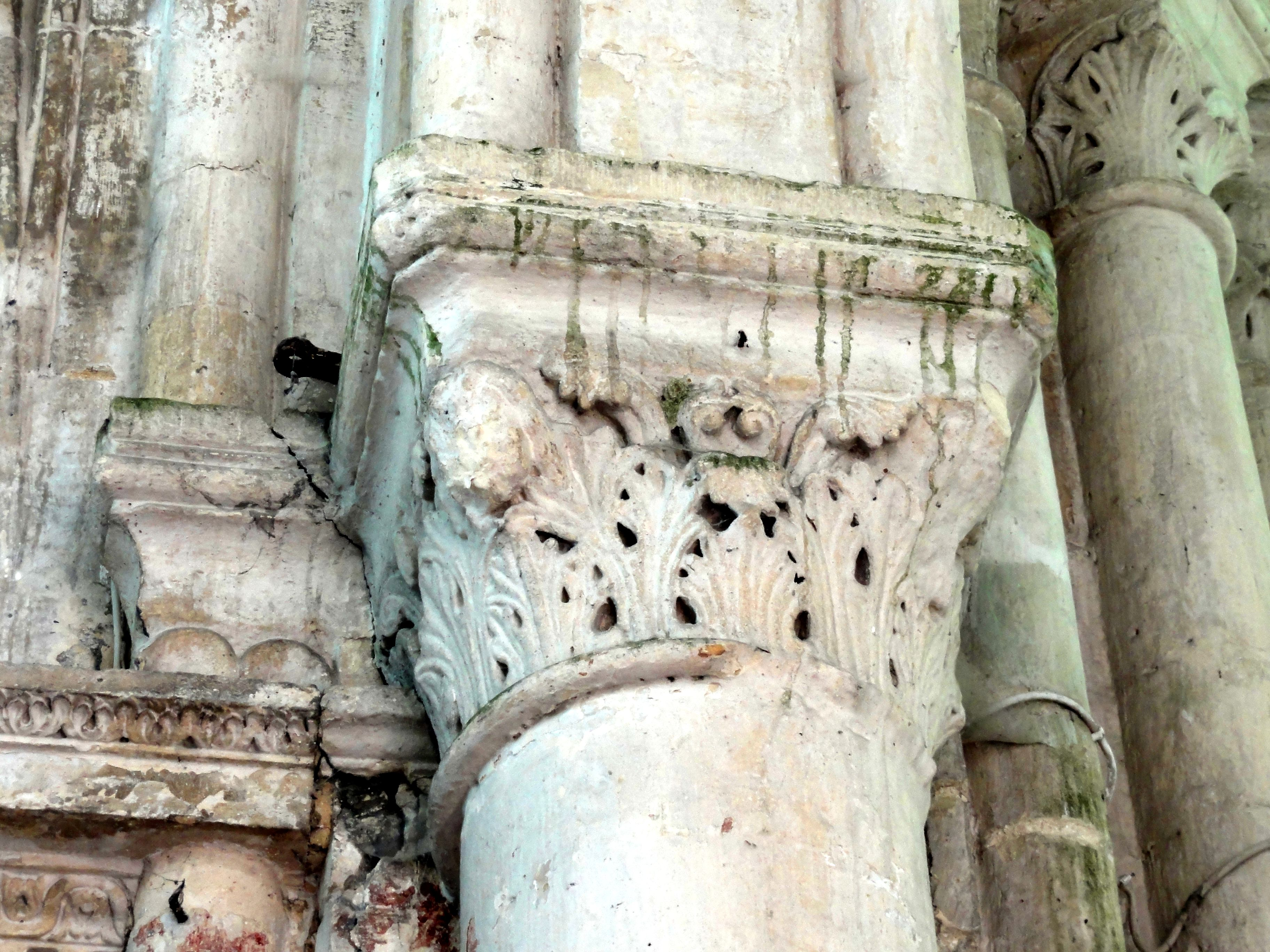
Chapiteaux du doubleau vers la 6e travée, côté sud.
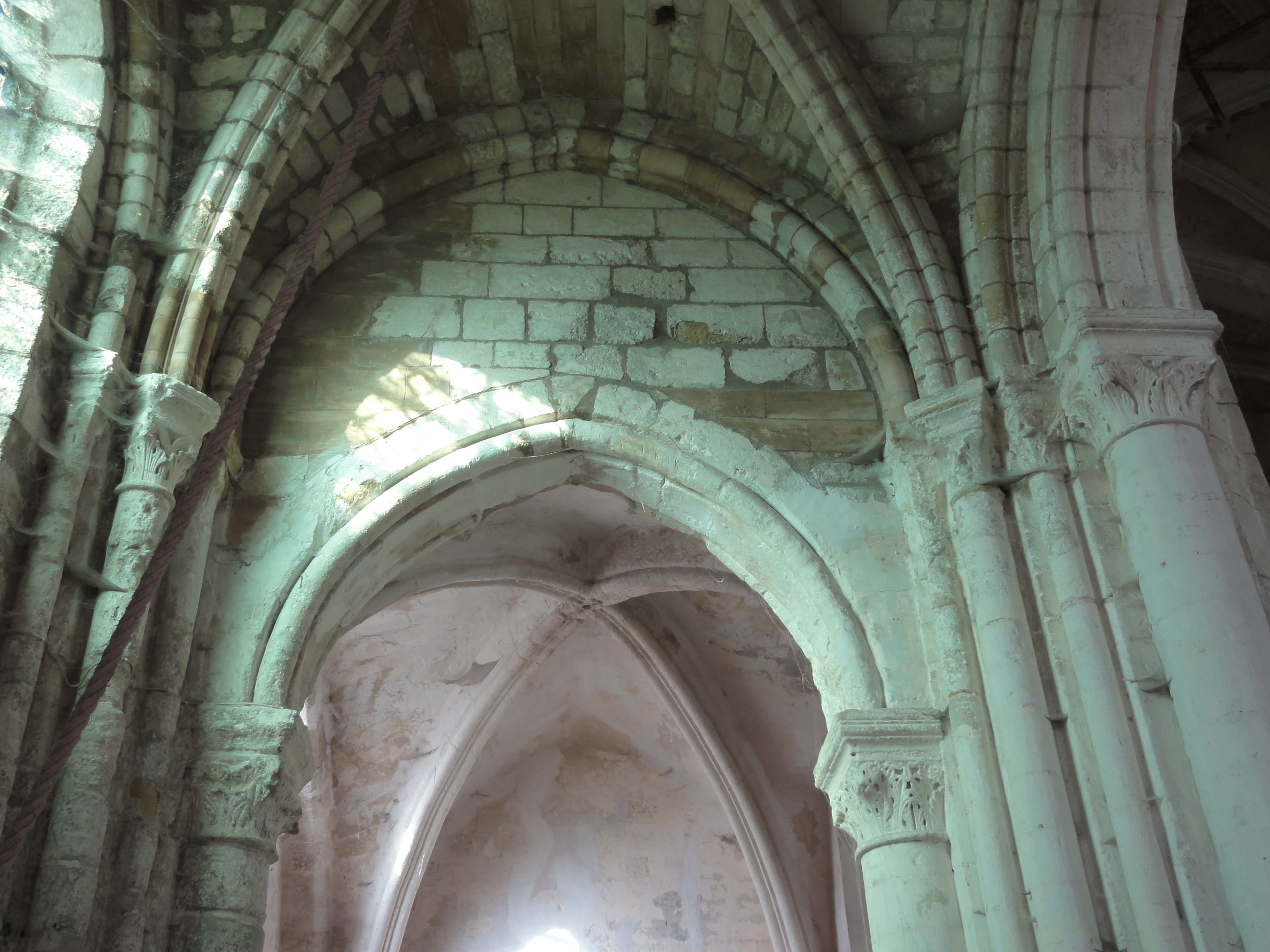
Base du clocher, parties hautes côté ouest.
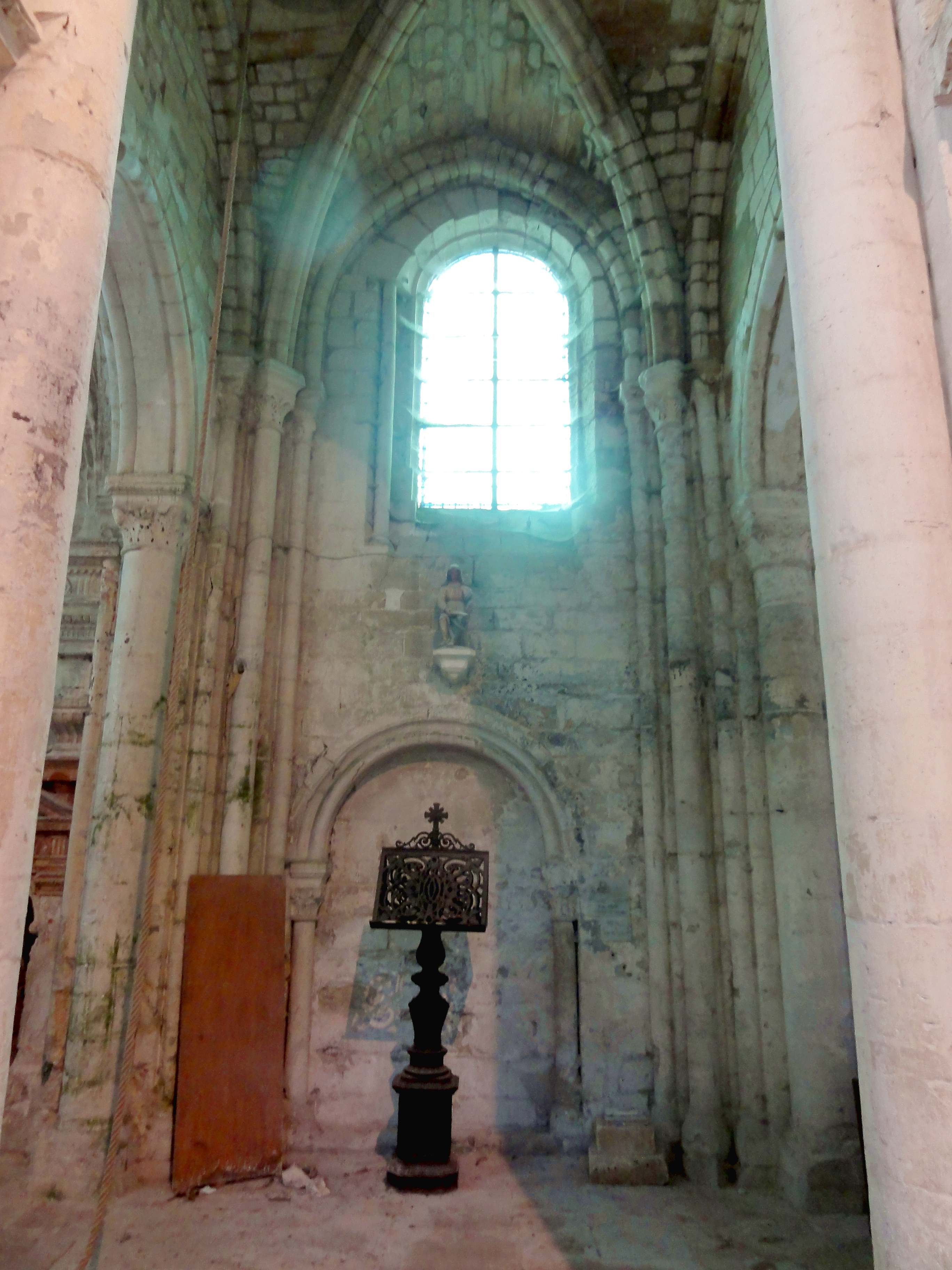
Base du clocher, vue vers le sud.
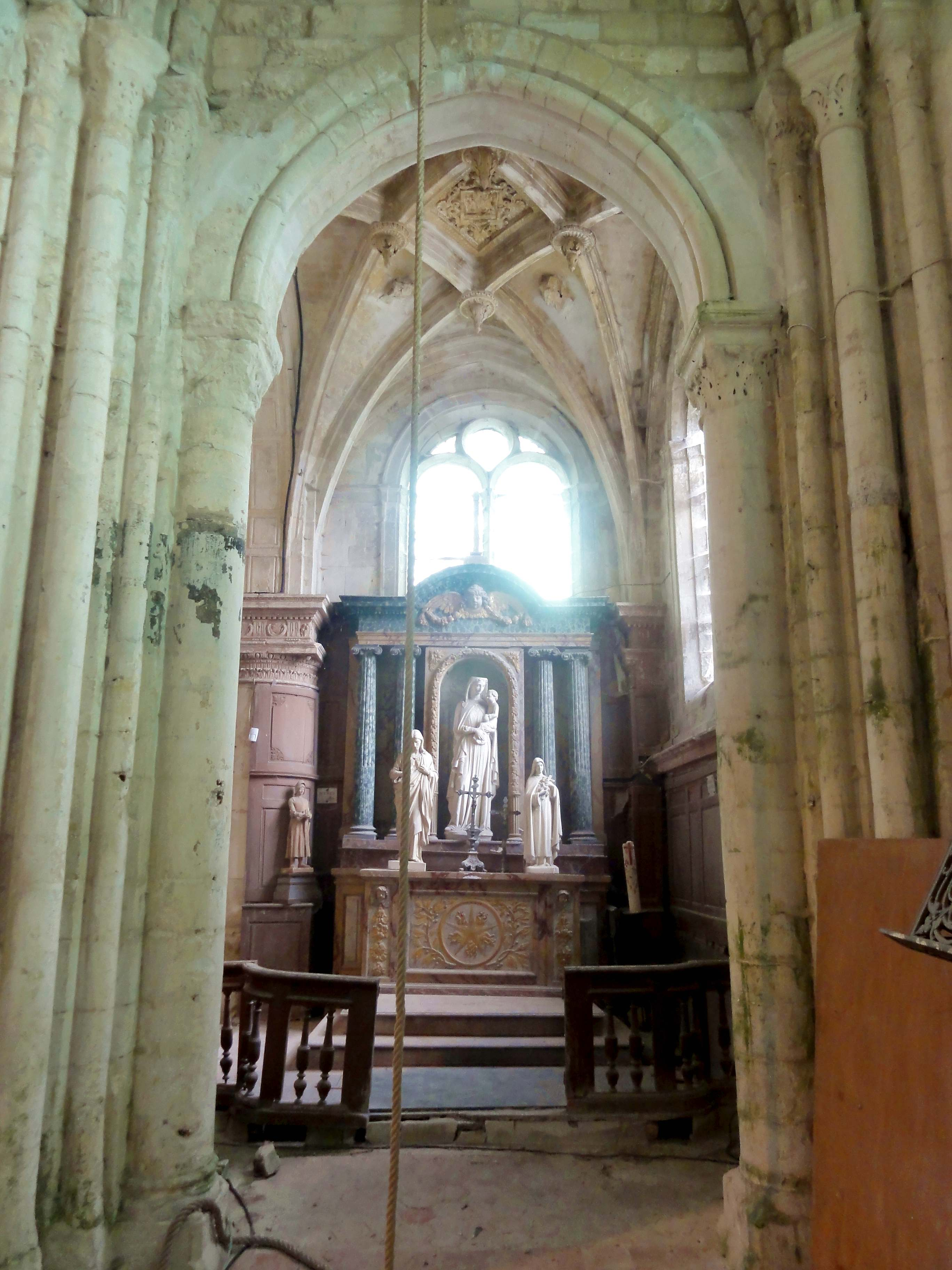
Base du clocher, vue vers l'est.
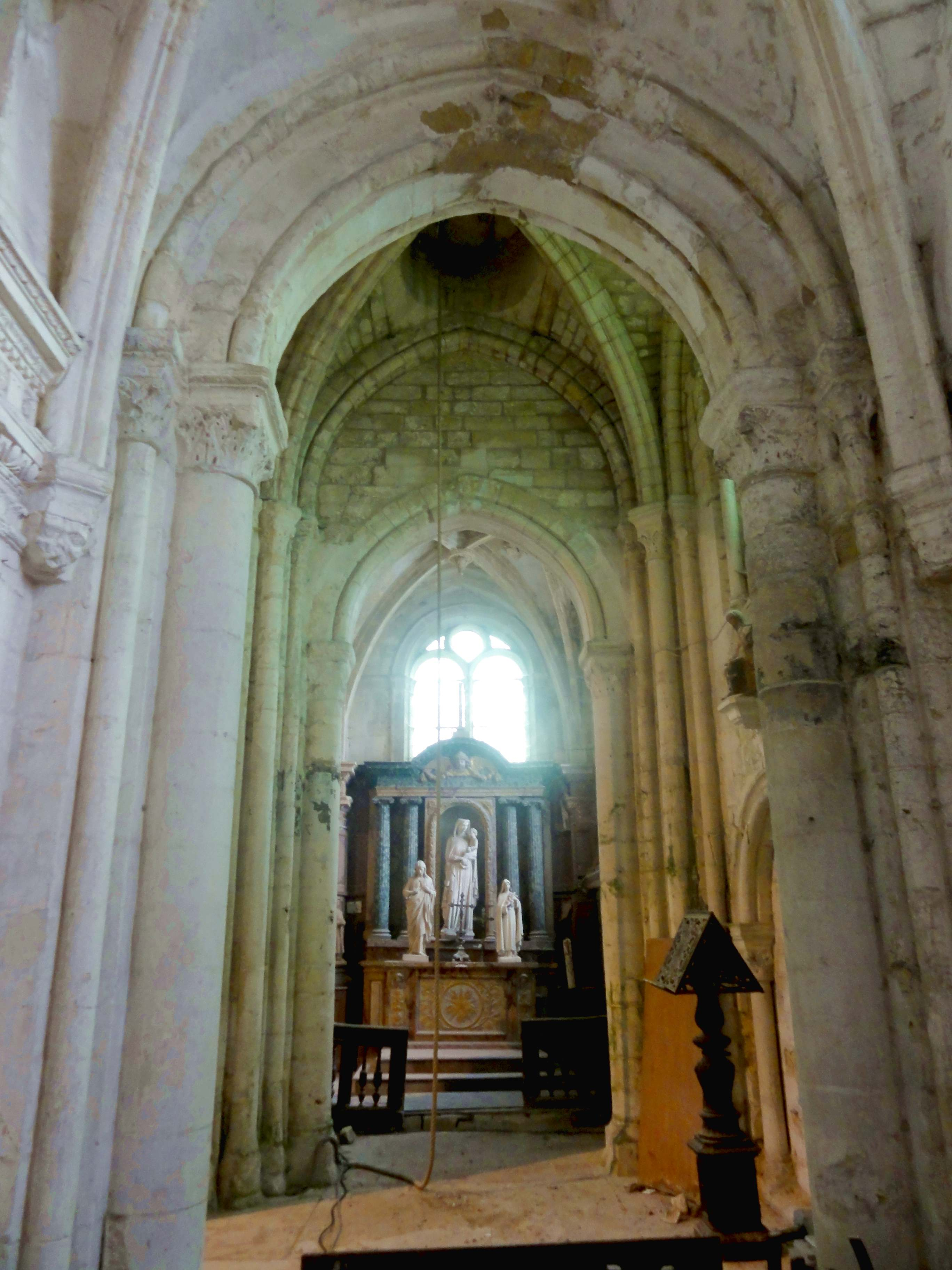
Vue depuis la travée à l'ouest du clocher.
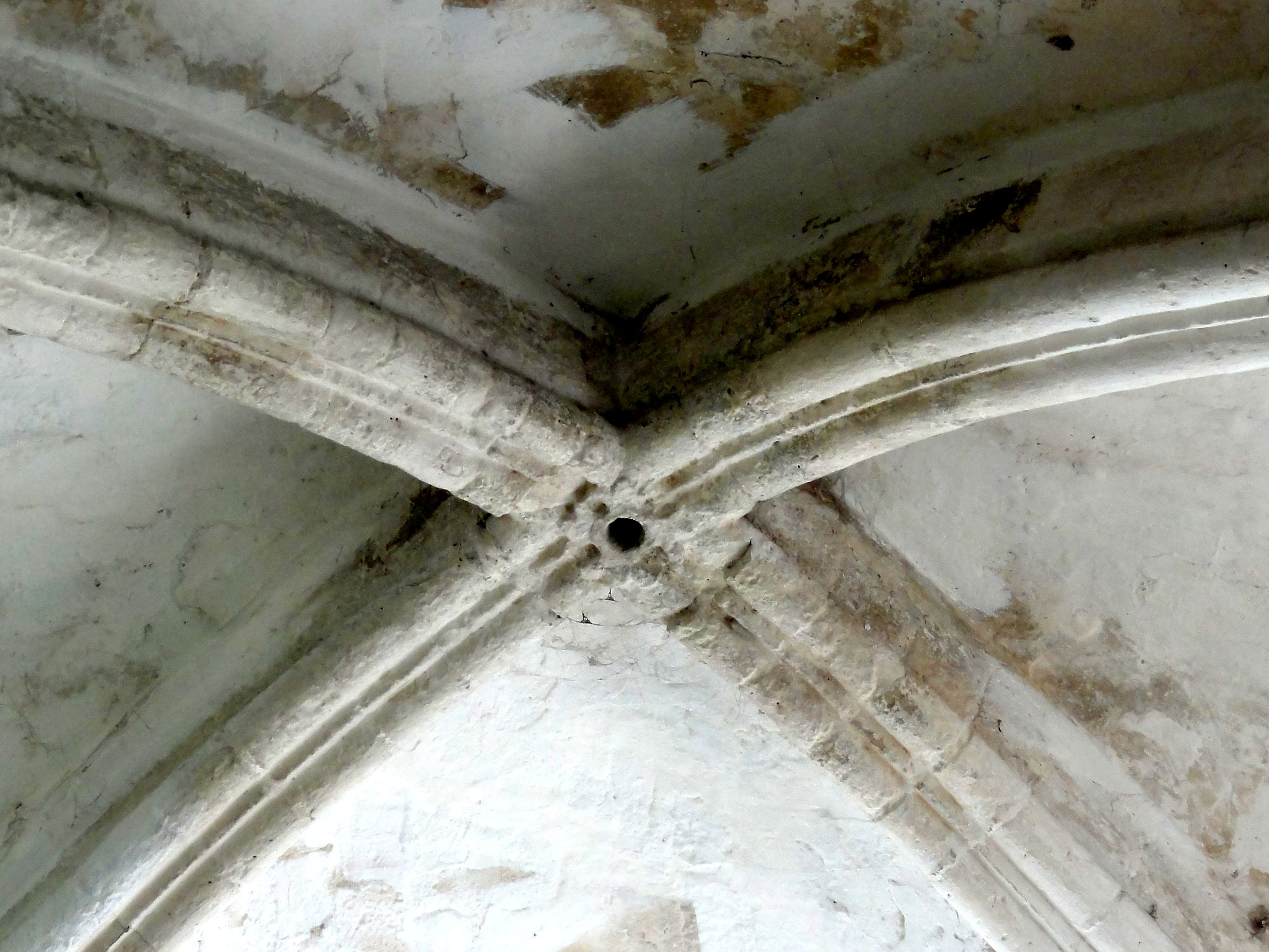
Clé de voûte de la travée à l'ouest du clocher.

#### Bas-côtés

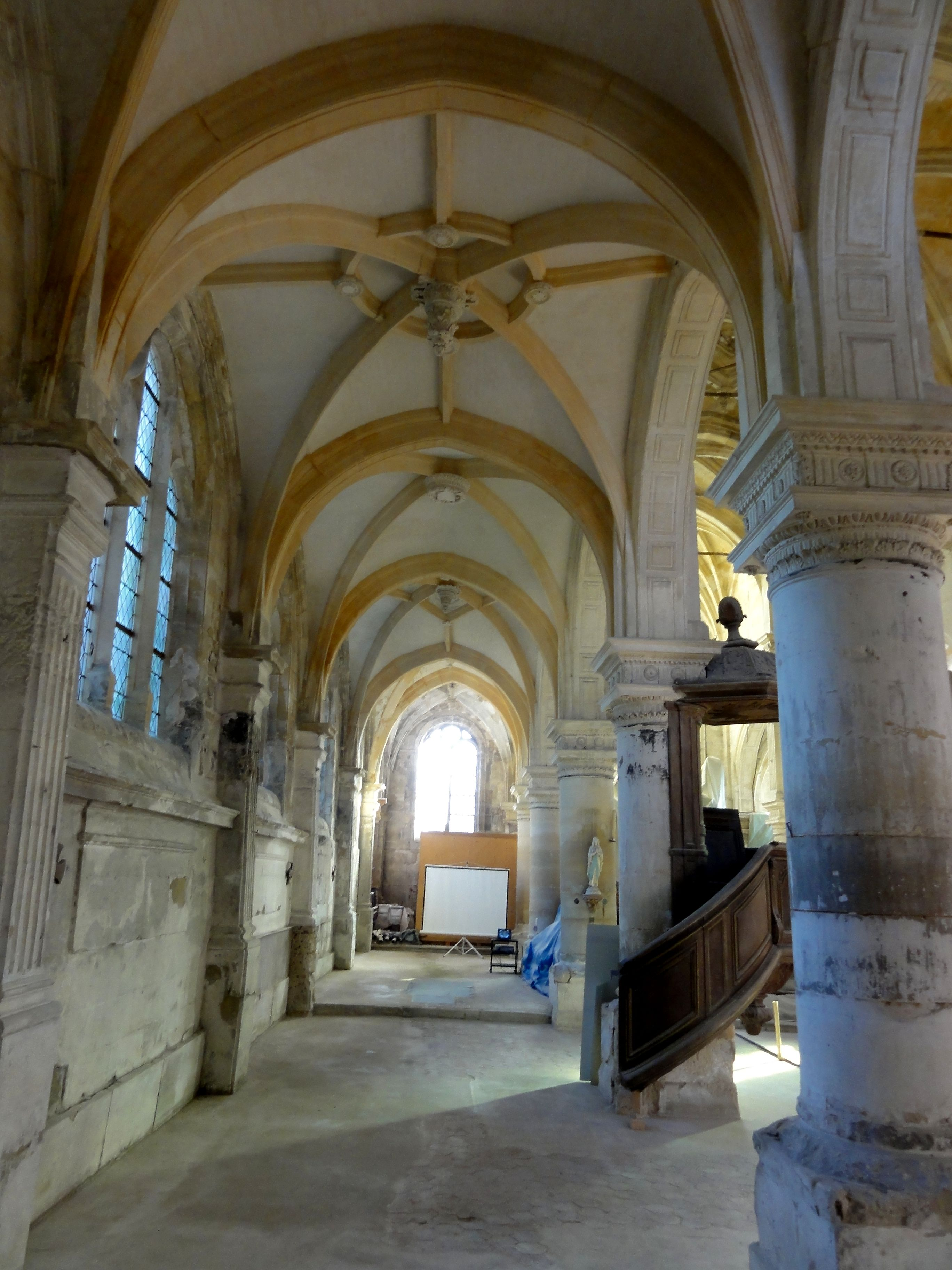
Bas-côté nord, vue vers l'est.

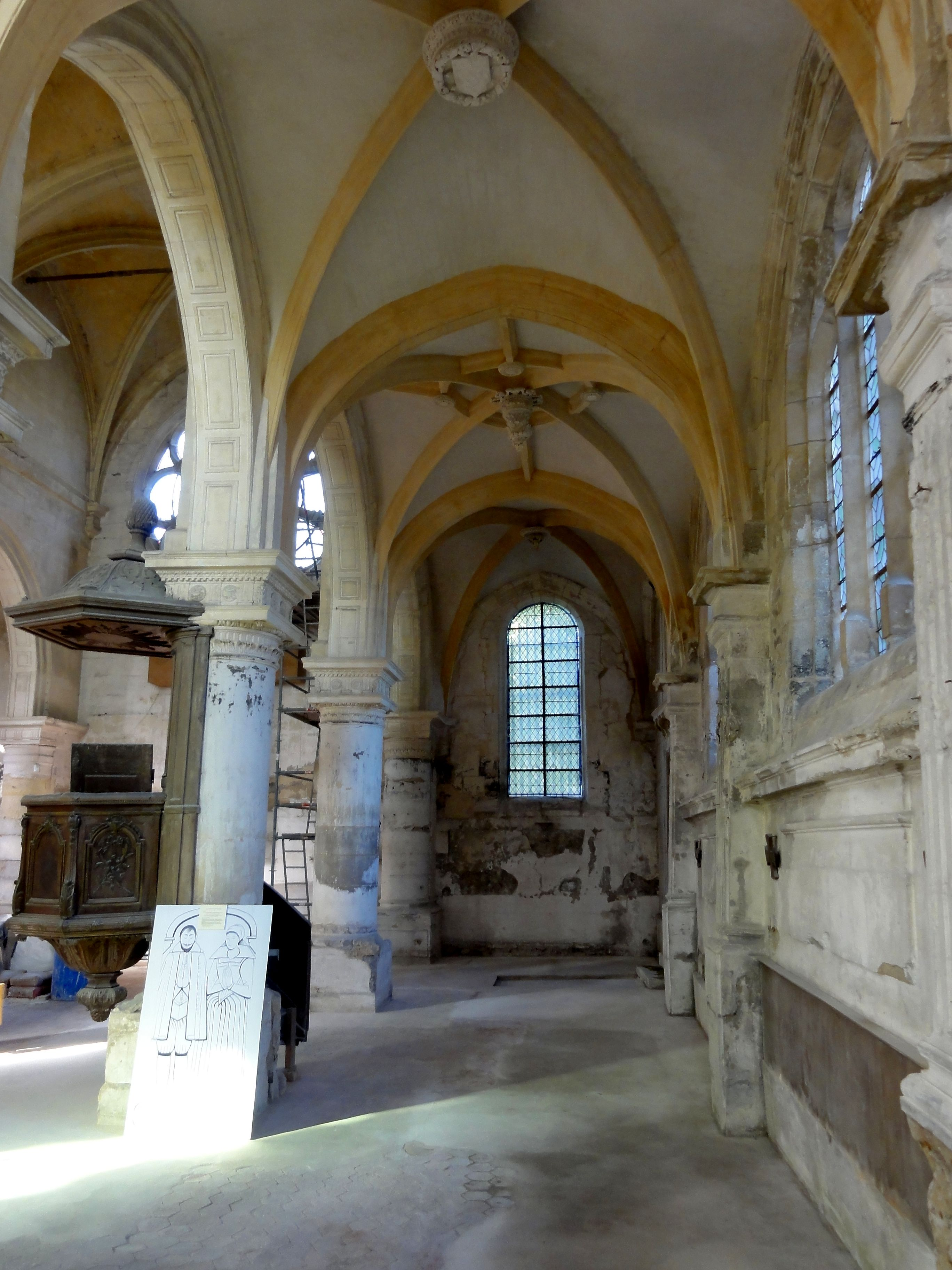
Bas-côté nord, vue vers l'ouest.

Les bas-côtés jouent un rôle essentiel dans l'éclairage du vaisseau central. Ils servent de couloirs de dégagement, et peuvent accueillir des chaises supplémentaires en cas d'affluence. La dernière travée du bas-côté nord est la chapelle Sainte-Geneviève, et anciennement la chapelle Saint-Nicolas ; la dernière travée du bas-côté sud est la chapelle de la Vierge Marie. Les bas-côtés sont rythmés par les doubleaux transversaux, les grandes arcades et les supports engagés dans les murs latéraux, qui sont ici des pilastres. Nicolas de Saint-Michel n'en a pas employé dans les bas-côtés des églises qui lui sont attribuées avec certitude, mais dans les églises voisines de Chennevières-lès-Louvres et Roissy-en-France, ils se substituent aussi aux colonnes dans les bas-côtés. À Goussainville, les pilastres sont placés sur de hauts socles, et sont en partie cannelés. Ils ont été qualifiés de ioniques par Charles Huet, mais leurs chapiteaux sont seulement ébauchés. Les sections d'entablement qui les surmontent répondent directement à leurs homologues des piliers des grandes arcades, et l'architrave et la corniche sont moulurées de la même façon. Puisque le décor sculpté des chapiteaux des grandes arcades reste en partie inachevé, il n'est pas surprenant que les frises des sections d'entablement sont vierges de toute sculpture ici. Apparemment le décor n'a même pas été prévu, mais les roses et biglyphes ébauchés (sous la forme de cercles et de rectangles) ont pu disparaître sous l'influence de l'humidité, qui est toujours un grand problème au nord,,,.
Le long des murs gouttereaux, les larges fenêtres prennent appui sur un mur-bahut terminé par un glacis. Elles sont en plein cintre, et pourvues d'un réseau très simple composé de trois formes en plein cintre. Celle du milieu est plus élevée que les autres, et flanquée de deux accolades. Les meneaux ont des bases prismatiques rudimentaires. Sous chaque fenêtre, le soubassement est animé d'un panneau rectangulaire entouré de fines moulures. Au revers de la façade occidentale et au chevet, les fenêtres sont plus étroites. Dépourvues de remplage à l'ouest, elles sont dotées d'un remplage Renaissance standard à l'est, composé de deux formes en plein cintre, surmontées d'un oculus. Dans tous les cas, les arcs brisés des formerets voisinent avec les pleins cintres des fenêtres, ce qui n'est pas du meilleur effet. Quatre voûtes sur un total de dix, en ne comptant pas les deux travées romanes, quittent le schéma de base d'une voûte à quatre branches d'ogives. Dans le bas-côté nord, c'est la seconde, la quatrième et la sixième voûte ; dans le bas-côté sud, c'est la sixième voûte. Dans la seconde travée du nord, le sommet de la voûte est agrémenté d'une couronne en pierre, reliée aux sommets des arcs d'inscription par des liernes. Dans la quatrième travée, un losange remplace la couronne. Les voûtes des sixièmes travées ou chapelles sont analogues à la voûte de la quatrième travée du vaisseau central. Les clés de voûte sont pendantes et richement décorées. Celles de la chapelle de la Vierge ont fait l'objet d'un soin particulier, et elles sont finement ciselées,,,.
Toujours dans la chapelle de la Vierge, l'étroite porte de service donnant accès à la tourelle d'escalier du clocher s'ouvre dans un encadrement d'une richesse ornementale exceptionnelle. Elle est flanquée de deux pilastres, dont celui de gauche seulement est cannelé. Les chapiteaux des pilastres empruntent leurs motifs aux chapiteaux des grandes arcades et du second ordre, mais dans toute logique, on ne retrouve pas les sections d'entablement. Il y a au contraire un entablement continu, où l'on note les cinq biglyphes à gouttes : au niveau des piliers des grandes arcades, la place a manqué pour les gouttes. Sur les métopes, figurent deux représentations de la Sainte Face sur le voile de Véronique, alors que des feuilles d'acanthe enveloppent les angles. L'ensemble est sommé d'un fronton, dont les bandeaux sont agrémentés d'oves de trois types différents. Les deux extrémités du fronton sont couronnées par une boule. Reste à mentionner la porte des Morts dans la première travée du bas-côté nord, qui est issu des derniers travaux du début du XVIIe siècle. Son linteau porté par des piédroits à caissons est sculpté dans le style de la Renaissance. Les triglyphes de la frise alternent avec des ossements et des crânes, et le soleil et la lune symbolisent l'éternité et l'espérance au-delà de la mort,,.

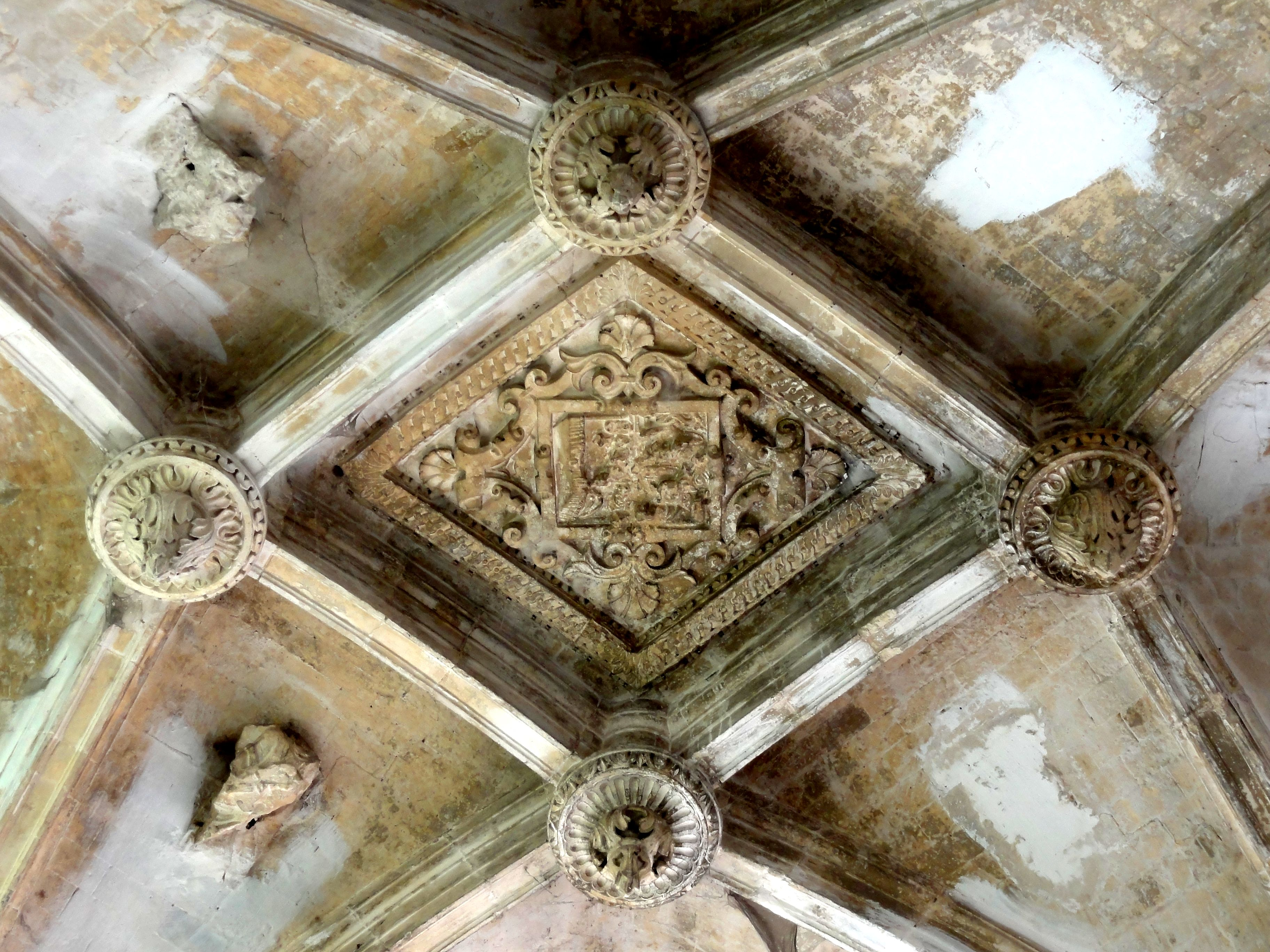
Clés de voûte de la chapelle de la Vierge.
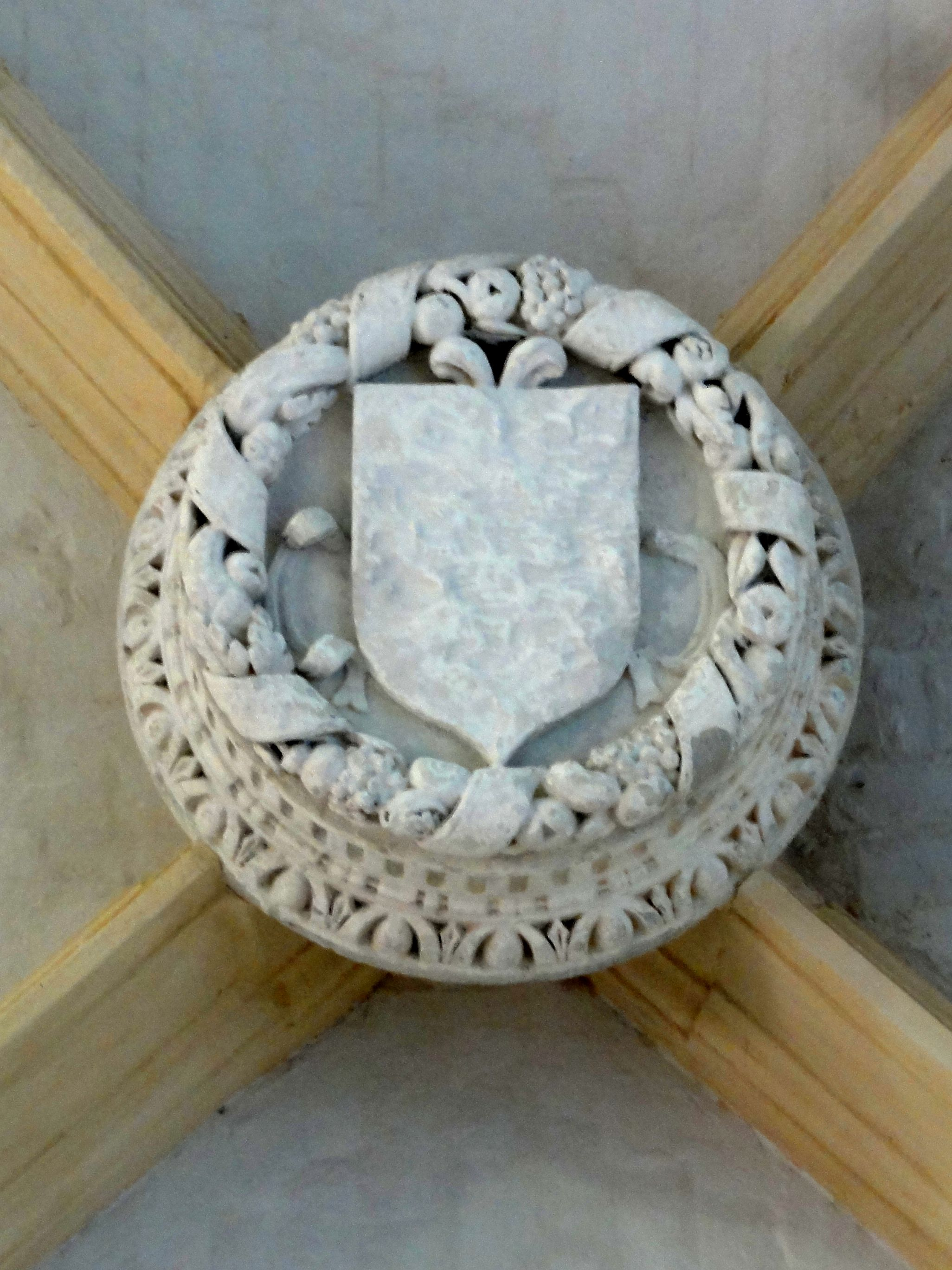
Clé de voûte de la 3e travée du bas-côté nord.
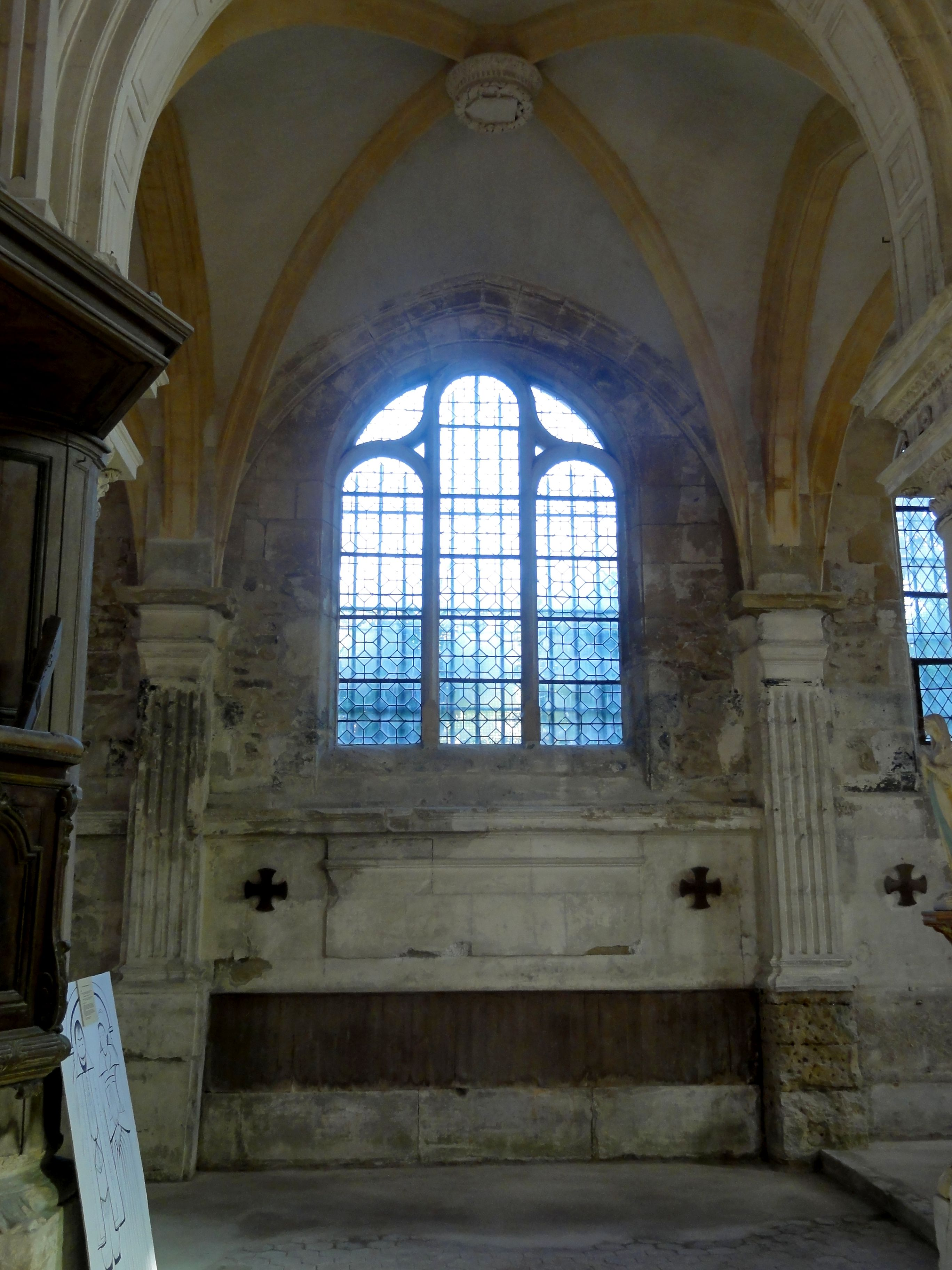
Élévation latérale (3e travée du nord).
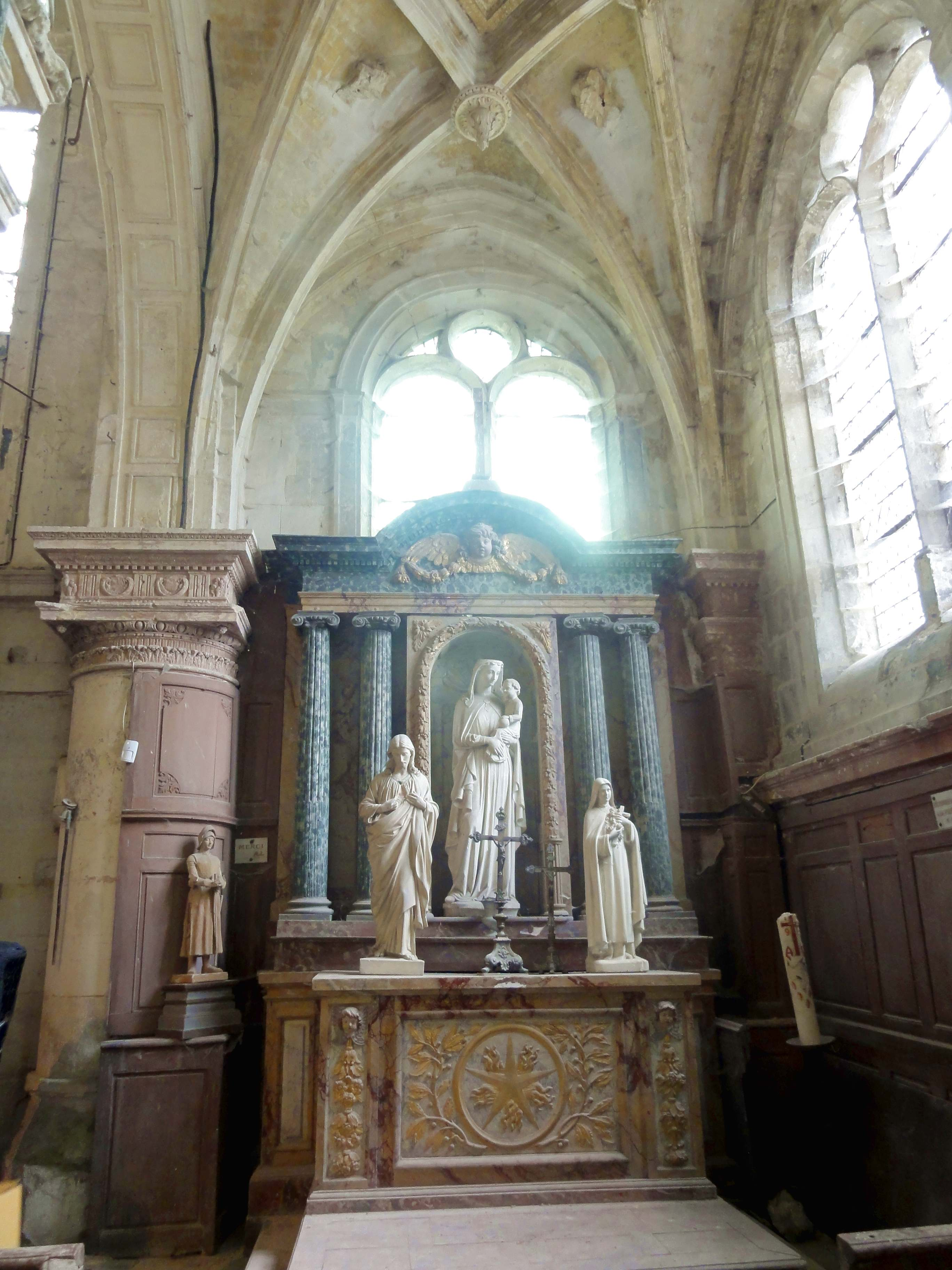
Chevet de la chapelle de la Vierge.
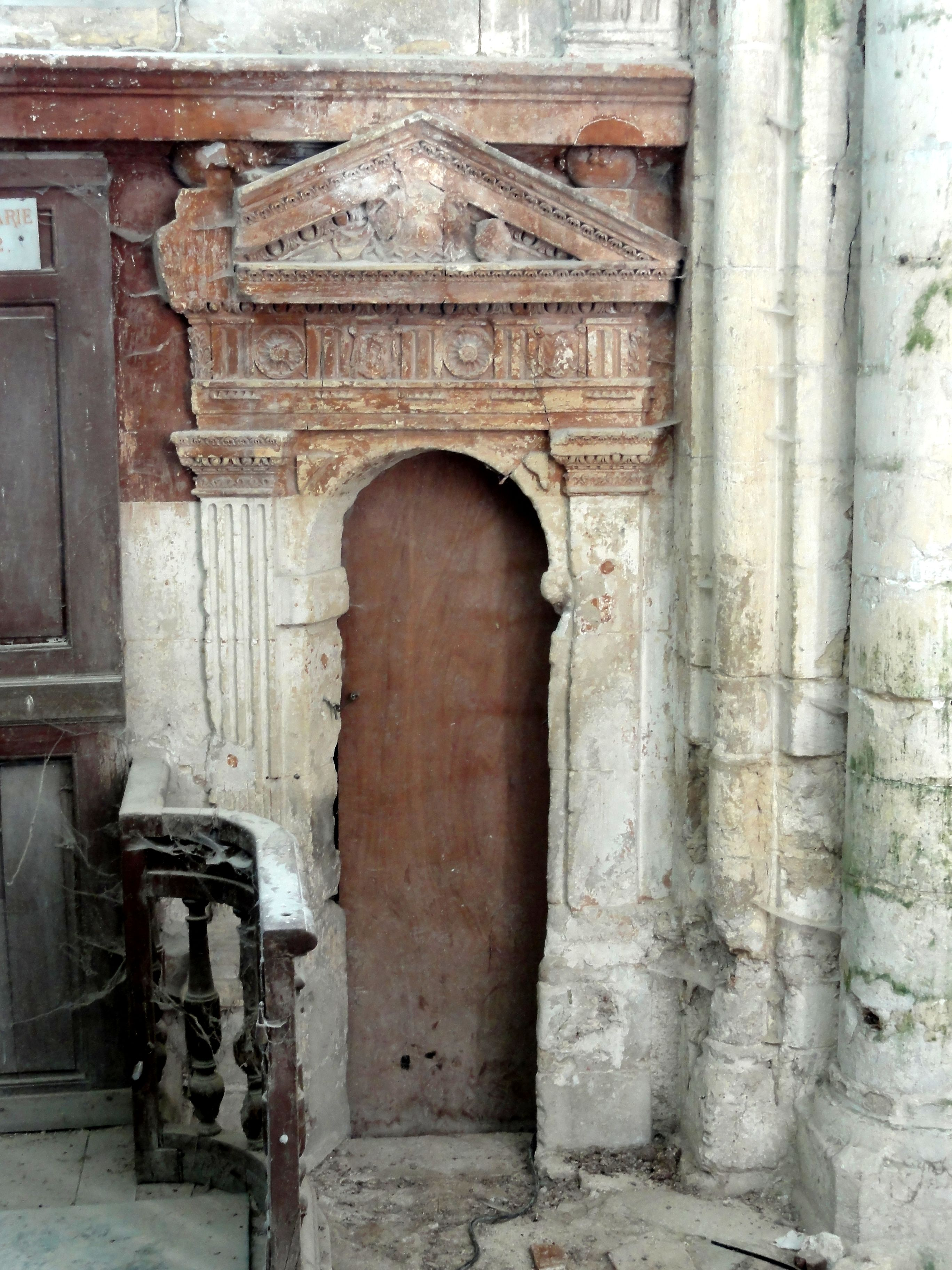
Porte de l'escalier du clocher.
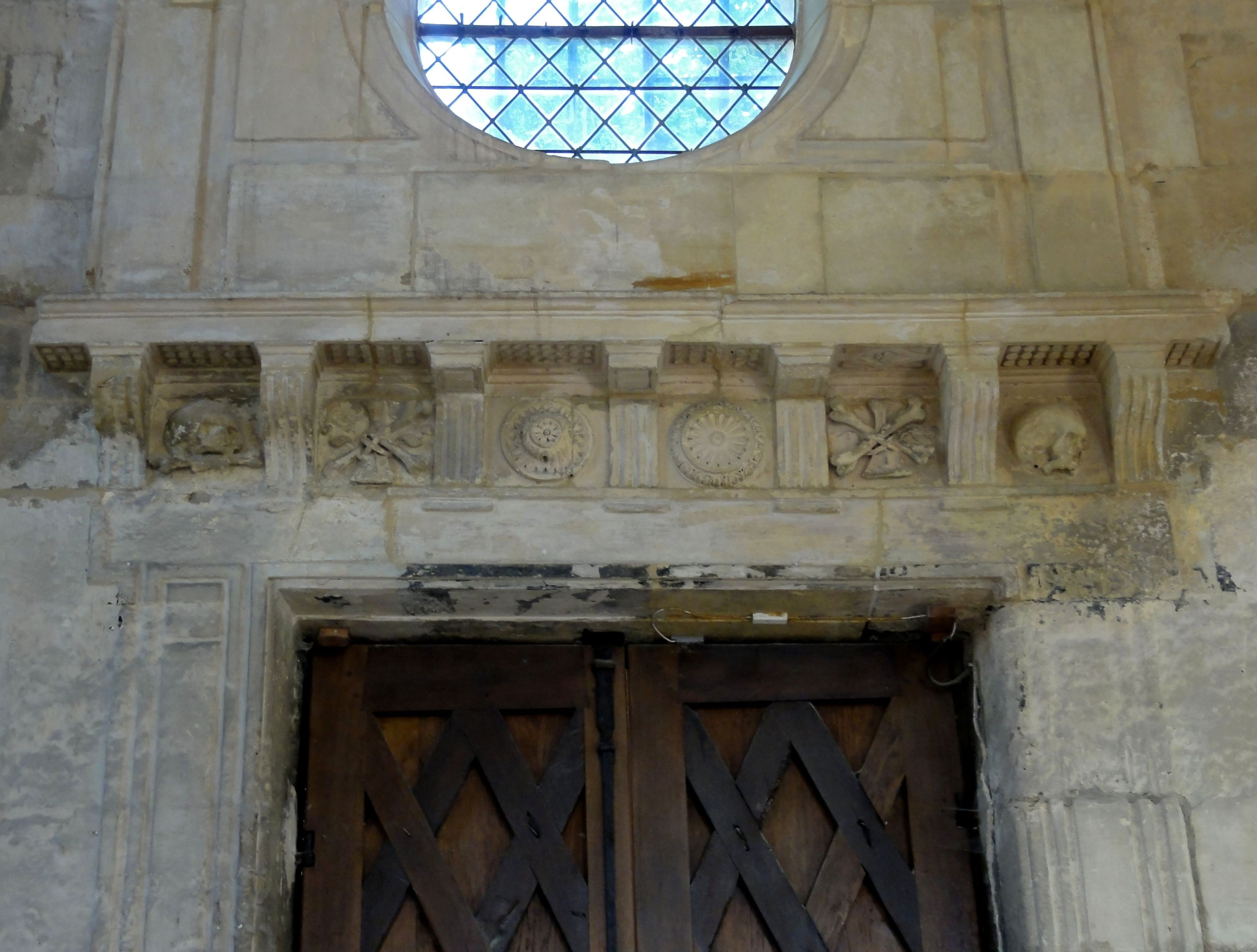
Linteau de la porte des Morts.

## Mobilier

### Le retable majeur et ses sculptures

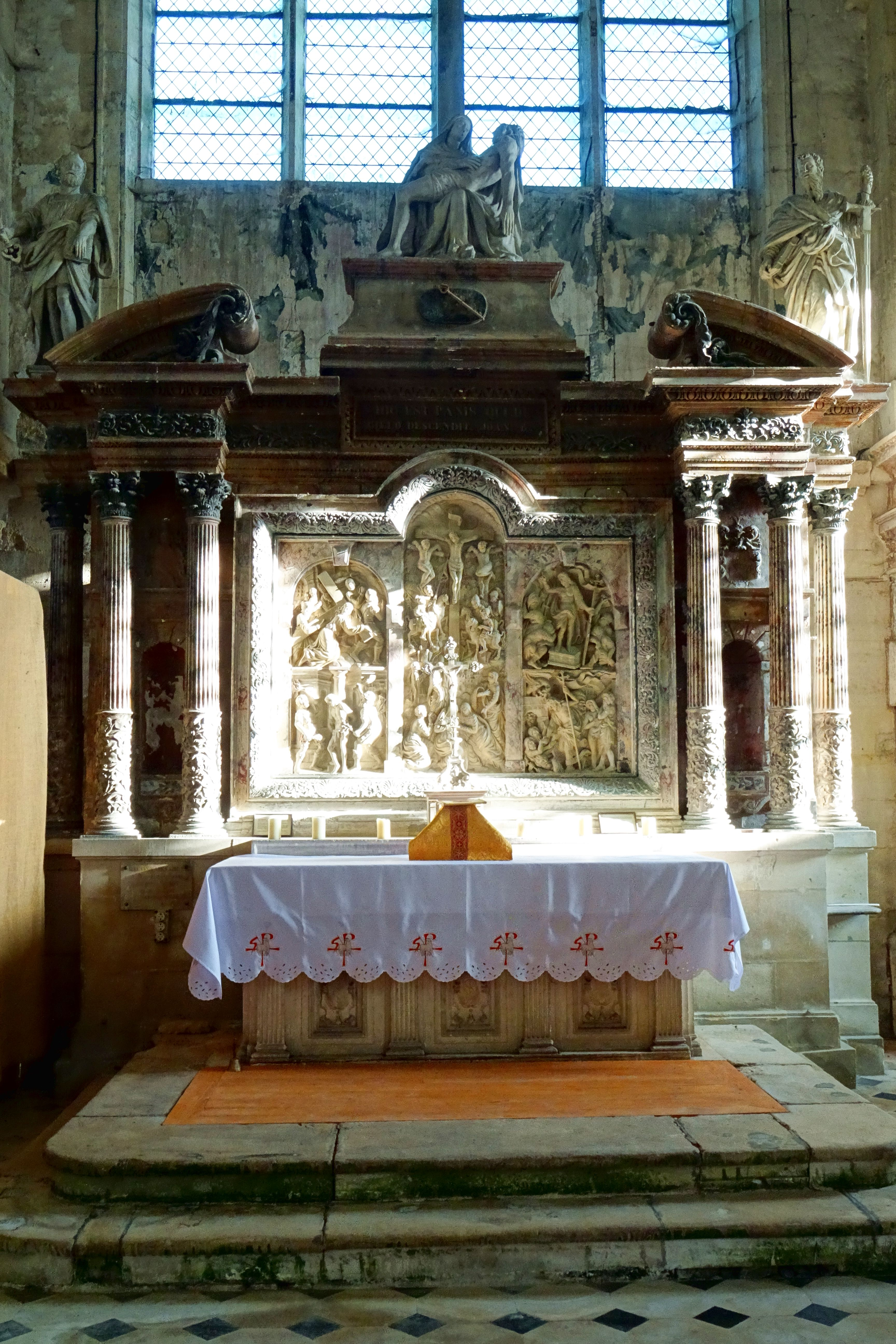
Maître-autel et retable.

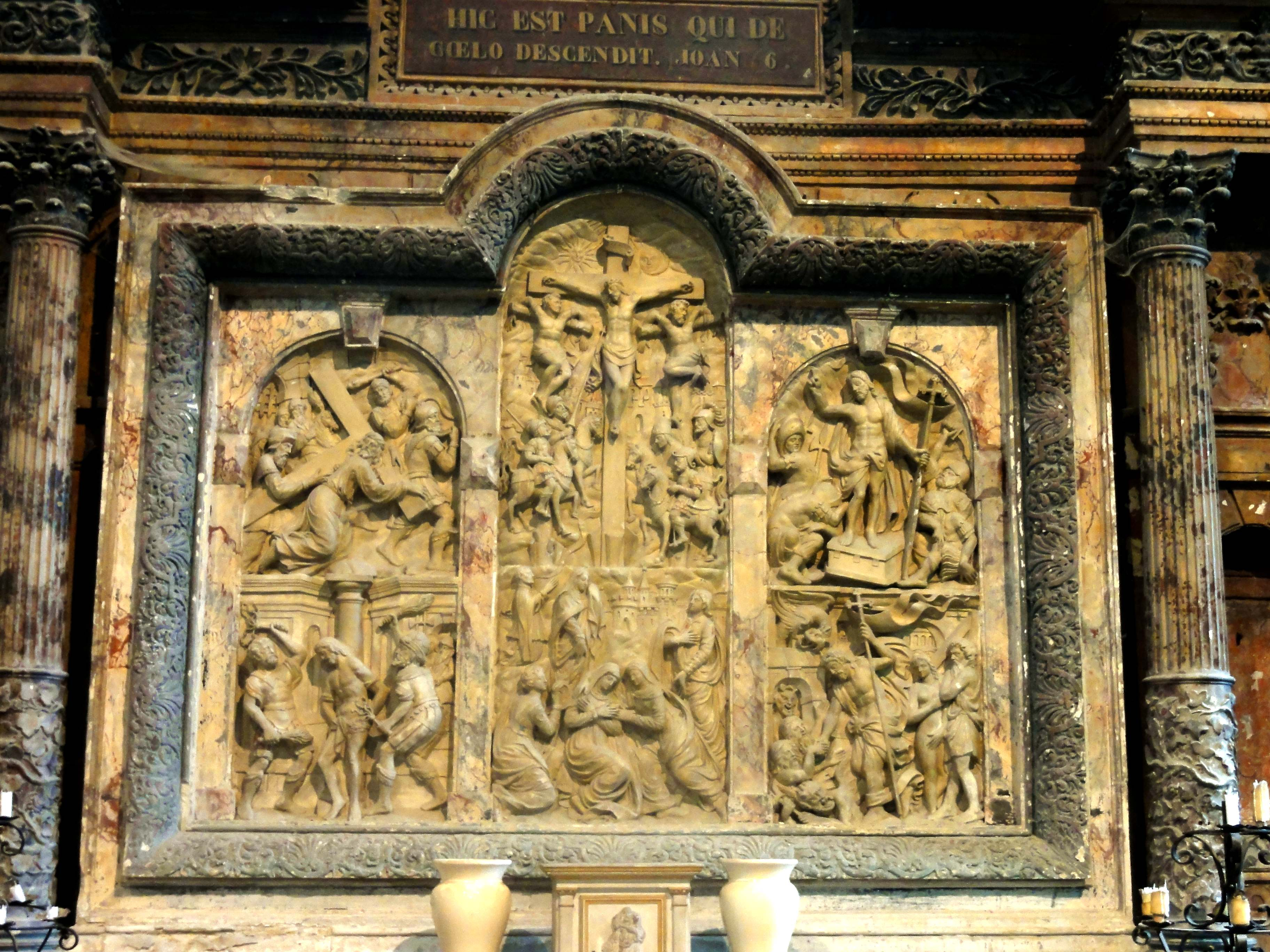
Bas-reliefs du retable.

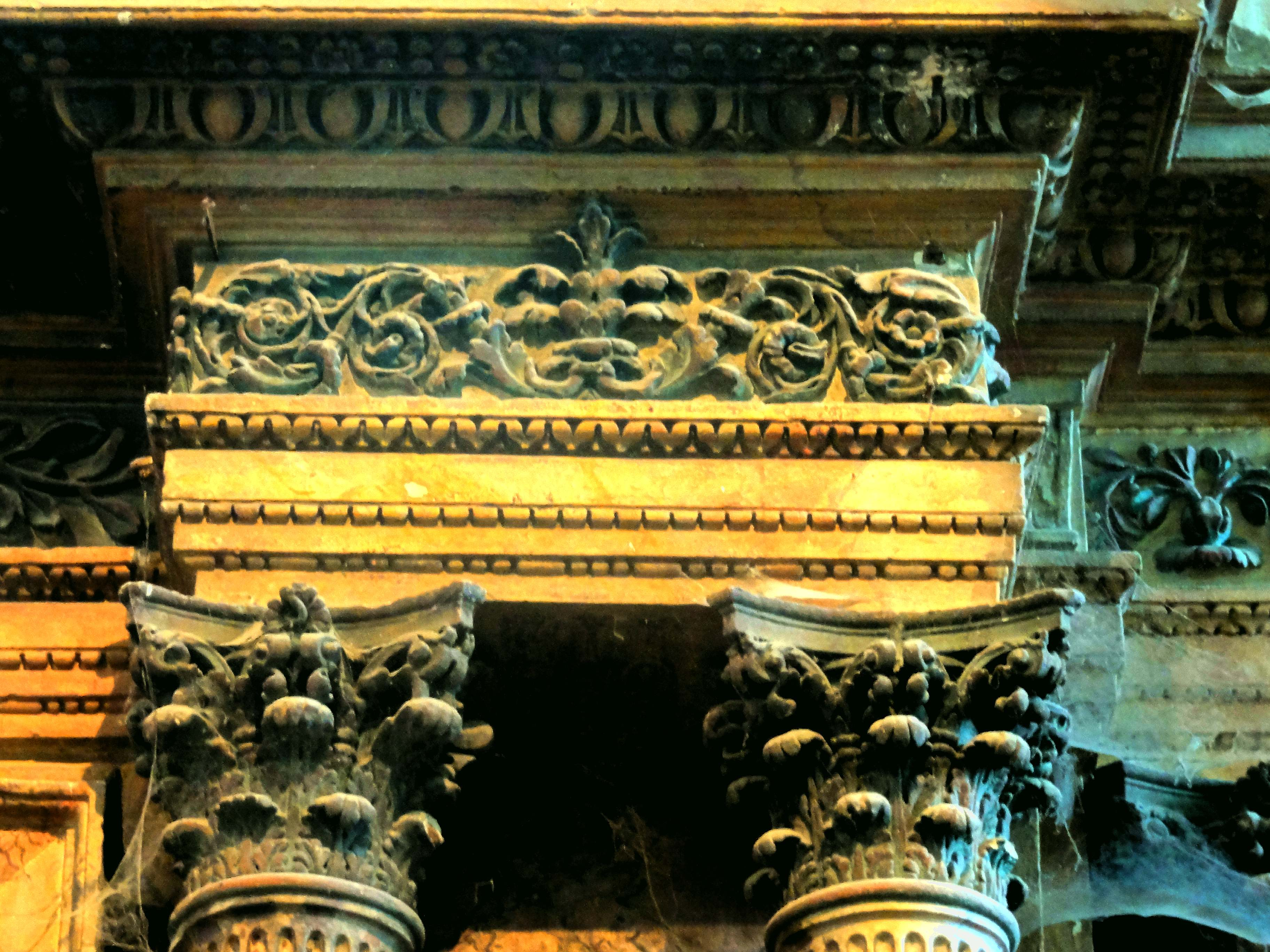
Entablement et chapiteaux.

Le retable du maître-autel se compose d'une partie architecturée et du retable proprement dit, qui mesure 155 cm de large et 160 cm de haut. L'ensemble mesure 480 cm de large et 310 cm de haut, et est classé au titre objet depuis 1908. La partie architecturée prend appui sur un haut soubassement, qui a la même hauteur que l'autel. Celui-ci est un pastiche architectural de 1901. La pierre comportant l'inscription commémorative de sa dédicace a été retrouvée, et l'on sait donc que celle-ci a été célébrée le 21 septembre 1608. Ce fait est encore ignoré par Dominique Foussard, quand publie son article sur le retable en 1980. — La composition s'apparente à un arc de triomphe d'ordre corinthien, et serait influencée par la Cortile del Belvedere de Bramante, au Vatican ; l'arc de triomphe du Castel Nuovo de Naples ; et l'avant-corps de la façade du château d'Anet. De part et d'autre du corps central, deux paires de colonnettes isolées font saillie. Elles encadrent une niche, et supportent une section d'entablement avec une amorce de fronton. Aux deux extrémités, une troisième colonnette isolée avec une section d'entablement est placée au même plan que le corps central. Celui-ci est surmontée d'une sorte de tombeau servant de socle à une Pietà, raison pour laquelle l'architecte a opté pour un fronton brisé. L'entablement est également présent en haut du corps central, et porte une frise de rinceaux un peu différente de celle visible au-dessus des colonnettes, ainsi qu'un grand écriteau avec un verset de l'Évangile selon Jean (6, 59) « Hic est panis qui de caelo descendit » (c'est ici le pain qui est descendu du ciel). C'est par ailleurs la seule référence religieuse de la partie architecturée, dont la vocation est de mettre en valeur le grand cadre bombé à décrochement cintré, et ses cinq bas-reliefs qui représentent le retable proprement dit. La polychromie date d'origine. Tant le style de l'architecture que les motifs végétaux qui règnent sur la frise, le cadre et la partie inférieure des colonnettes rattachent l'œuvre au début du XVIIe siècle,.
Consacré à la Passion du Christ, le retable proprement dit s'inscrit dans une longue tradition des XVe et XVIe siècles, et représente certainement l'un des plus récents représentants du genre. La sculpture en ronde-bosse encore présente sur les retables du XVIe siècle cède la place à des bas-reliefs classicisants. Le tympan formé par le décrochement cintré du cadre, et les deux arcades en plein cintre à gauche et à droite, définissent trois régistres verticaux. Cette disposition suggère un triptyque, mais chaque arcade comporte deux scènes superposées. La scène centrale s'échelonne sur deux panneaux. C'est la Crucifixion du Christ, qui symbolise par ailleurs le sacrifice eucharistique. Les deux scènes à gauche précèdent chronologiquement la Crucifixion, et peuvent être considérées comme les deux étapes les plus marquantes de la Passion : la Flagellation du Christ et le portement de Croix (la lecture se faisant du bas vers le haut). Ce sont des scènes d'humiliation. Les deux scènes à droite représentent la Descente aux limbes, sujet figurant rarement sur les retables de la Passion (sauf à Nucourt), et la Résurrection de Jésus. Ce sont des scènes de glorification eschatologique. Les scènes sont choisies pour leur fonction d'enseignement et d'édification, et les étapes mineures de la Passion ont été volontairement omises. Le Descente aux limbes s'inspire vraisemblablement d'une eau-forte de Léon Daven, datable de 1547 environ. À gauche du Christ, Adam et Ève tournent leur regard vers lui ; à gauche, il tient la main vers deux Justes. Les figures sont d'une facture plus rustique que sur la gravure. Deux autres scènes sont placées sous l'influence de l'École de Fontainebleau. La scène de la Résurrection ressemble à une gravure de Léonard Limosin et au médaillon central que le même artiste a exécuté pour un retable de la Passion, et le portement de Croix fait penser à un dessin de Luca Penni. Le Christ ressemble ici à celui de la Descente aux Limbes, ce qui permet l'hypothèse qu'un dessin aujourd'hui perdu de Penni aurait servi de modèle à la gravure de Daven. Quant à la scène centrale de la Crucifixion, elle dénote une certaine naïveté et maladresse, et il faut croire qu'il s'agit ici d'une intervention personnelle du sculpteur de Goussainville. Une figure de donateur a par ailleurs été introduite : c'est le prêtre agénouillé, les mains rejointes pour la prière, que l'on trouve à gauche, au-dessus de saint Jean. Les bas-reliefs ont tous été recouverts d'un enduit faux marbre, mais conservent néanmoins des traces de leur polychromie ancienne.
Le couronnement du retable par des statues est encore une référence à l'arc de triomphe antique, tandis que les niches à statues au même niveau que les colonnes relèvent de l'esprit de la Renaissance. Au début du XXe siècle, et selon des clichés de Félix Martin-Sabon, ces niches abritaient encore des statuettes de saint Roch et saint Jacques le Majeur (sous réserve). Les trois sculptures du couronnement ont une taille un peu inférieure à la grandeur nature, et sont réalisées en pierre calcaire. Elles sont altérées par une couche de badigeon blanc, qui cache totalement la polychromie d'origine. Au centre, on voit une Pietà (hauteur : 106 cm) ; et à gauche et à droite, les deux saints patrons de l'église : saint Pierre avec sa clé (hauteur : 146 cm) et saint Paul avec sa glaive et un livre (hauteur : 139 cm). La fluidité et l'élongation des formes sont encore héritées du maniérisme du siècle précédent, alors que le traitement des plis, qui sont empesés et gonflés ; l'exagération gestuelle et l'énormité des attributs montrent que l'art baroque s'est déjà diffusé dans la région en ce début du XVIIe siècle. La clé de saint Pierre était dorée,.

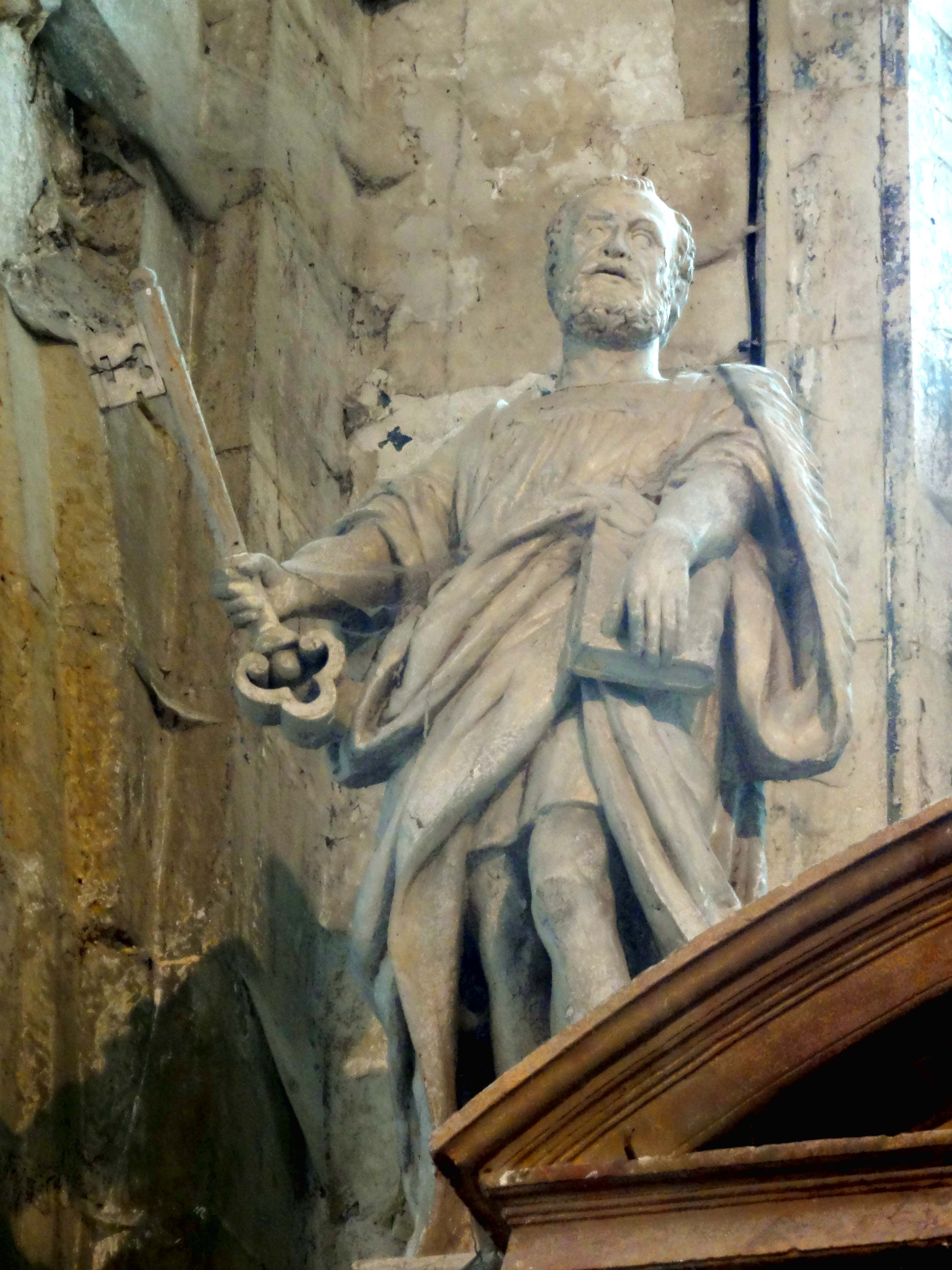
Statue de saint Pierre.
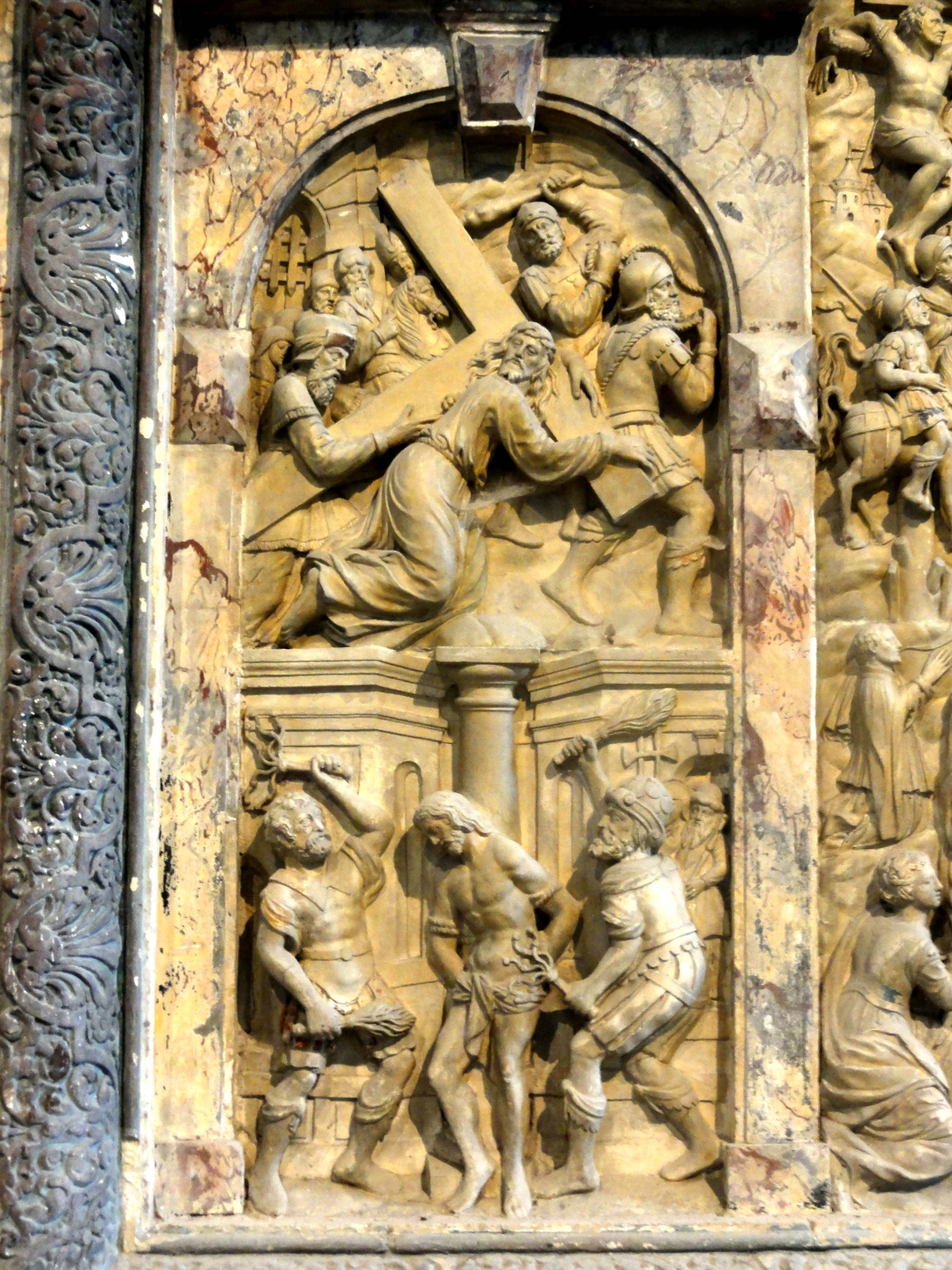
Portement de Croix et Flagellation du Christ.
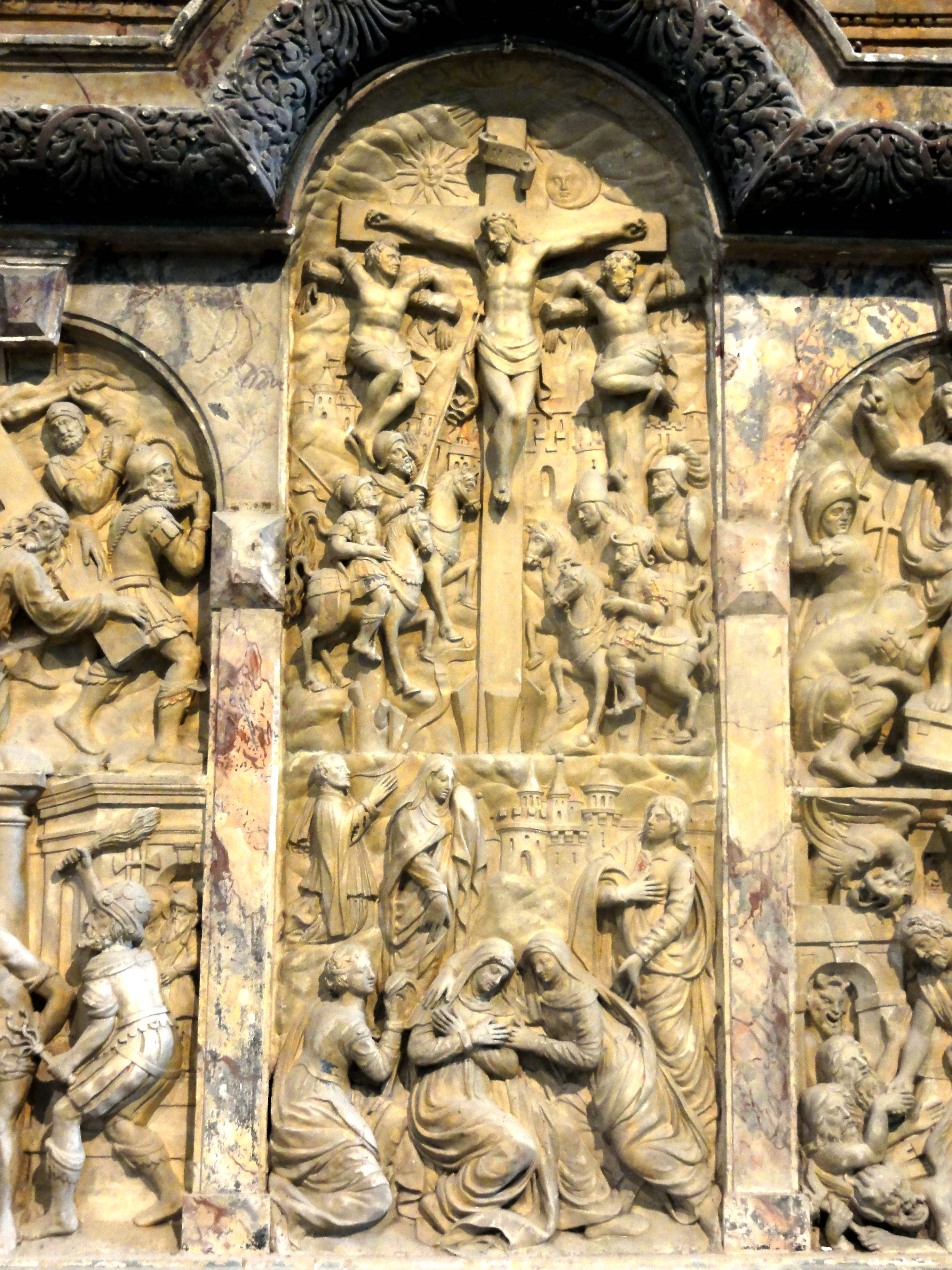
Crucifixion du Christ.
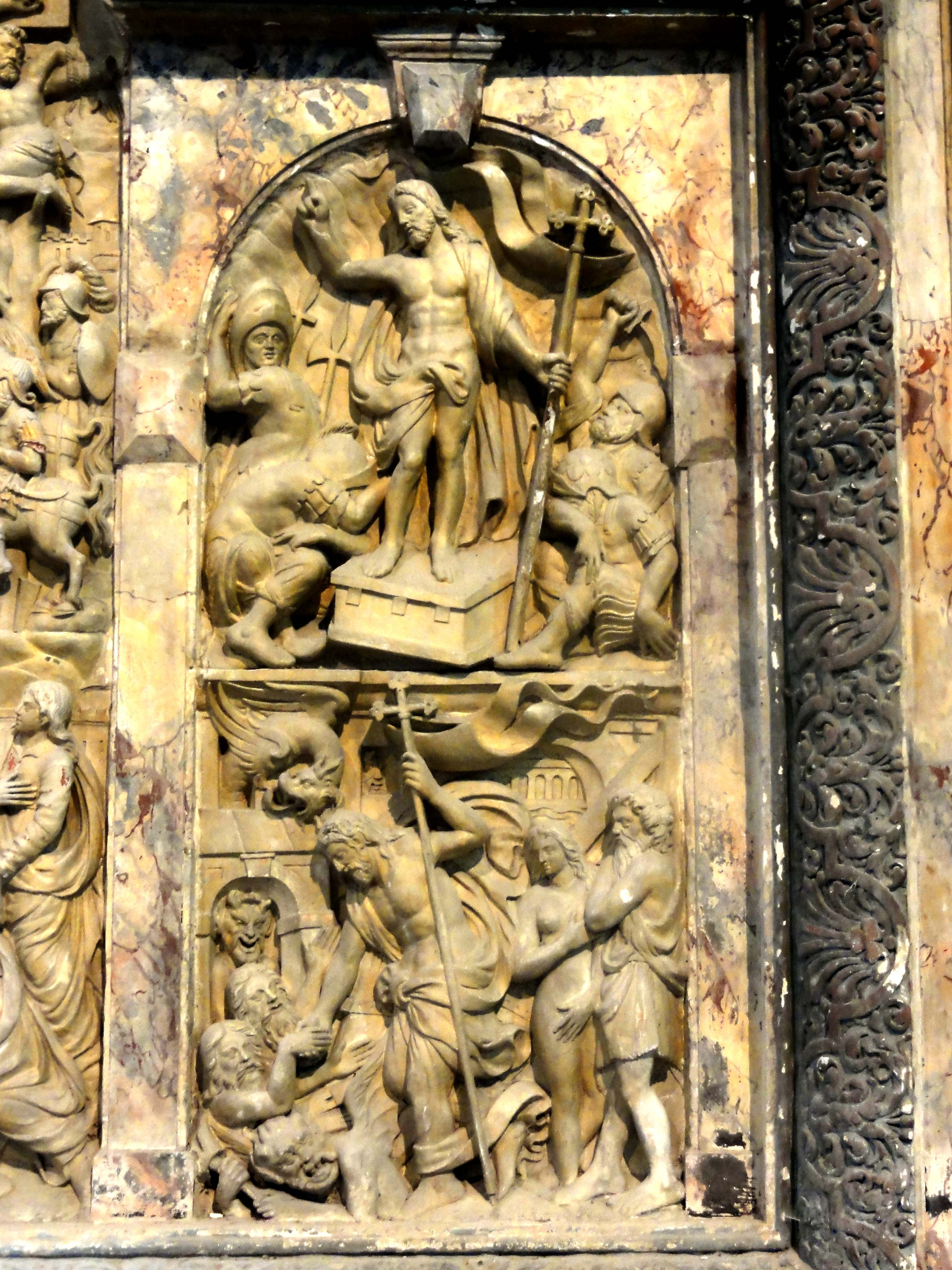
Résurrection du Christ et Descente aux limbes.
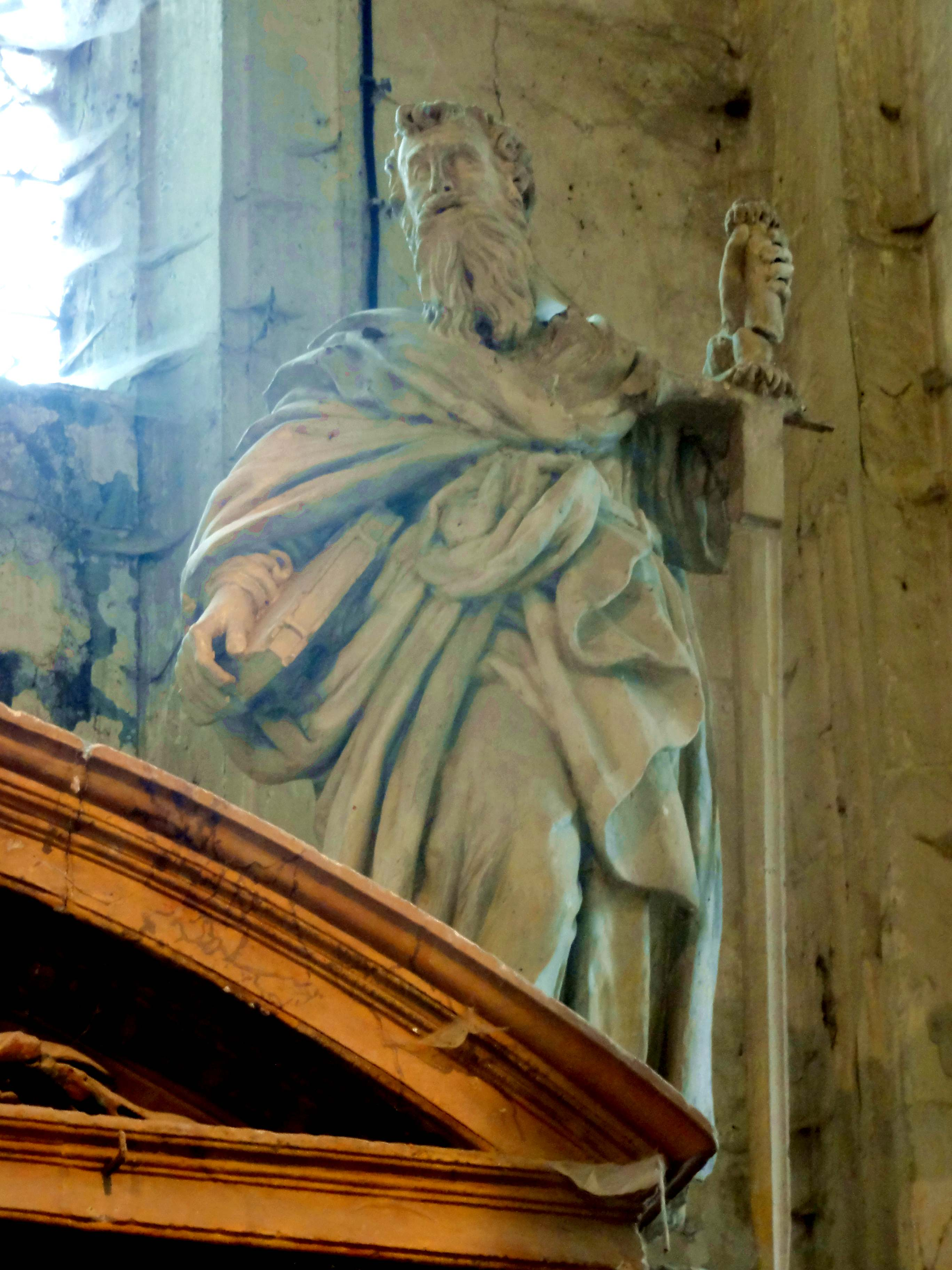
Statue de saint Paul.

### Sculpture
En plus des trois statues qui servent de couronnement au retable du chevet, l'église Saint-Pierre-Saint-Paul renferme quatre œuvres de sculpture classées ou inscrites au titre objet :

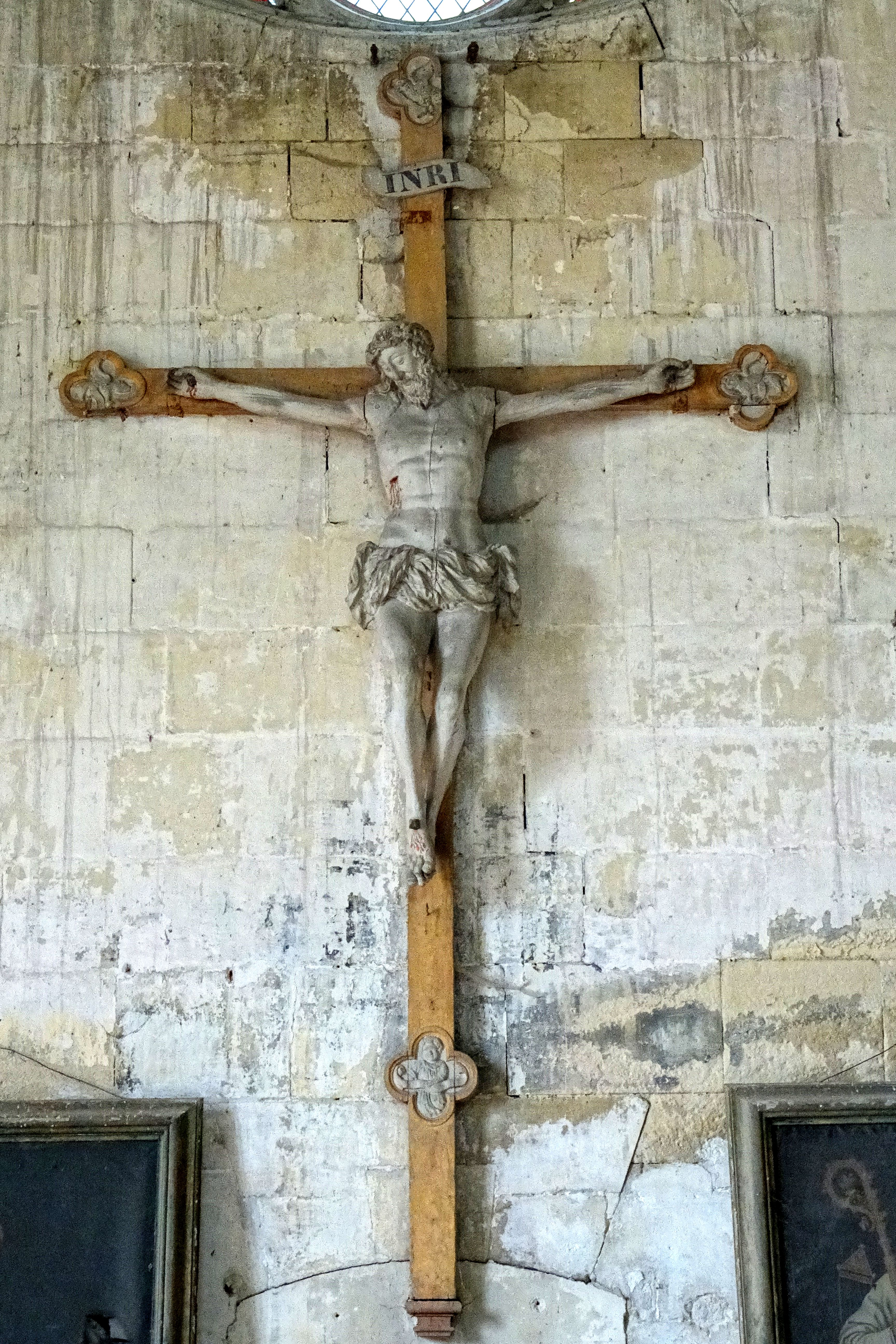
Christ en croix.

- Le Christ en croix en bois de la fin du XVIe ou du début du XVIIe siècle est accroché au revers du mur occidental. Pendant les travaux de restauration de l'église, il n'a pas été démonté, mais protégé par une caisse de bois. Il n'a pas encore été restauré et se trouve en mauvais état. La sculpture du Christ mesure environ 200 cm de haut, et est d'une très belle qualité. Le corps est athlétique et musclé, et le visage, à l'expression presque souriante, témoigne de l'influence du maniérisme, qui se trouve aussi dans le drapé foisonnant du périzonium. Les bras sont rapportés. La croix est de grandes dimensions, et mesure 455 cm de hauteur et 255 cm de largeur. Chaque bras se termine par un quadrilobe, où les emblèmes du Tétramorphe sont sculptés en bas-relief[26],[27].
- La statuette de sainte Geneviève en bois polychrome date de la première moitié du XVIIe siècle, et mesure 84 cm de haut. Elle se tient debout et lit dans un livre qu'elle tient avec sa main gauche. Comme autres attributs, des photos réalisées à l'occasion de l'inscription en 1988 montrent une houlette et une pelle, qui renvoient vers le métier du berger, et remplacent l'agneau qui accompagne souvent les statues de la même sainte. Sur la houlette, un berger nommé Lesage a gravé plusieurs inscriptions en 1803 « Lesage berger 1803 ; Santa Maria Genovepha miserere nobis ; PNLES ». L'un ou les deux attributs étaient rapportés. Ils ont aujourd'hui disparu[28].
- Le groupe sculpté de l'Éducation de la Vierge en bois polychrome date de la limite XVIe / XVIIe siècle, et mesure 79 cm de haut. Il représente initialement sainte Anne assise tenant un livre sur ses genoux, et apprenant à lire à la Vierge Marie à sa fille, qui est représentée à droite, en regardant le même livre. Cette œuvre est mutilée et incomplète. Lors de l'inscription en 1988, la tête et la main gauche de la Vierge, ainsi que le bras gauche de sainte Anne, avaient déjà disparu ; actuellement, plus rien ne reste de la Vierge[29],[30].
- La statue de saint Nicolas de Myre, accompagné du baquet avec les trois petits enfants qu'il a sauvés, est en bois polychrome, date peut-être du XVIIe siècle, et mesure 155 cm de haut. Elle est de facture populaire, les bras du saint sont rapportés, et le groupe des enfants consiste en trois morceaux. L'œuvre a longtemps été en mauvais état, puis a été restauré en 1998 par l'atelier Legrand consécutivement à son inscription le 20 février 1997[31].

Parmi les statues non protégées au titre des monuments historiques, une seule est mentionnée dans l'inventaire général du patrimoine culturel. Il s'agit d'une sainte Jeanne d'Arc en armure, et vêtue d'un manteau semé de fleurs de lys, ses mains rejointes pour la prière prenant appui sur son épée. Mesurant 74 cm de hauteur, elle a été moulée en plâtre et peinte, et date de la fin du XIXe siècle ou du début du XXe siècle. La couleur bleue du manteau à laissé la place à une peinture rouge.

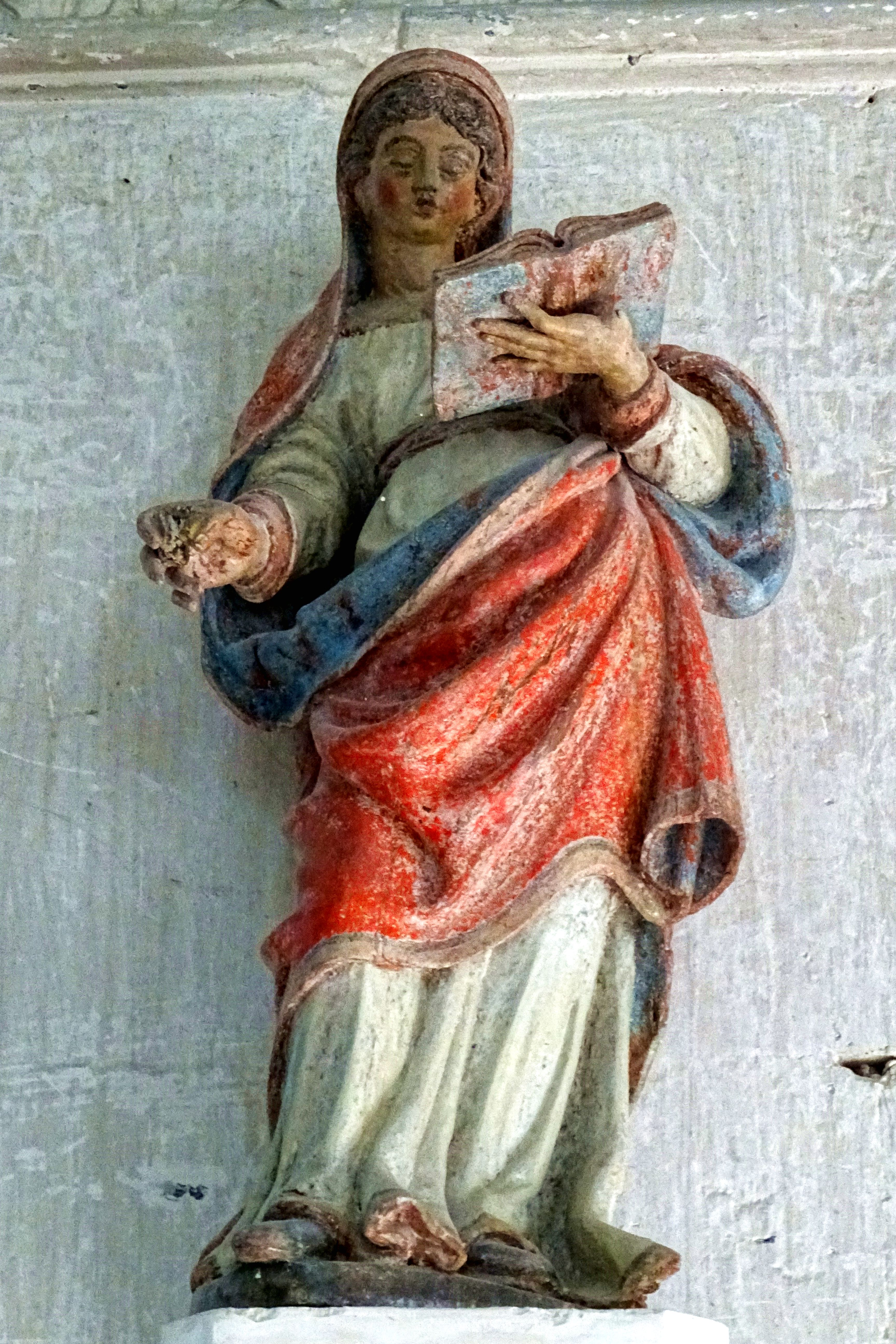
Sainte Geneviève.
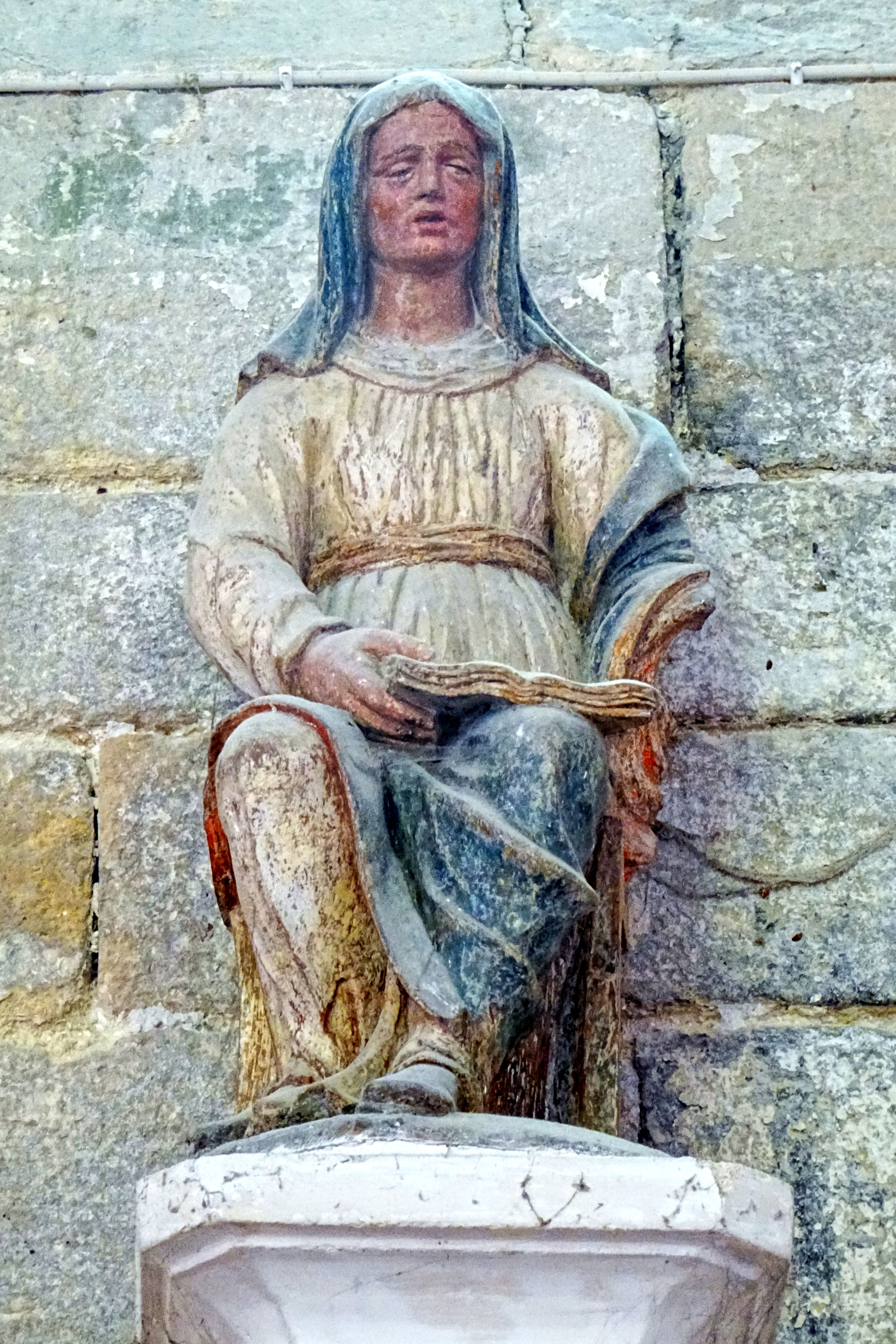
Éducation de la Vierge.
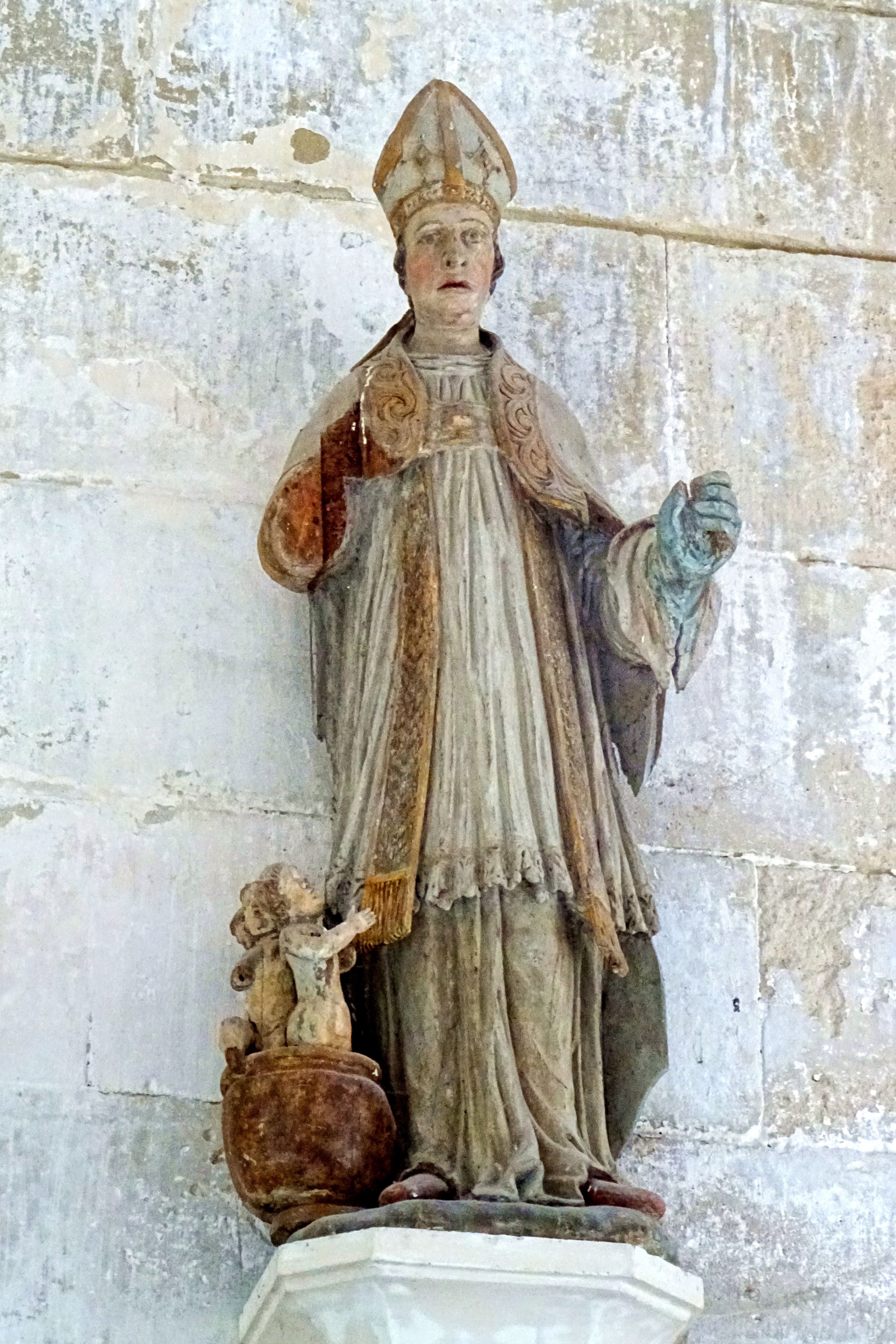
Saint Nicolas.
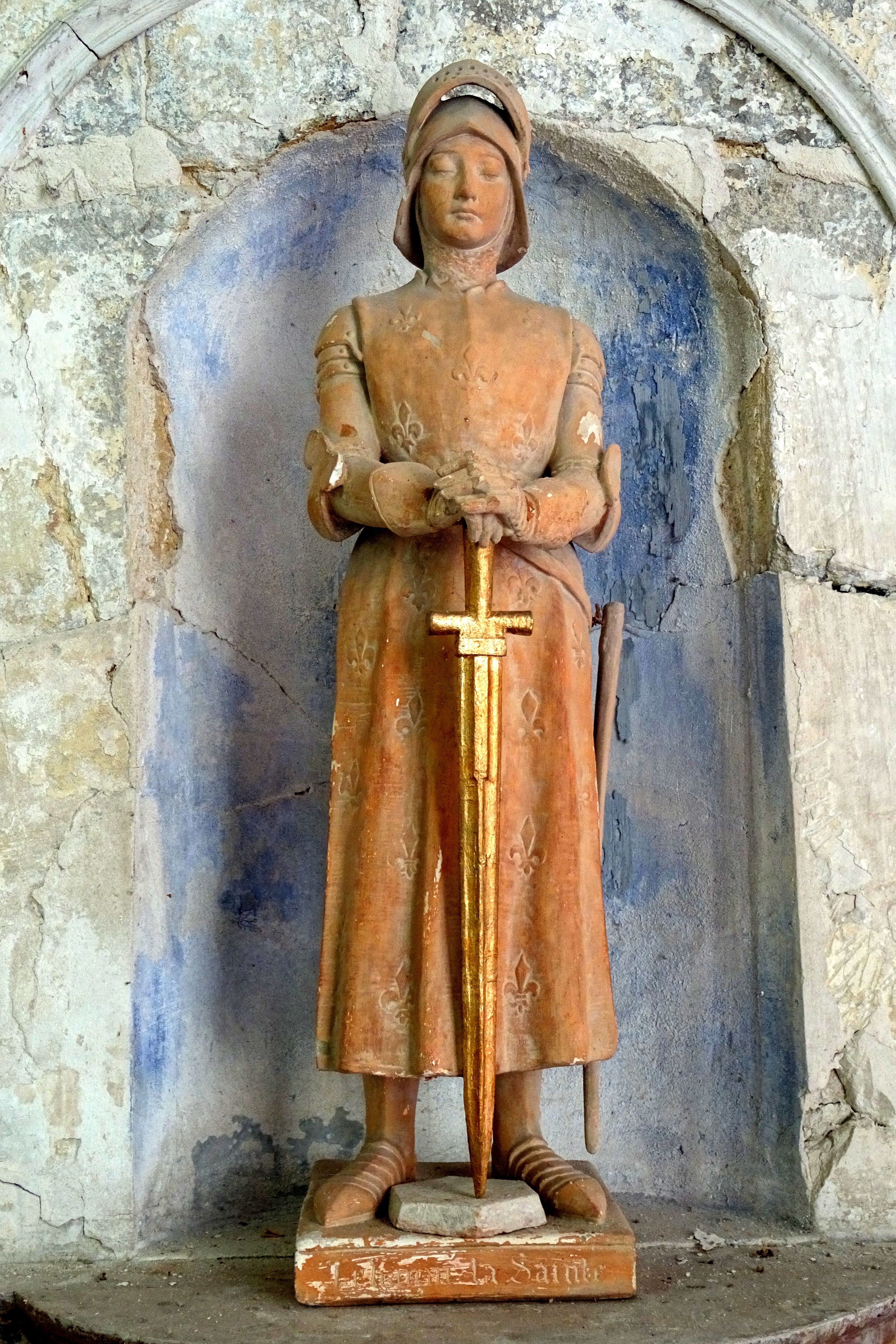
Jeanne d'Arc.

### Mobilier liturgique et divers

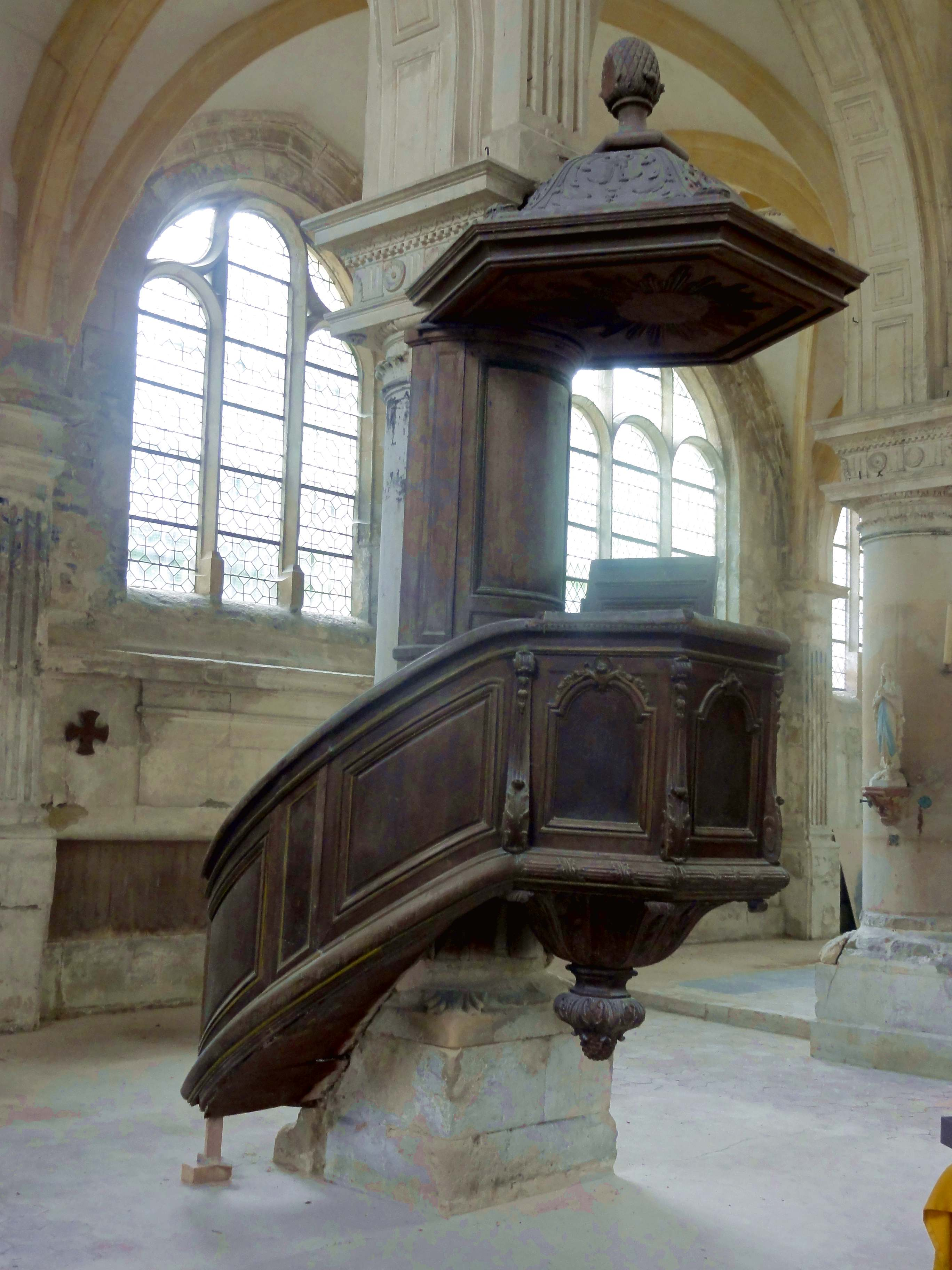
Chaire à prêcher.

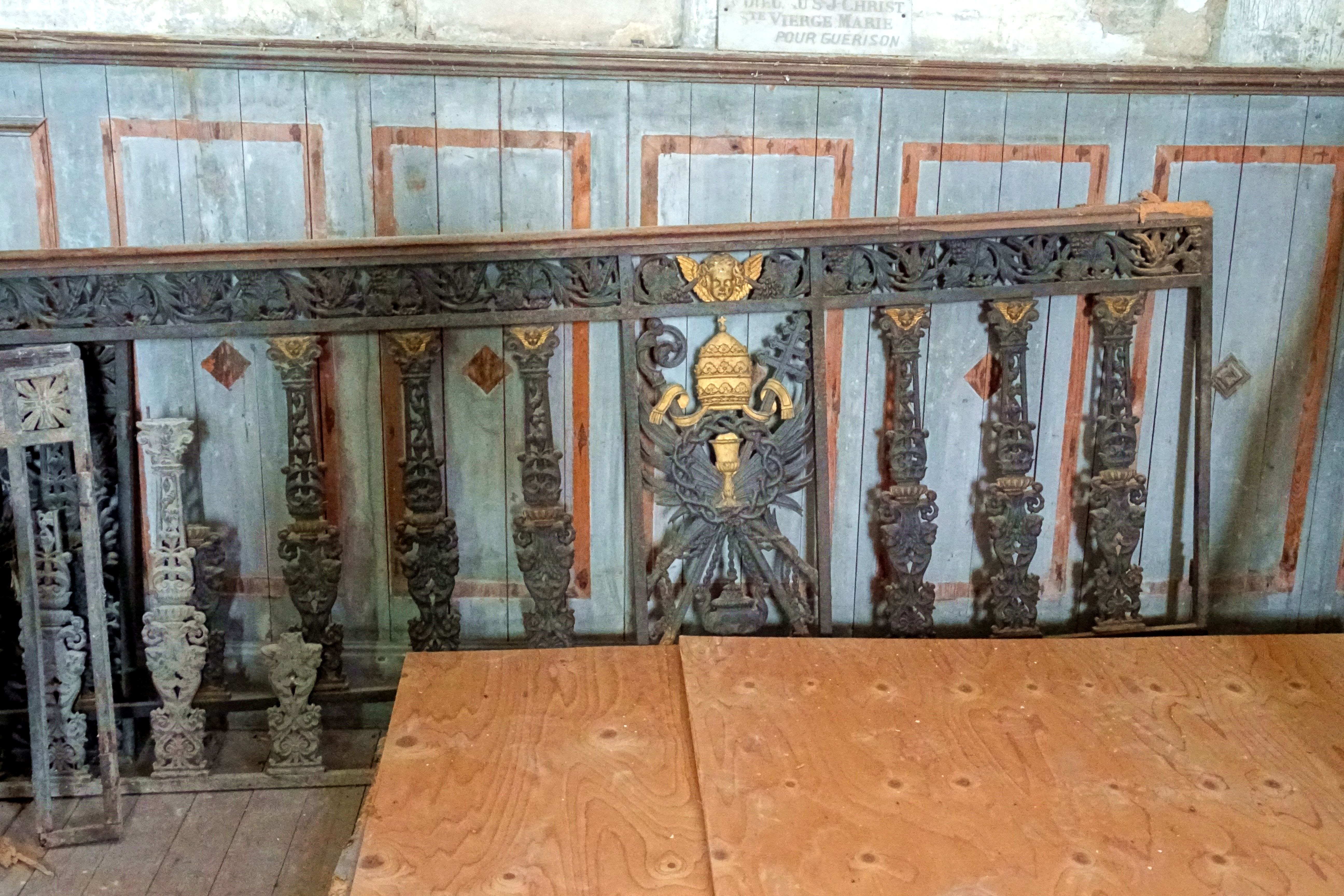
Grille de communion déposée.

L'église renferme trois autres éléments de mobilier qui sont classés ou inscrits monument historique au titre objet, ou, dans certains cas, au titre immeuble avec l'église :
- La chaire à prêcher en bois de chêne date du troisième quart du XVIIIe siècle : par sa forme et ses proportions, elle rappelle encore la chaire de l'église de Luzarches, pour laquelle le marché a été passé en 1708 ; par le décor des panneaux de sa cuve et des balustres qui les séparent, elle se rattache clairement au style rocaille. Il est d'autant plus curieux que le dossier d'inventaire indique comme date la limite XVIIe / XVIIIe siècle, que le rédacteur, Christian Olivereau, est co-auteur d'un ouvrage sur le patrimoine du pays de France, où la datation est correcte. Les motifs sont exclusivement végétaux. Un seul panneau de la cuve est sculpté de branches en bas-reliefs ; sur les autres panneaux, les cadres demeurent vides. Sous la cuve, on trouve un grand cul-de-lampe sculpté de feuilles d'acanthe. L'abat-voix est agrémenté de rinceaux, et couronné d'une grosse pomme de pin. En revanche, les panneaux flanquant l'escalier sont sans décor. La hauteur totale est de 425 cm, dont 180 cm pour la cuve avec son cul-de-lampe ; le diamètre est de 110 cm[33],[34].
- La clôture liturgique (grille de communion) en fonte date de 1830 environ. Elle a été déposée entre 2005 et 2010, et se trouve en mauvais état. Bien que classé au titre immeuble, la porte a disparu. Elle comportait au centre la représentation de l'Agnus Dei sur le livre aux sept sceaux, comme on la voit fréquemment sur les tabernacles et autels. Autour, une crosse épiscopale, une mitre, une glaive, une gerbe de blé et des grappes de raisin étaient disposés. Plusieurs symboles religieux sont intégrés dans le décor de rinceaux ajourés des autres éléments[35].
- L'unique cloche antérieure à la Révolution date de 1682 et a été nommée Nicole Élisabeth. Elle est en bronze, mesure 120 cm de haut, et a un diamètre de 123 cm. Comme particularité, elle possède six anses de suspension, et comporte un décor en bas-relief. Au premier plan, figurent la Vierge à l'Enfant entre saint Pierre et saint Paul ; à l'arrière-plan, se profile un Christ en croix. L'inscription a été relevée par le baron Ferdinand de Guilhermy : « L'an 1682 i'ay été bénité par Messire Clavde Frichot prestre doctevr de la Sorbonne cvré de cette paroisse et nommée Nicole Élisabeth par havt et pvissant seignevr Mre Nicolas Nicolaï coner du Roy en tovs ses conseils premier président de sa chambre des Comptes marquis de Goussainville seigr de la Roche de Presles et Yvor et par damoiselle Marie Élisabeth Nicolaï sa fille vniqve / maistre Nicolas le Sourd Nicolas Gverin & Estienne de Lovvres marger m'ont fait fondre / N. Chapelle I. Gillot & F. Moreau m'ont faict / Pierre Thorigny clerc. »[36],[37] (sans illustration).

Non classés, certains éléments du mobilier sont néanmoins d'une certaine valeur artistique, ou sont intéressants comme témoins de l'histoire :

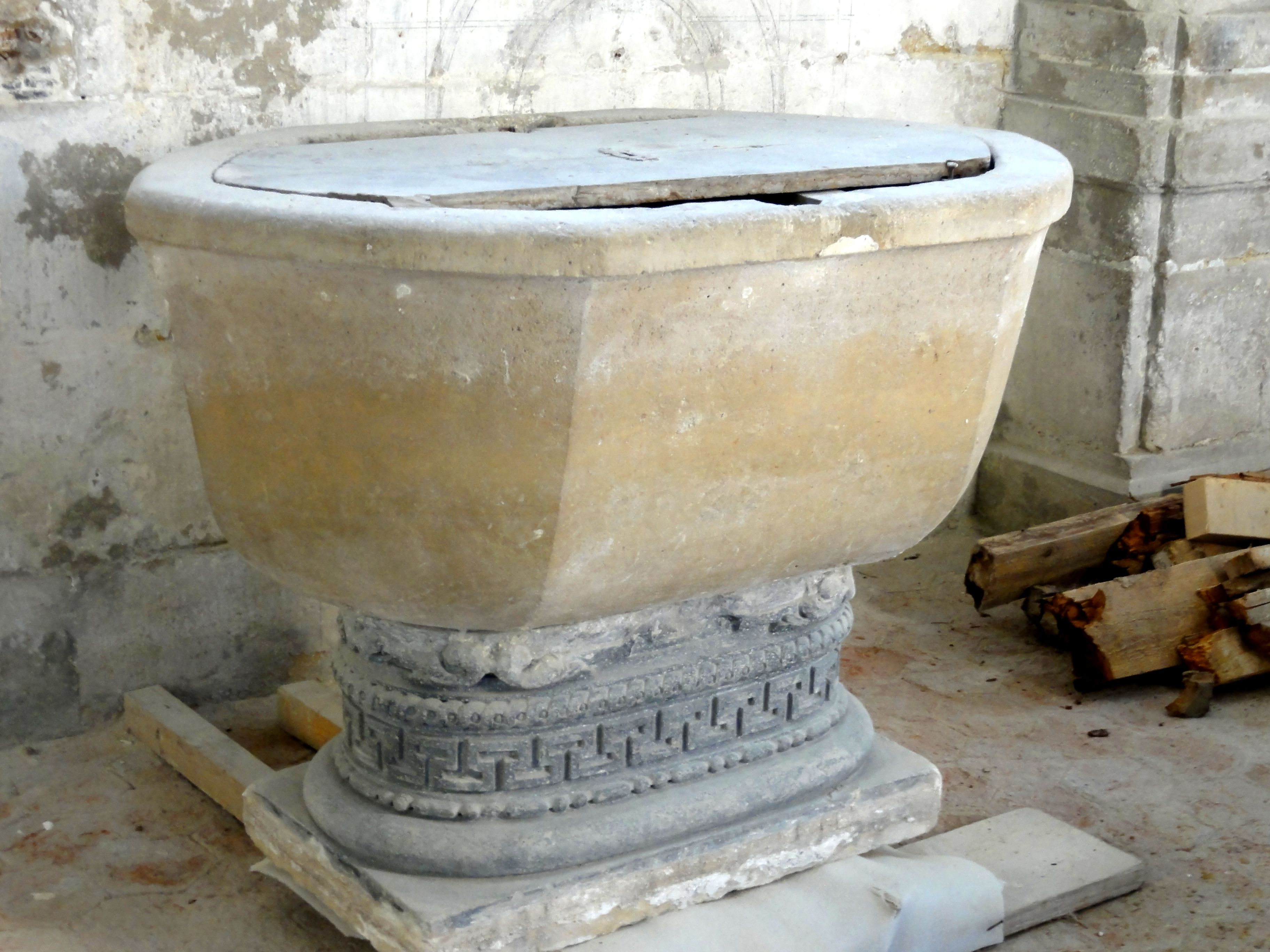
Fonts baptismaux.

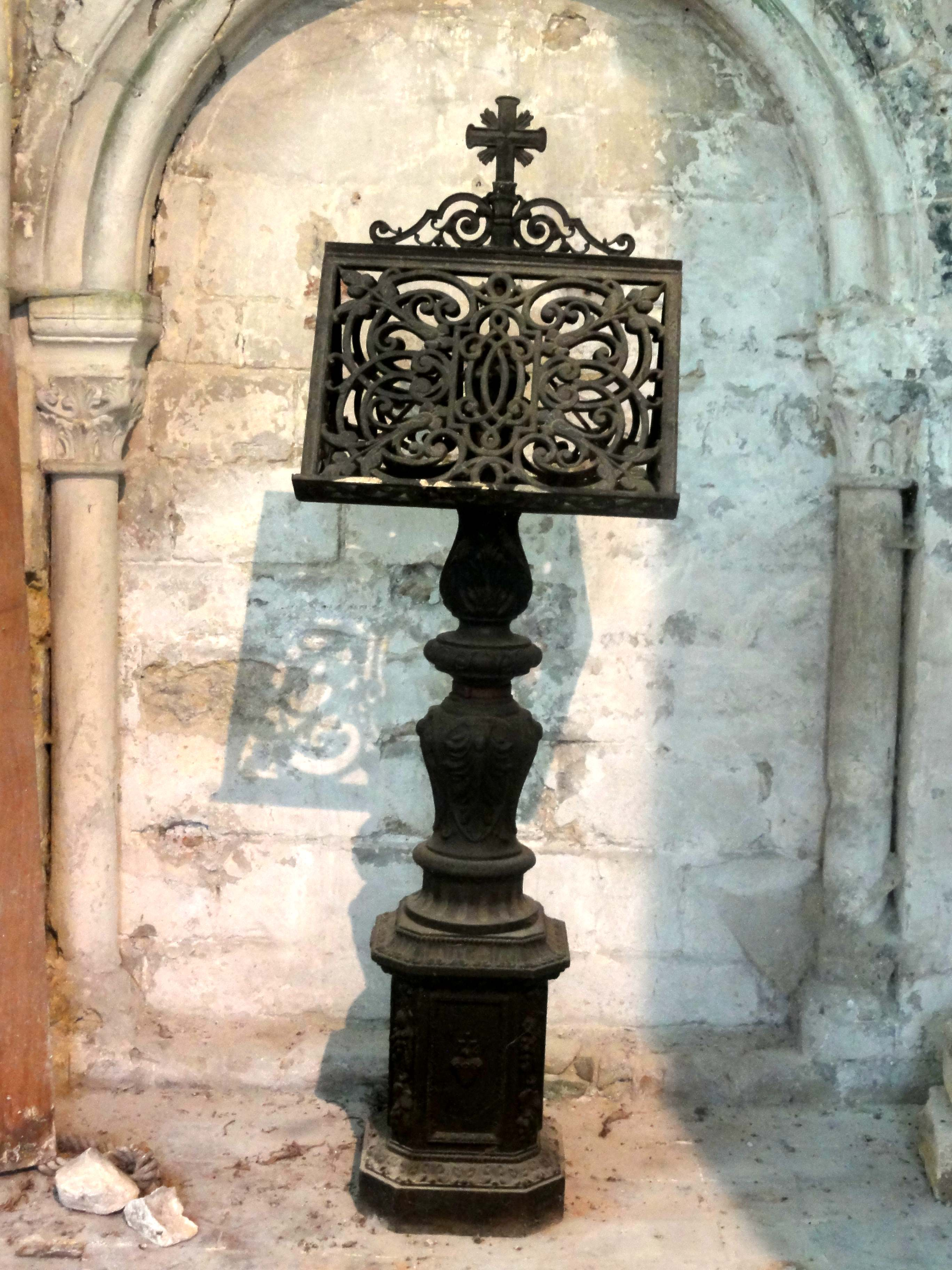
Lutrin en fonte.

- Les fonts baptismaux en pierre se présentent comme une cuve baptismale à infusion, dont la forme évoque un navire. La largeur est de 128 cm, et la hauteur et la profondeur sont de 82 cm. La cuve est particulièrement haute, et le socle très bas. Son décor se compose d'éléments utilisés dans l'architecture de l'église, à savoir un rang de perles ; un rang de grecques ; et un rang de cercles entrelacés. La frise végétale en haut du socle est mal conservée. Christian Olivereau propose comme époque le XVIIe siècle ou le XVIIIe siècle, sans certitude et sans étude stylistique préalable[38].
- Le lutrin en fonte de fer de la seconde moitié du XIXe siècle, fabriqué par A. Brochon à Paris, est proche des réalisations en bois taillé de l'époque précédente. Le pied est un balustre en double poire reposant sur un piédestal. Le pupitre est largement ajouré de rinceaux, et couronné par une croix rayonnante. Parmi les motifs, on trouve le Sacré-Cœur, des arabesques, des palmettes et des fleurs[39].
- L'autel et le retable de la Vierge en bois peint en faux marbre dateraient de la limite XVIIe siècle / XVIIIe siècle et se situent devant le chevet du bas-côté sud, dans la chapelle de la Vierge. L'ensemble mesure 500 cm de haut et 244 cm de large, et est assez bien conservé contrairement aux autres retables et autels latéraux de l'église (voir ci-dessous). Le devant de l'autel est orné de deux pilastres à gauche et à droite, qui encadrent un panneau. Sur les pilastres, le décor est formé par des chutes de fleurs sous des têtes d'angelots ailés. Sur le panneau, le médaillon central arbore une étoile à cinq branches avec des flammes dans les intervalles. De part et d'autre, figurent de grandes branches de laurier. Si les dimensions de ces branches et les chutes de fleurs évoquent l'art baroque, le retable est encore plus proche de la Renaissance. Deux paires de colonnettes ioniques libres encadrent une niche en plein cintre entourée d'une guirlande de feuillages, et supportent un entablement dont la section centrale s'infléchit pour former un fronton en arc de cercle. Un rang de denticules court dans l'échine de la corniche. L'entablement est aniconique au-dessus des colonnettes, mais sur la section centrale formant fronton, une grande tête de chérubin ailée se profile. On remarque son collier de plumes, qui est relié aux extrémités des ailes par des guirlandes. Cette expression de l'esprit baroque confirme la datation tardive du retable. Quant aux statues qui sont actuellement placées devant le retable, elles sont sulpiciennes, et ne figurent pas à cet endroit sur les photographies versées à l'Inventaire[40].
- Le retable et l'autel de saint Joseph existent toujours dans la chapelle latérale, qui empiète sur le cimetière au nord du chevet (anciennement dédiée à saint Nicolas). L'ensemble cohérent en bois blanc date de 1867, et est d'un style sobre, sans céder au goût néogothique de l'époque. L'autel est décoré de la colombe de l'Esprit Saint entourée de rayons de lumière, qui forment une croix de Malte. Des chutes de fleurs se dessinent sur les pilastres à gauche et à droite. Le corps central du retable comporte une niche vide, où devait se trouver une statue de saint Joseph, et est sommé d'un petit fronton galbé[41].
- Le retable et l'autel de sainte Geneviève se trouvaient au chevet du bas-côté nord, et étaient richement décorés dans le style baroque tardif. L'ensemble est susceptible de dater de la première moitié du XVIIIe siècle. Bien que s'agissant d'une œuvre de qualité, elle a été démontée à un moment indéterminé, et les côtés de l'autel s'étaient déjà perdus au moment de l'Inventaire[42].
- Une châsse-reliquaire en fonte de bronze, dorée et ornée de ciselures, adopte la forme d'un édicule gothique et est surmontée d'une statuette de sainte Geneviève, ce qui indique qu'elle était certainement destinée à servir d'écrin à des reliques de la sainte. L'autel à gauche du chevet lui était dédié. La châsse date de la seconde moitié du XIXe siècle et se trouvait encore dans la sacristie au début des années 1990 ; l'Inventaire ne précise pas si les reliques sont encore présentes[43] (sans illustration).
- Un confessionnal en bois de chêne du XIXe siècle se trouve dans le bas-côté sud. D'une facture très sobre, il se remarque seulement par un fronton en hémicycle au-dessus de la loge centrale, dont la porte manquait déjà avant le démarrage des travaux de restauration de l'église[44].

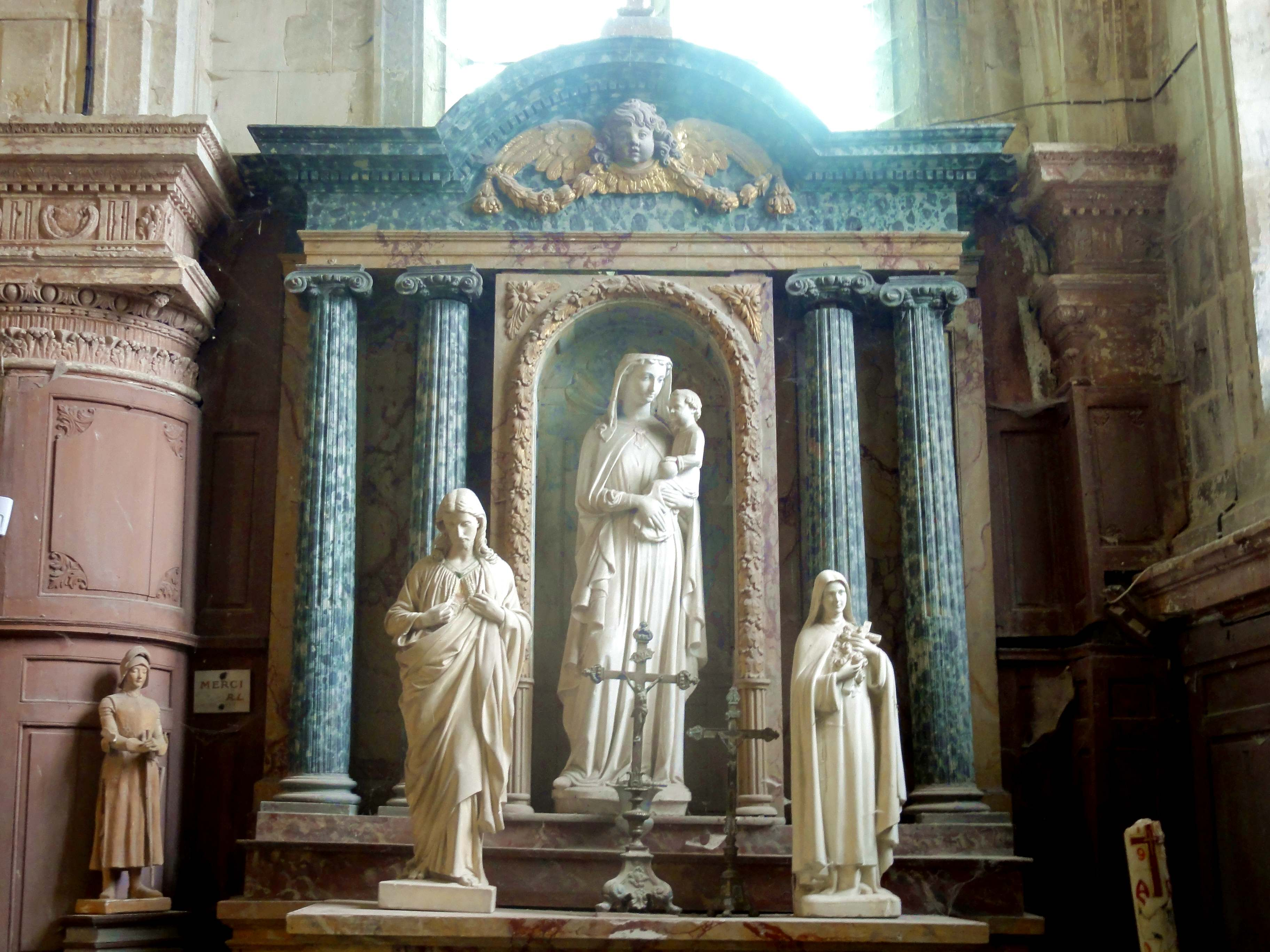
Retable de la Vierge.
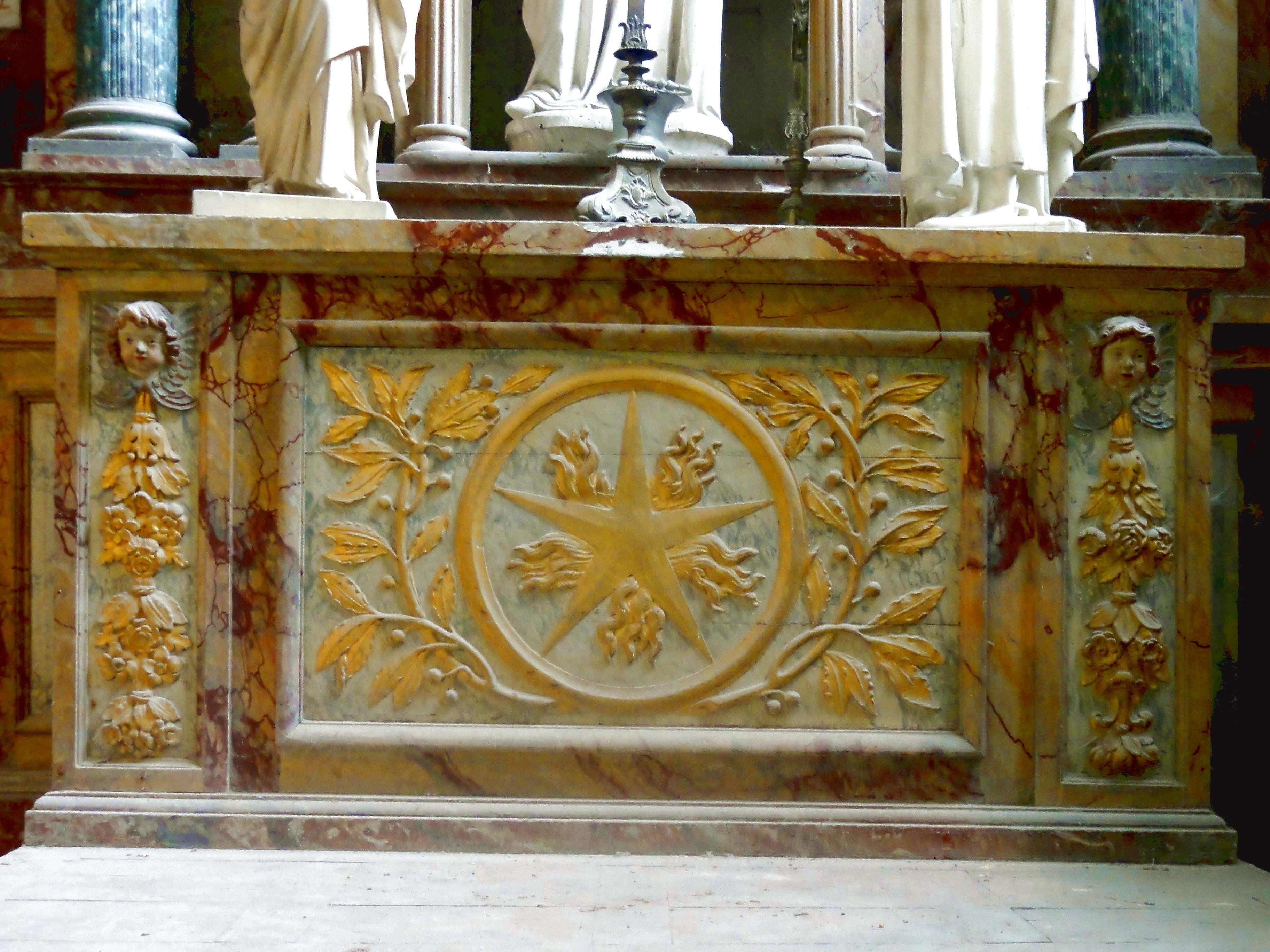
Autel de la Vierge.
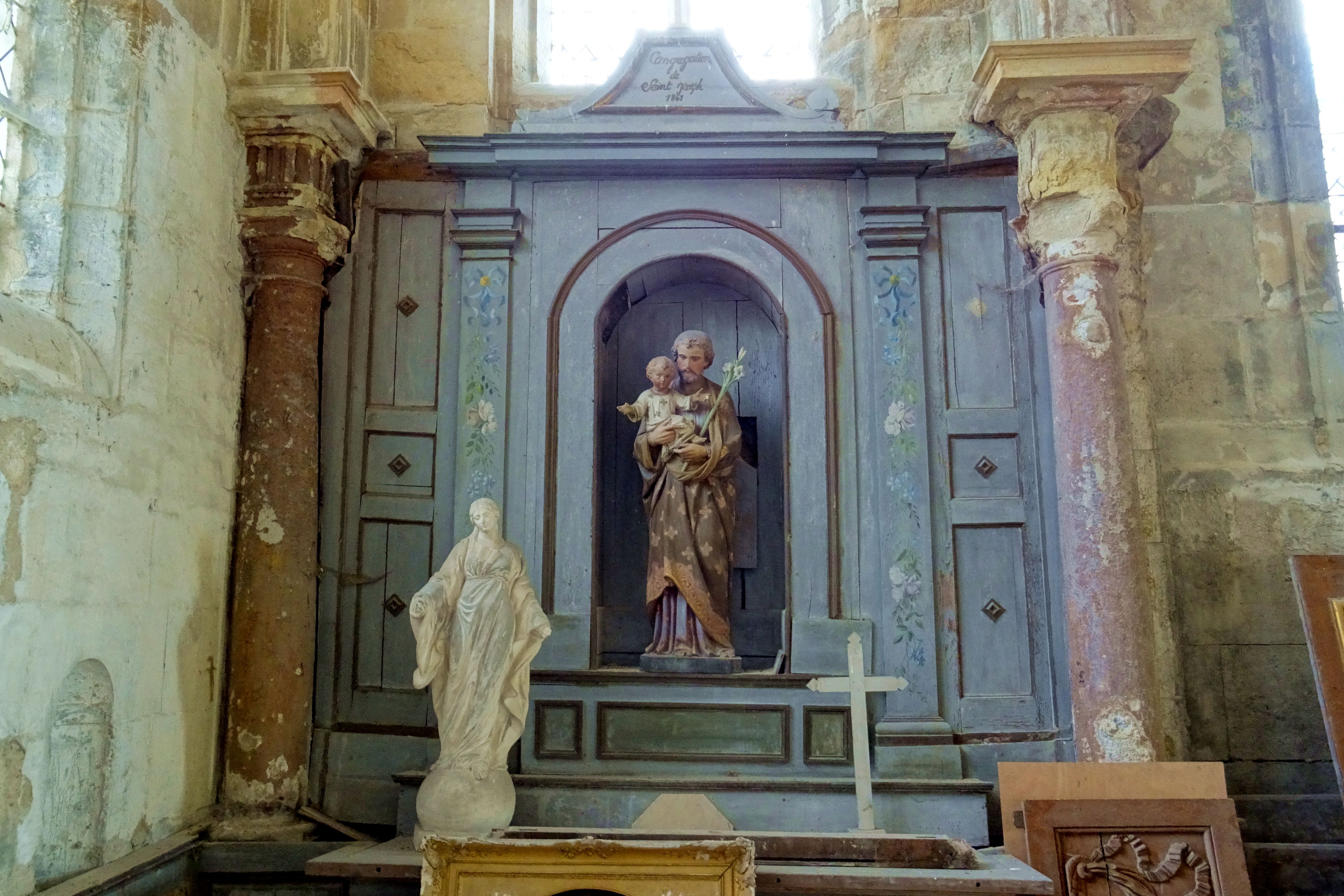
Retable de saint Joseph.
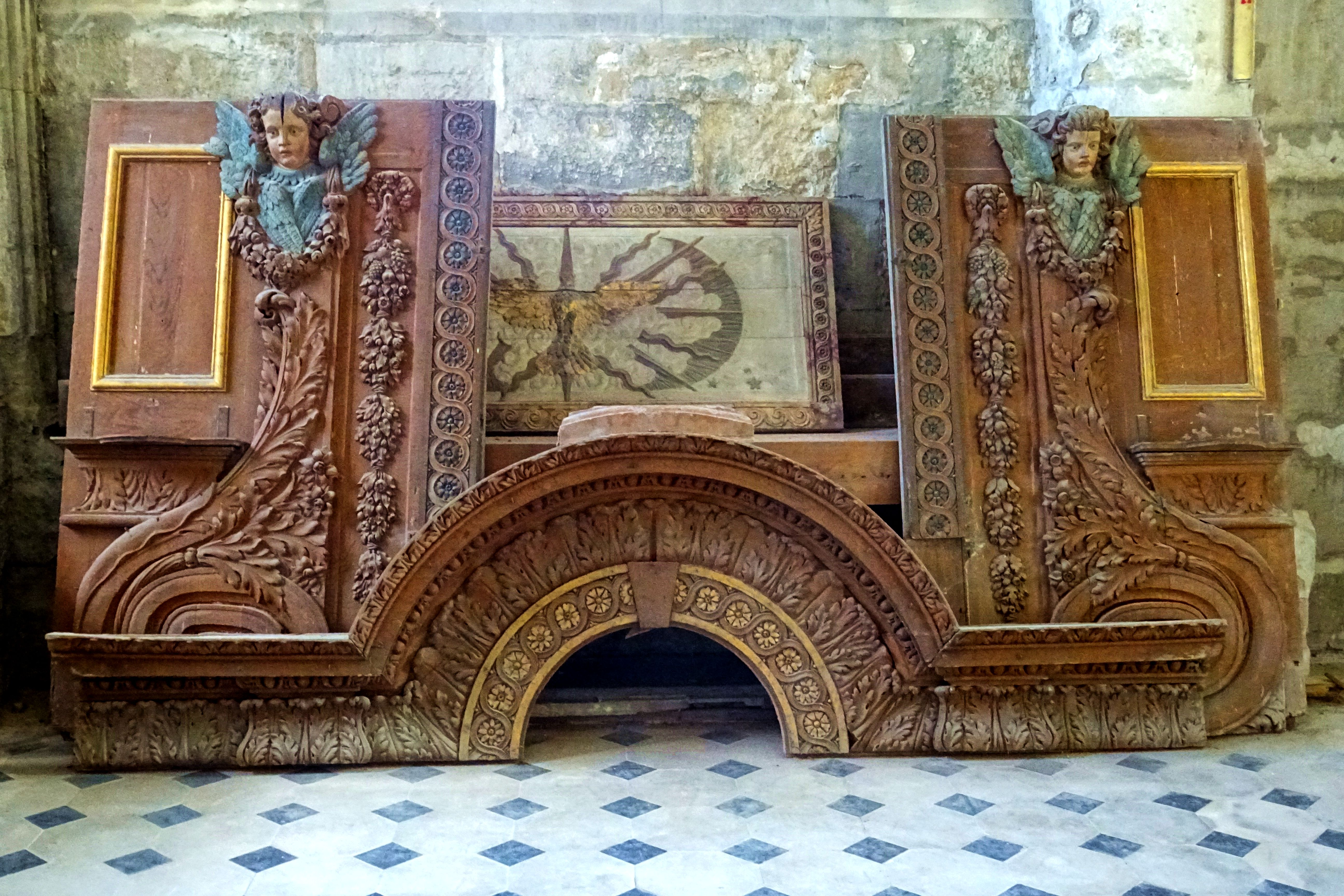
Retable de sainte Geneviève.
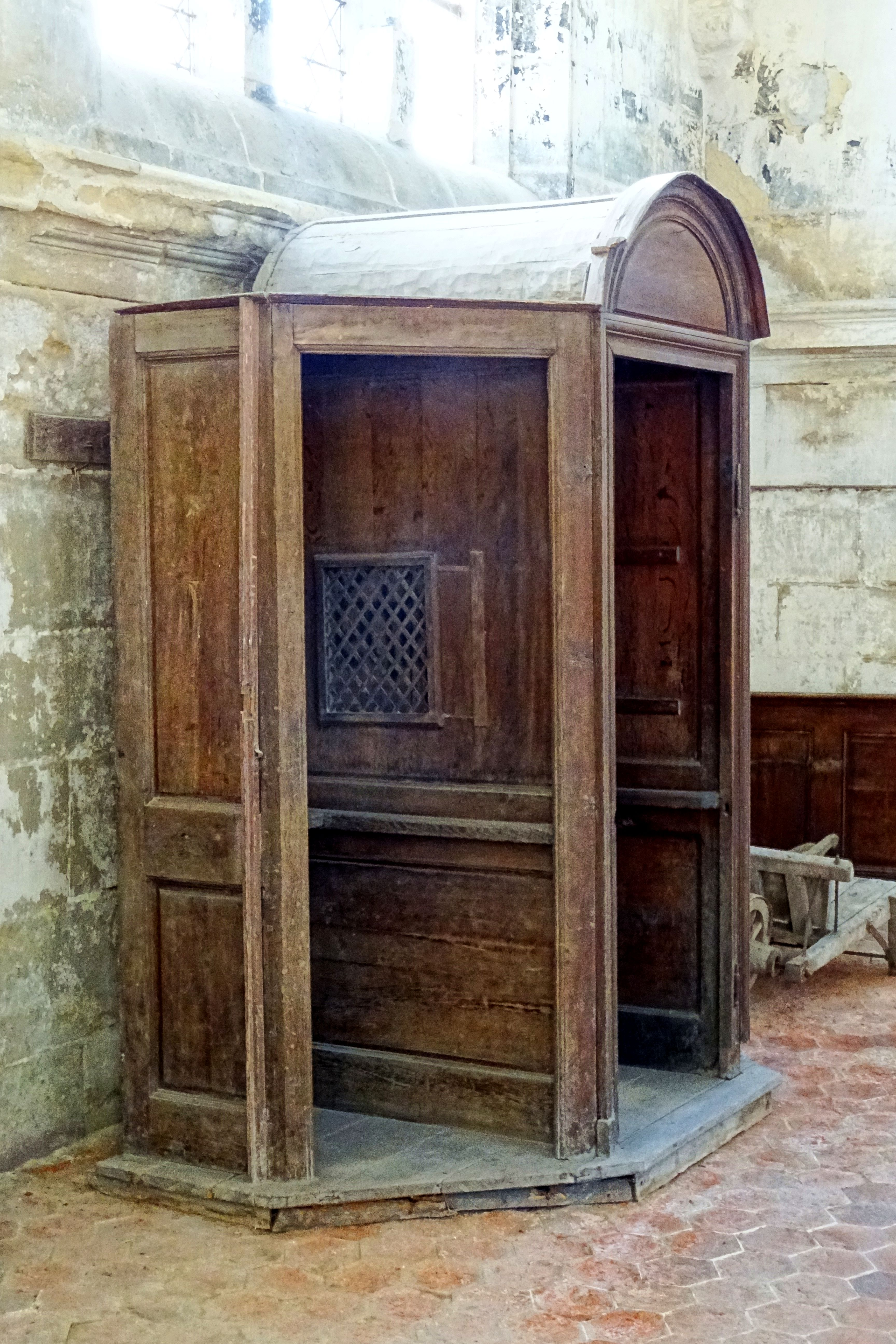
Confessionnal.

### Peinture

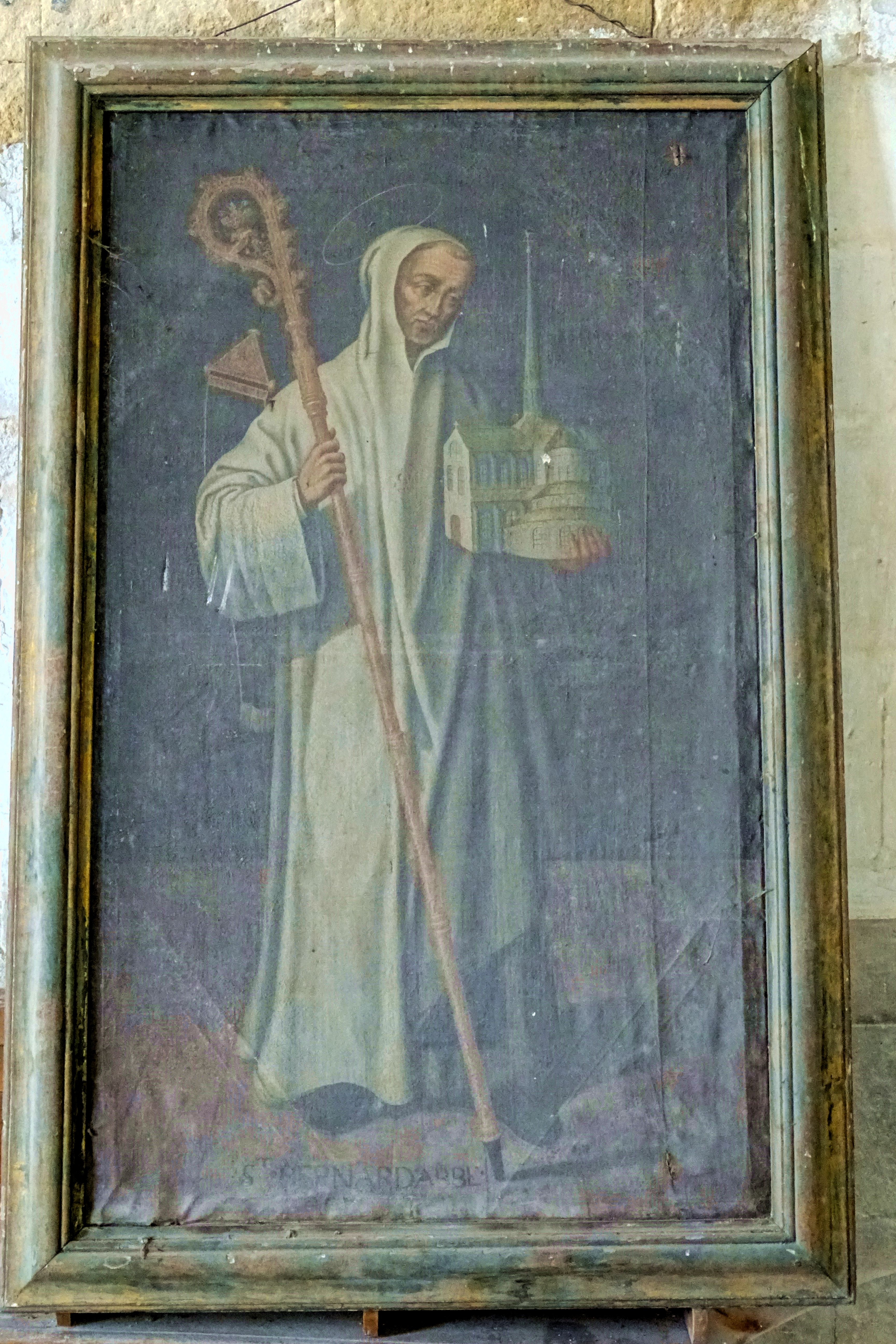
Tableau - saint Bernard de Clairvaux.

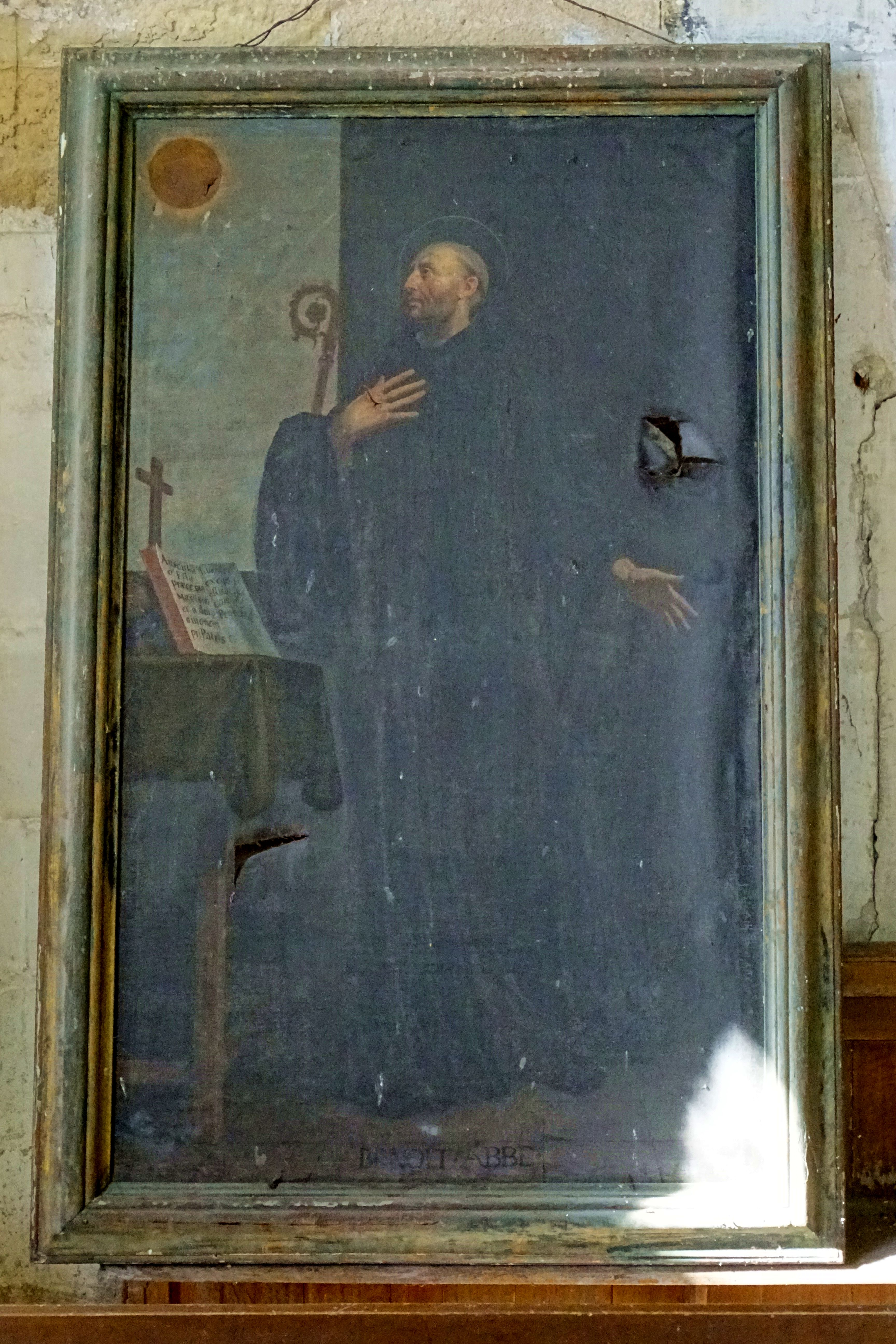
Tableau - saint Benoît de Nursie.

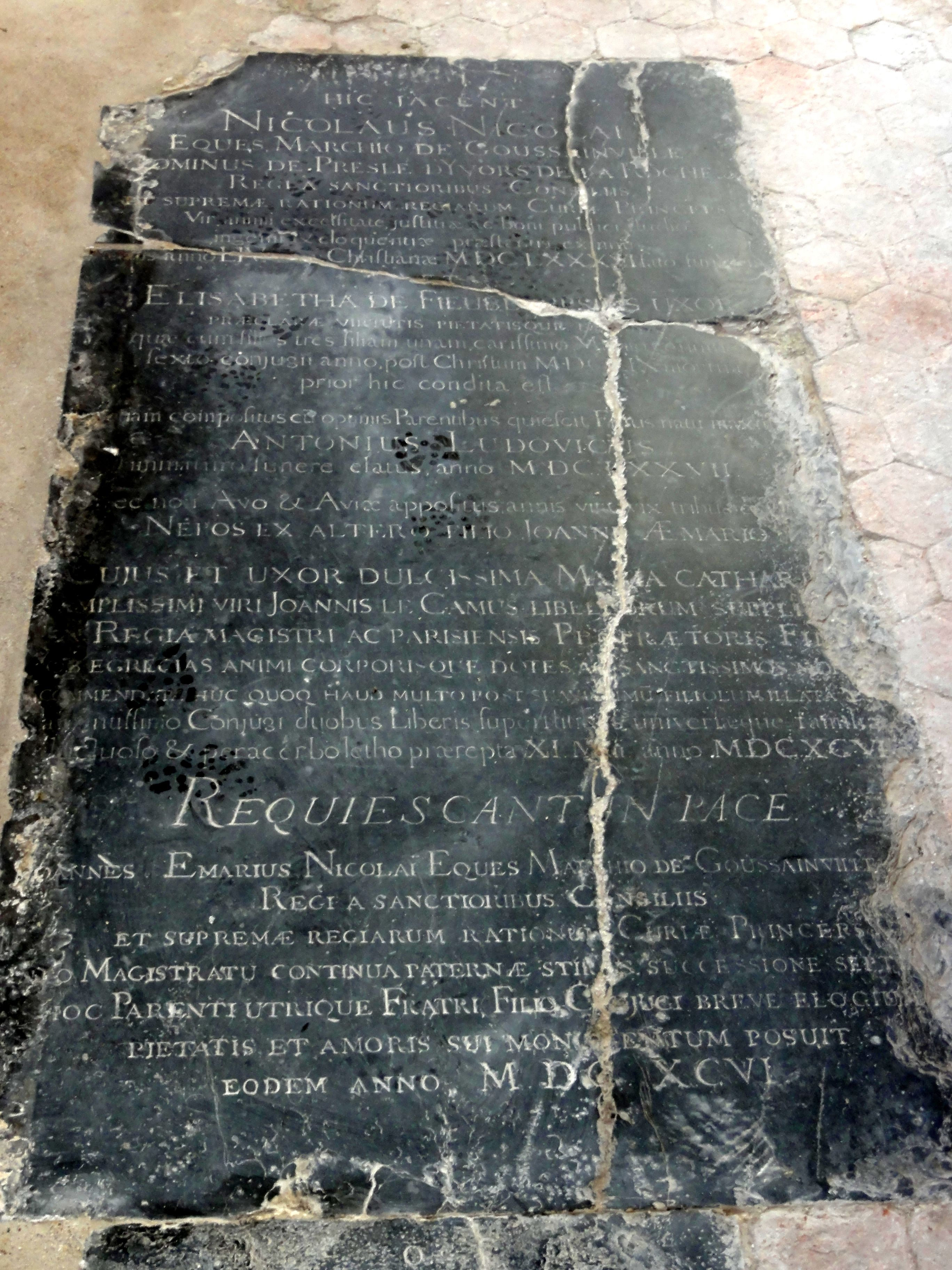
Dalle funéraire de Nicolas de Nicolaï, d'Élisabeth de Fieubet, sa femme, et d'Antoine-Louis, leur fils.

L'église Saint-Pierre-Saint-Paul abrite deux œuvres de peinture. D'autres tableaux étaient accrochés aux murs avant la restauration. Une bannière est en outre mentionnée dans l'Inventaire général du patrimoine culturel.
- Deux tableaux de grand format représentent saint Bernard de Clairvaux et saint Benoît de Nursie. Ils ont été peints à l'huile sur toile par un maître anonyme pendant la première moitié du XVIIIe siècle, et mesurent 200 cm de haut pour 110 cm de large. Les dimensions et l'époque étant les mêmes, le peintre est susceptible d'être aussi le même. Les tableaux étaient accrochés à gauche et à droite de la grande rosace au revers de la façade. Ils sont en mauvais état ; la couche picturale est usée et sale, et sur le tableau de saint Benoît, un important accroc se remarque à droite de la composition. Les deux saints sont accompagnés d'une crosse ; saint Bernard présente en outre une maquette d'église avec sa main gauche[45]. Fondateurs des Cisterciens et des Bénédictins, dont sont issus les Cisterciens, les deux saints abbés ne jouent pas un grand rôle dans la dévotion populaire. La présence de leurs tableaux en l'église Saint-Pierre-Saint-Paul devrait être liée au rôle de l'abbaye bénédictine du Bec comme collateurs de la cure. Dans ce cas, ils auraient été donnés par l'abbaye à l'église de Goussainville, ce qui leur confère un certain intérêt historique, et pourrait faciliter l'identification de l'artiste.
- Une bannière de procession de la seconde moitié du XIXe siècle mesure 123 cm de haut et 85 cm de large. Elle est faite de soie blanche, et ornée de broderies en soie polychrome et fil de métal. Sur chacune des deux faces, elle présente un médaillon brodé servant de cadre à une peinture sur textile. Les motifs sont l'Éducation de la Vierge et sainte Geneviève, au milieu d'un paysage où l'on identifie facilement l'église Saint-Pierre-Saint-Paul à l'arrière-plan. La bannière est en mauvais état, et était conservée en mairie au moment de l'Inventaire[46] (sans illustration).

### Dalles funéraires
Plusieurs dalles funéraires font partie du pavage du sol de l'église, bien qu'en 1794 sous la Terreur, ordre avait été donné de les retourner. Mais au second quart du XIXe siècle, le baron Ferdinand de Guilhermy a trouvé ces dalles en place, et il a ainsi pu relever leurs inscriptions. L'Inventaire a apparemment ignoré son ouvrage paru en 1880, et n'utilise pas les nombreux renseignements fournis. Quelques plaques funéraires se trouvaient sous le porche méridional, qui a depuis longtemps disparu. Le destin des plaques après la démolition du porche reste à éclairer. Parmi les nombreuses dalles et plaques funéraires, deux sont classées au titre objet.
- La dalle funéraire à effigies gravées de Jehan Guérin et de Louise Pluyette, sa femme, mesure 204 cm de haut pour 96 cm de large, et est scellée dans le sol à l'entrée du chœur. Elle montre les deux époux en costumes d'époque et en grandeur nature, sous deux arcatures en plein cintre retombant sur un cul-de-lampe au milieu. Jean Guérin porte la barbe en pointe, a le col rabattu et la veste garnie de boutons et ornée de rubans ; il porte des culottes courtes enrubanées, des bas, des souliers à rosettes, et un petit manteau descendant aux genoux. Louise Pluyette est coiffée d'un bonnet ou chapeau rond, d'où retombe une voilette. Son col est ouvert, et elle porte un corsage ainsi qu'une jupe ample et longue. L'inscription en quatre lignes est brève et se trouve au pied des deux personnages : « Cy gisent les corps d'honorables personnes Iean Gvérin vivant fermier de la grange des Noves et Lovise Plvyette sa femme. Priez Dieu pour leurs âmes ». La date est 1677[47],[48].
- La dalle funéraire à effigies gravées d'Arthus Guérin et de Madeleine Ferry, sa femme, mesure 200 cm de haut pour 97 cm de large, et se trouve à proximité de la précédente. Les deux époux, morts respectivement en 1584 et 1624, se regardent et sont habillés de la même façon que les personnages de la dalle précédente. Aux-dessus, on voit également deux arcades retombant sur des consoles, ainsi qu'un entablement décoré d'un écusson martelé, de palmettes et d'enroulements. Aux quatre angles, de petits médaillons contiennent des représentations des quatre Évangélistes occupés à écrire. L'inscription est la suivante : « Cy gissent les corps d'honobles personnes Arthus Gvérin vivant labovrevr demevrant à la ferme de la grange des Noves / et Madeleine Ferry sa femme qvi décédèrent scavor / ledit Guérin le lvndy 9e 10r de jvillet 1584. Et ladite Ferry le dimenche 20e 10r d'octobre 1624. Priez Dieu po10r leurs âmes ». Le prénom Arthus n'est pas courant à la campagne. Il fut sans doute introduit à Goussainville par les parents d'Arthus Aunay, seigneur de Goussainville au XVe siècle, et chanoine de la Sainte-Chapelle de Paris, dont la tombe armoriée se trouvait jadis en l'église Saint-Pierre-Saint-Paul[49],[50].

Non classée, la seule plaque funéraire subsistante de la famille de Nicolaï est toutefois d'un intérêt historique certain, car la seigneurie de Goussainville appartenait à cette famille à partir de 1527. En cette année, Aymar de Nicolas, second du nom, premier président la chambre des Comptes de Paris, la reçut en dot lors de son mariage avec Anne Baillet.
- La plaque funéraire en marbre noir de Nicolas Nicolaï, marquis de Goussainville et seigneur de Presles, d'Yvors et de La Roche ; d'Élisabeth de Fieubet, sa femme ; et d'Antoine-Louis, leur fils, ne comporte qu'une longue inscription en latin, et aucun élément décoratif. Nicolas de Nicolaï succéda en 1656 à son père comme premier président de la chambre des Comptes, et est mort en 1686. Élisabeth de Fieubet, fille de Gaspard de Fieubet, baron de Launac, et sœur de Gaspard III de Fieubet, est morte en 1659. Antoine-Louis, qui avait deux frères et une sœur, est mort prématurément en 1677. La plaque se situe au nord du vaisseau central, ce qui devrait être son emplacement habituel, car les épitaphes des Nicolaï se trouvaient dans le chœur et dans le bas-côté nord, et non dans le caveau seigneurial. Cependant, la plaque a dû être enlevée à la Révolution, car elle s'est fracturée en plusieurs morceaux. Le caveau seigneurial se situe sous le chœur ; son accès est fermé par un fragment de tombe du XIIIe siècle. Les cercueils ont tous été transférés au cimetière à la Révolution[51].

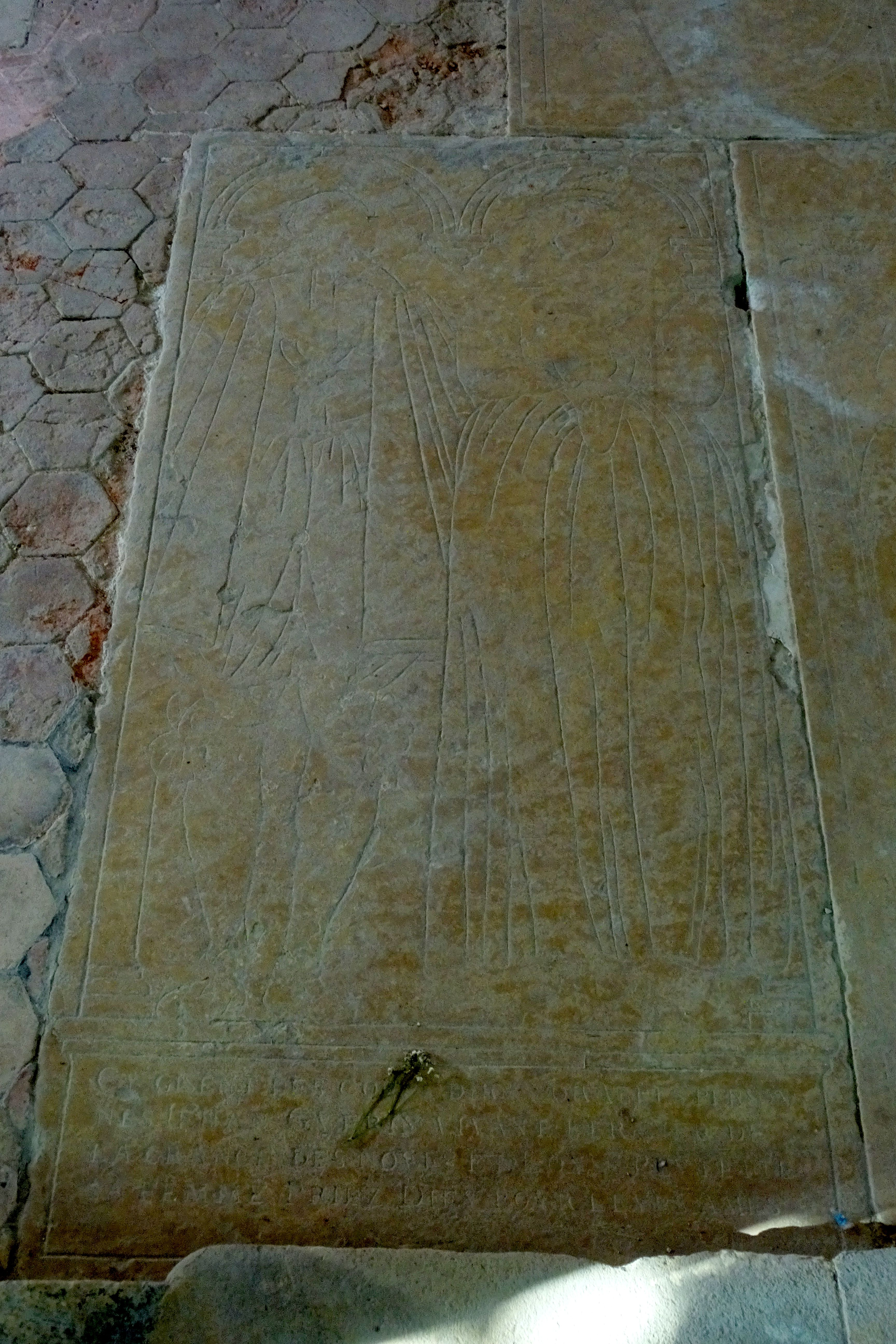
Dalle funéraire de Jehan Guérin et de Louise Pluyette, 1677.
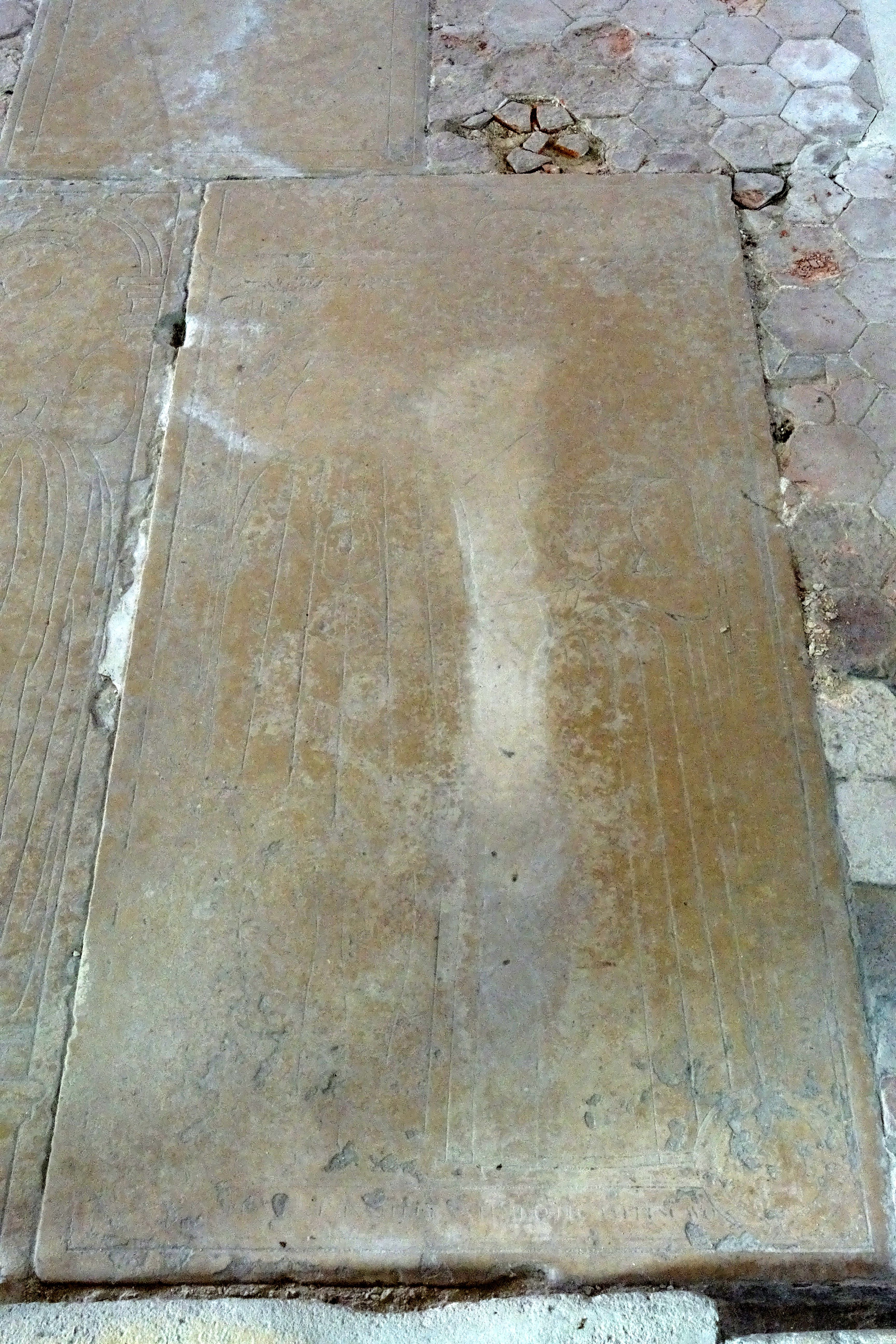
Dalle funéraire d'Arthus Guérin et de Madeleine Ferry, 1624.
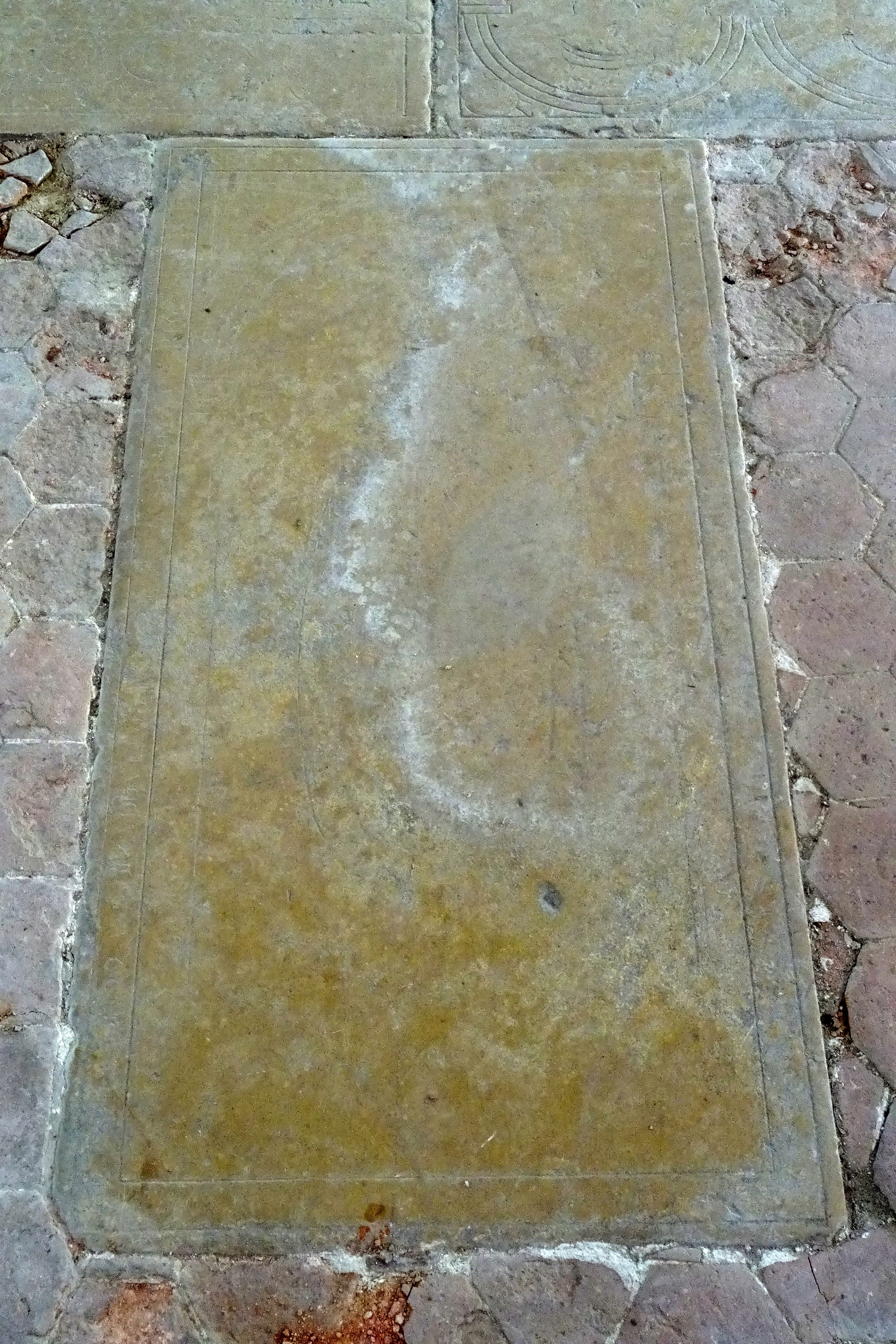
Dalle funéraire à effigie gravée, effacée.
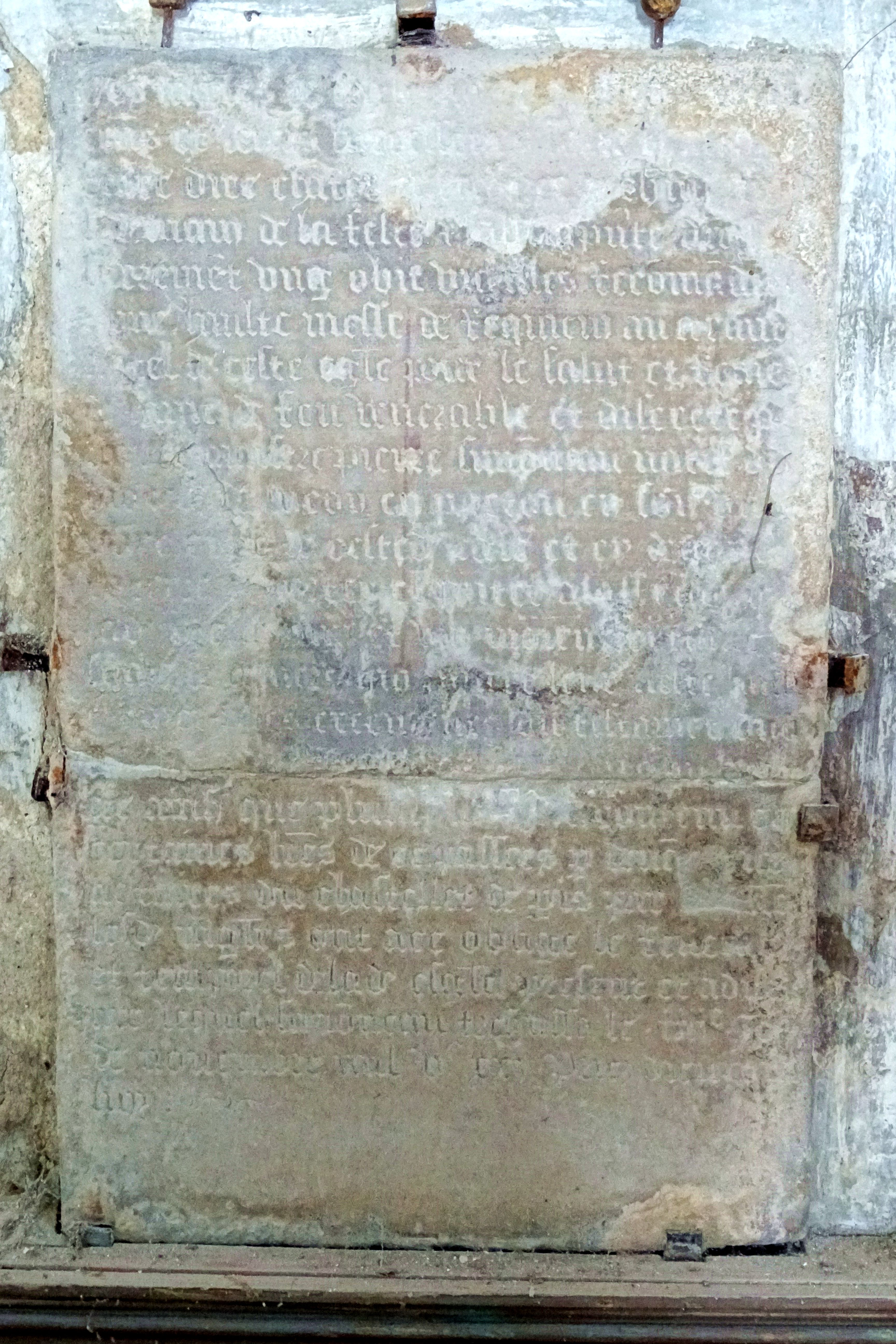
Plaque de fondation de Pierre Simmoneau, curé, 1521.
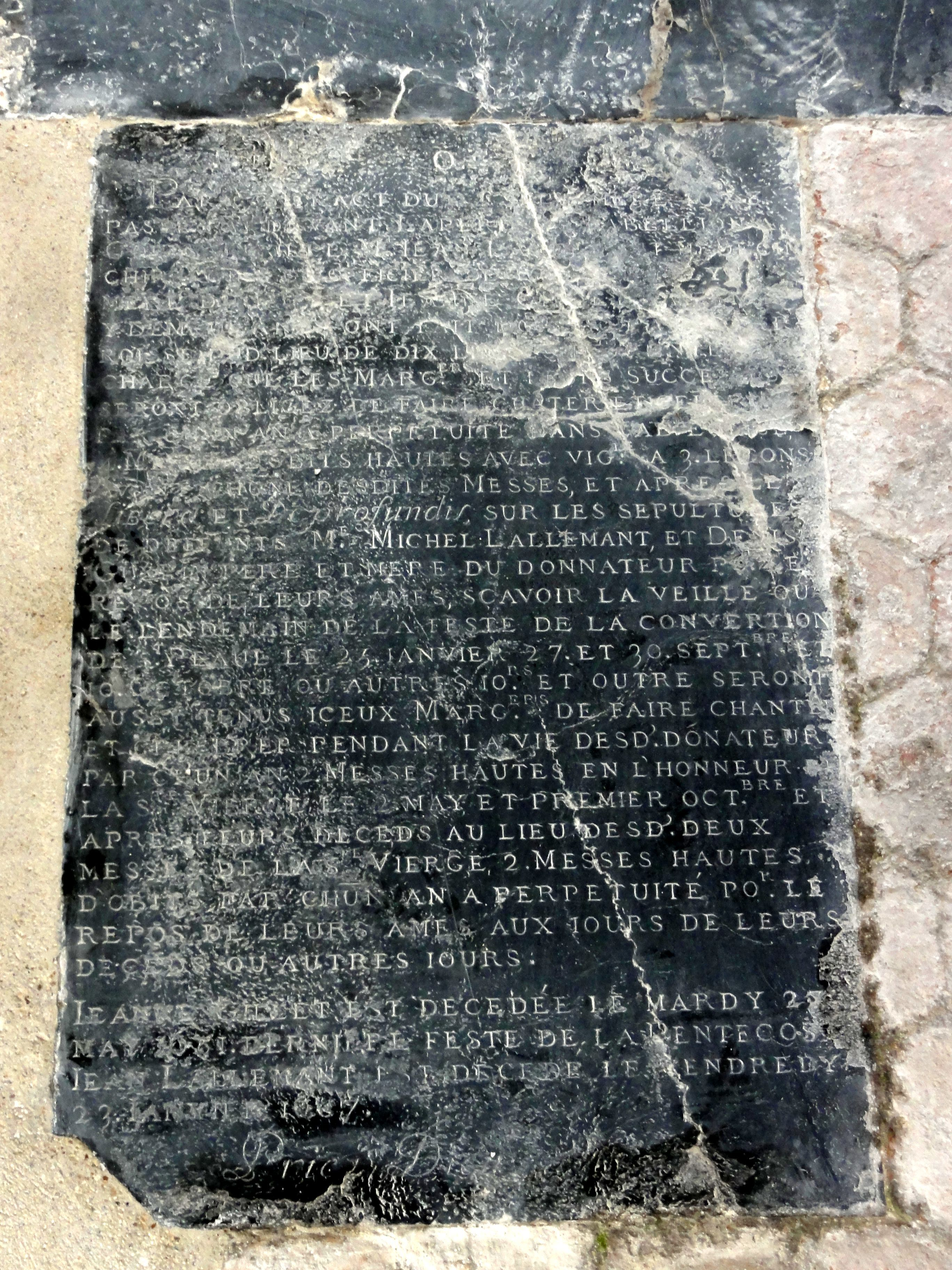
Plaque de fondation de Jean Lallemant, médecin chirurgien, 1687.